# Chausseestraße
Die Chausseestraße im Berliner Bezirk Mitte ist die älteste Straße der Oranienburger Vorstadt. Rund 1,7 km lang, führt sie von der Friedrichstraße im Südosten zur Müllerstraße im Nordwesten. In ihrem Verlauf befinden sich zahlreiche bemerkenswerte Bauten und Friedhofsanlagen Berlins, von denen einige als denkmalgeschützt registriert sind. Entlang dieser Straße entstand nach 1800 die erste frühkapitalistische Schwerindustrie Preußens, gefolgt von den ersten Eisenbahnproduktionsstätten des Landes. Bis zum Ende des Zweiten Weltkriegs gehörte die Chausseestraße zur innerstädtischen Geschäftsgegend.

## Lage, Benennung
Die Chausseestraße beginnt an der Kreuzung Torstraße/Hannoversche Straße im Ortsteil Mitte, an der bis 1867 das Oranienburger Tor stand. Sie verläuft in nordwestlicher Richtung und ist damit Teil der früheren Oranienburger Vorstadt. Sie endet im Ortsteil Wedding an der Nordpanke, dem vormaligen Schönhauser Graben.
Im Stadtentwicklungsplan (StEP) ist sie zwischen Oranienburger Tor und Invalidenstraße als örtliche Straßenverbindung (StEP III), zwischen Invalidenstraße und Übergang in die Müllerstraße als übergeordnete Straße (StEP II) eingetragen. Die Grundstücke sind in Hufeisennummerierung gezählt, wobei einige Nummern ausgelassen und andere Grundstücke geteilt sind. Die Chausseestraße besitzt die Straßennummer 6093. Die Grundstücke auf beiden Straßenseiten in Mitte tragen die Postleitzahl 10115, für die westlichen Grundstücke gilt 13353.

## Geschichte

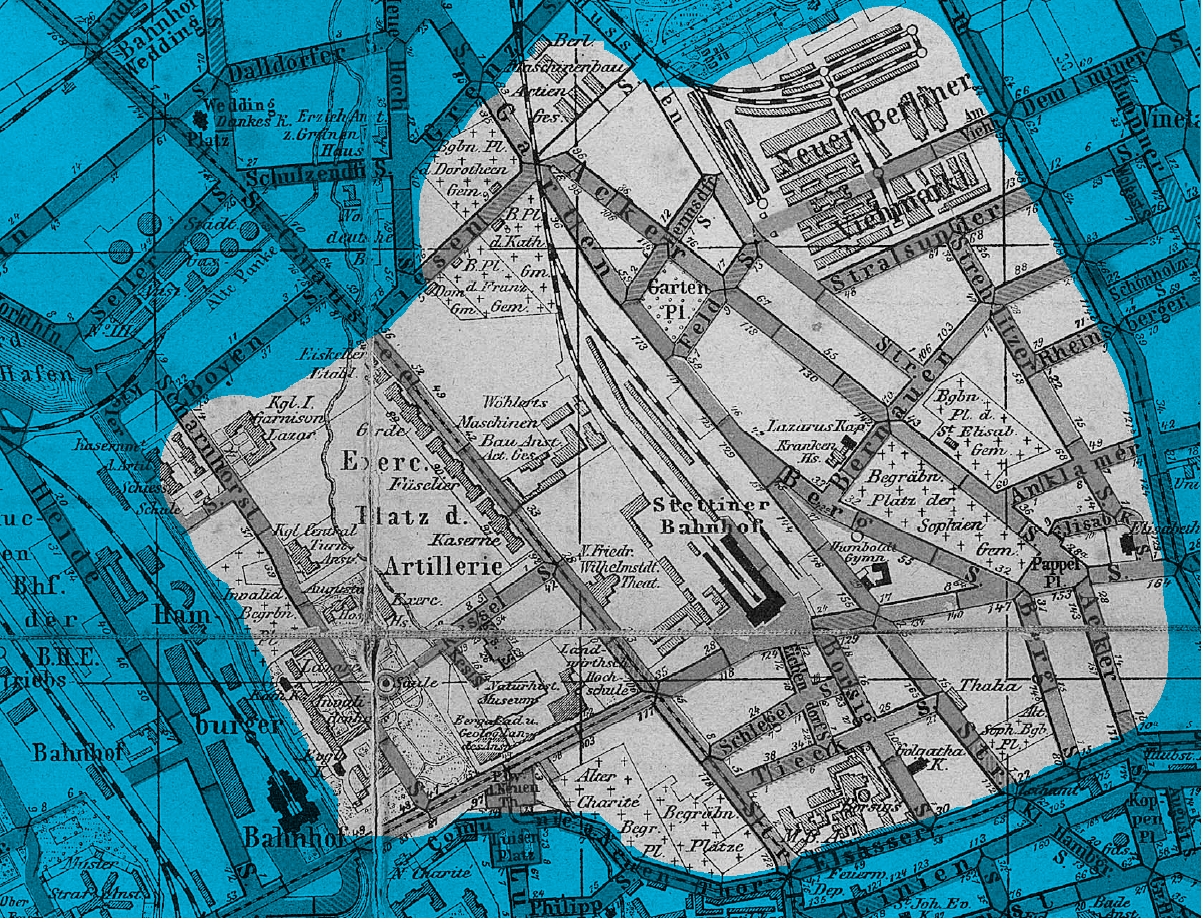
Chausseestraße in der Oranienburger Vorstadt, Flurkarte von 1884

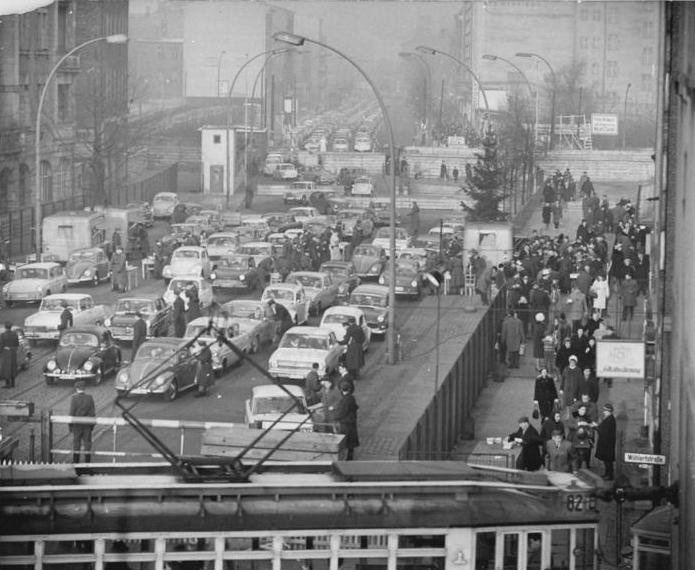
Grenzübergang Chausseestraße, Blick Richtung Wedding, 1964

Der Name der Straße ist eine Tautologie: Eine Chaussee ist das Synonym für eine befestigte Straße. Der bis 1750 als Ruppiner Heerweg, bis 1800 als Ruppiner Straße und Oranienburger Landstraße oder Allee nach Oranienburg benannte Verbindungsweg zwischen Alt-Berlin und Tegel wurde um 1800 als gepflasterte Kunststraße ausgebaut. In Anlehnung an die aus Frankreich stammende Bezeichnung wurde die Straße danach Chausseestraße oder auch Oranienburger Chaussee genannt. Ein von den Anwohnern im Jahre 1861 eingereichtes Gesuch, wegen der Tautologie die Straße in Humboldtstraße umzubenennen, wurde vom Magistrat abgelehnt; zuvor war ein am nahe gelegenen Spreebogen neu geschaffenes Hafenbecken Humboldthafen benannt worden. Ein Stadtplan des Kartografen Jean Chrétien Selter von 1804, mit Genehmigung der Akademie der Wissenschaften veröffentlicht, führte bereits die Bezeichnungen Chausseestraße und Invalidenstraße auf. Ein Adressbuch von 1812 erwähnt an der Chausseestraße ein Chausseehaus. Es befand sich an der Nordecke zur späteren Habersaathstraße und diente dem Chausseewärter als Wohnung und Amtsstube, von der aus er das Chausseegeld kassierte.
Im Jahr 1812 waren die Grundstücke von 1 bis 79 nummeriert. 1878 registrierte das Polizeipräsidium auf einem Plan bereits 122 Parzellen. Die seit den späten 1990er Jahren geltenden Hausnummern beginnen südöstlich an der Ecke Torstraße mit der Chausseestraße 1 und verlaufen in Hufeisennummerierung nach Nordwesten bis zur Nummer 75 an der Nordpanke und dann auf der gegenüberliegenden südwestlichen Straßenseite ab Chausseestraße 76 weiter bis zur Nummer 131 zurück am Oranienburger Tor.
Eine Übersicht der Grundstückslagen ist auf dem Straubeplan IVA und IVG von 1910 zu finden. Die Frontbreite der Wohn- und Mietshäuser beträgt zum Teil 20 m, teilweise 13 m. Davon abweichend ist das Friedrich-Wilhelmstädtische Theater (30, 31) mit 60 m Straßenfront, mit 40 m das „Erste Kriegervereinshaus“ auf Grundstück 94, gefolgt von 94 m Straßenlauf vom Grützmacher mit der Kaserne des Garde-Füsilier-Regiments und den Grundstücken 95–97 sowie dem Eckhaus 98 an der Kesselstraße (Habersaathstraße). 95 m Straßenfront belegt der Kirchhof der Französischen Gemeinde auf Grundstück 127. Weitere Gebäude mit öffentlicher Nutzung sind auf den Grundstücken 23 (40 m), 64 an die Panke grenzend (30 m) und auf Nummer 110 die Germania-Pracht-Säle mit 36 m Straßenfront. Auf 53 m an der Straße ist das Grundstück 128/129 als unbebaut oder Baustelle markiert.
Von 1961 bis 1990 trennte die Berliner Mauer ein etwa 280 m langes Stück der Straße nach Nordwesten ab. Sie verlief hier an der Südseite der Liesenstraße bis zum Grenz-Kontrollpunkt und folgte dann der westlichen Seite der Chausseestraße bis zur Boyenstraße, wo sie am nördlichen Bürgersteig in Richtung Berlin-Spandauer Schifffahrtskanal weiter lief. Der streng kontrollierte und über die Jahre immer raffinierter ausgebaute Grenzübergang Chausseestraße befand sich zwischen dem Krieger-Vereinshaus Chausseestraße 94, der Südecke Liesenstraße und der Nordecke zur Wöhlertstraße. Im Zuge einer archäologischen Untersuchung konnte der sukzessive Ausbau und die Verstärkung des Umfelds der GÜSt Chausseestraße nachvollzogen werden.

## Bebauung (Auswahl) und historische Hinweise

### Die östliche Straßenseite entlang

#### Hausnummern 1–21

1886 stillgelegtes Stammwerk der A. Borsig Maschinenbauanstalt Chausseestraße 1, das sich entlang der Torstraße bis zur Borsigstraße hinzog

Die Straße beginnt mit der Hausnummer 1 an der Einmündung der Torstraße mit dem 1888–1889 im neobarocken Stil erbauten Wohn- und Geschäftshaus, an dessen Stelle sich zuvor der Kolonnadeneingang zum Borsigwerk befand, das heißt, zur Maschinenbauanstalt von August Borsig. Über einer abgerundeten Gebäudeecke dieser Parzelle dominieren korinthische Dreiviertelsäulen über zwei Geschosse die Fassade, die in Putz ausgeführt ist und einige Stuckornamente aufweist. Im Erdgeschoss, das mehrfach baulich verändert wurde, befinden sich zwei Verkaufseinrichtungen. Bis 1990 boten hier ein Spirituosengeschäft und die Humboldt-Apotheke ihre Waren bzw. Dienstleistungen an.

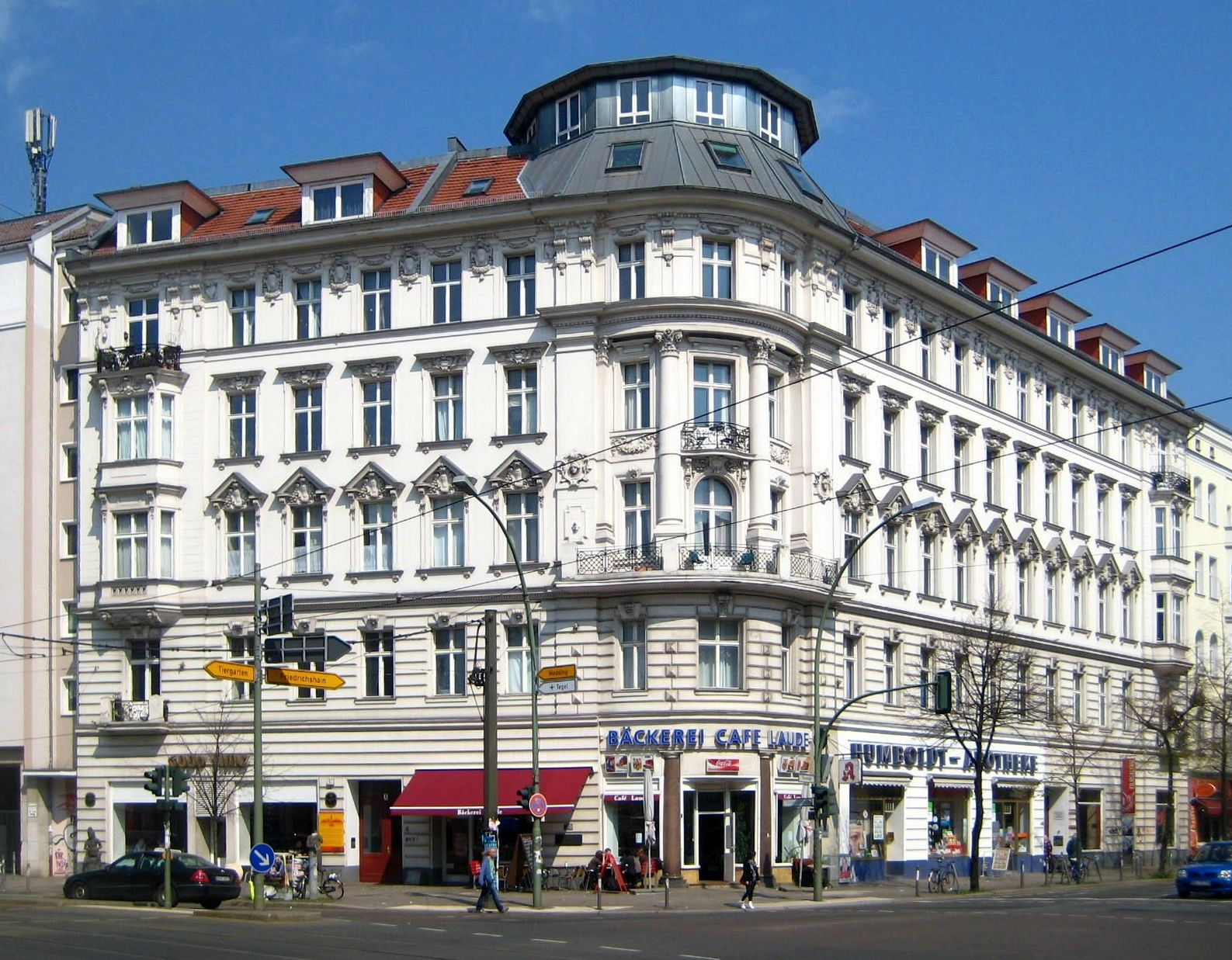
Nach Entfernung der Eingangskolonnaden des Borsigwerks wurde hier 1888/1889 das Eckhaus errichtet

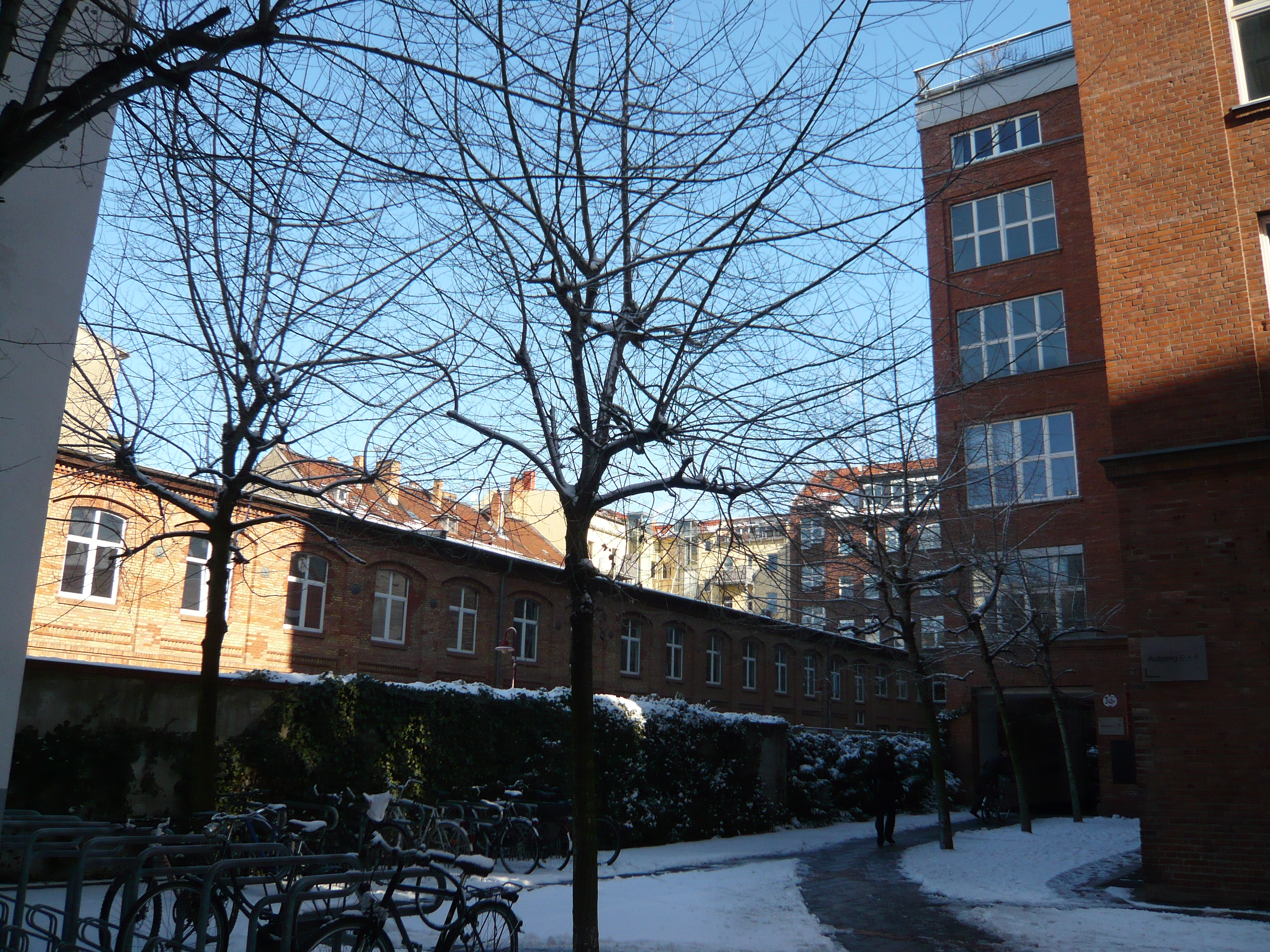
Reste der Lokfabrik auf dem Hofgelände

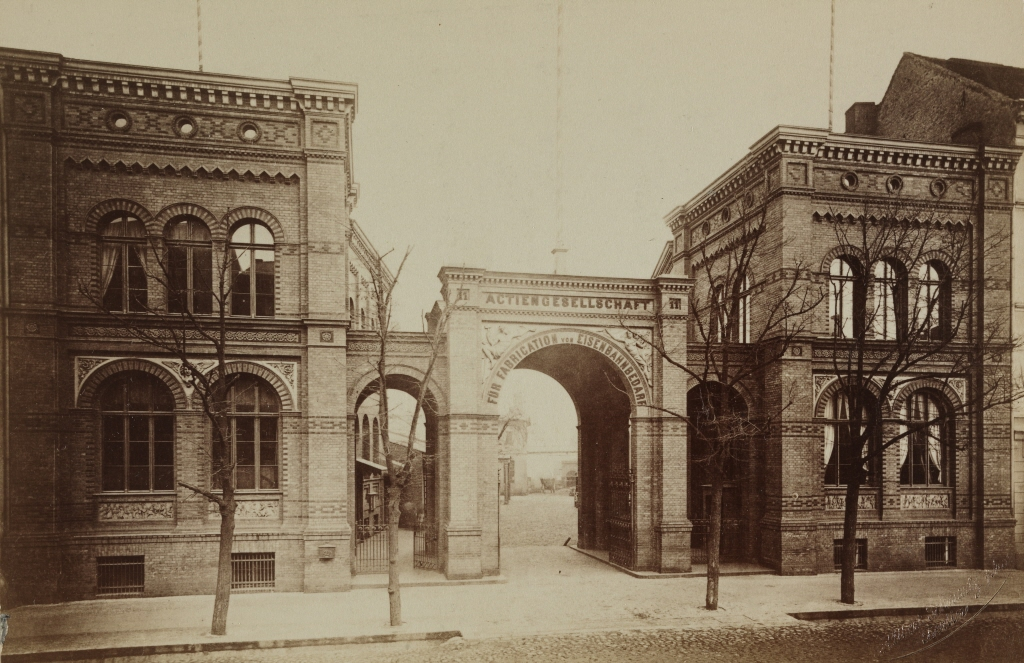
Eingangsportal der Aktiengesellschaft für Fabrication von Eisenbahnbedarf im damaligen Haus Nummer 11, wo seit 1877 die Schlegel- in die Chausseestraße mündet; um 1870

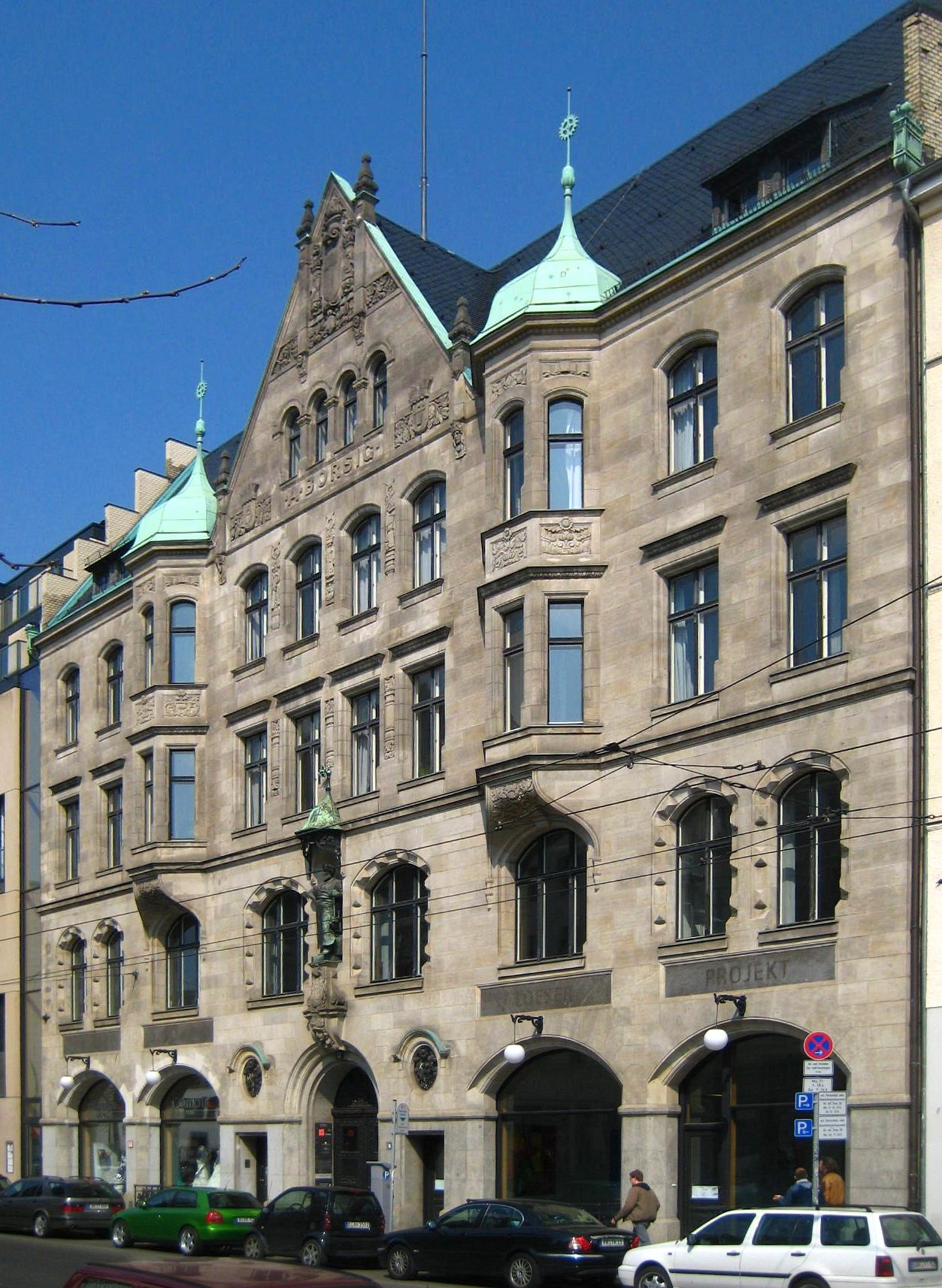
Borsighaus in der Chausseestraße 13

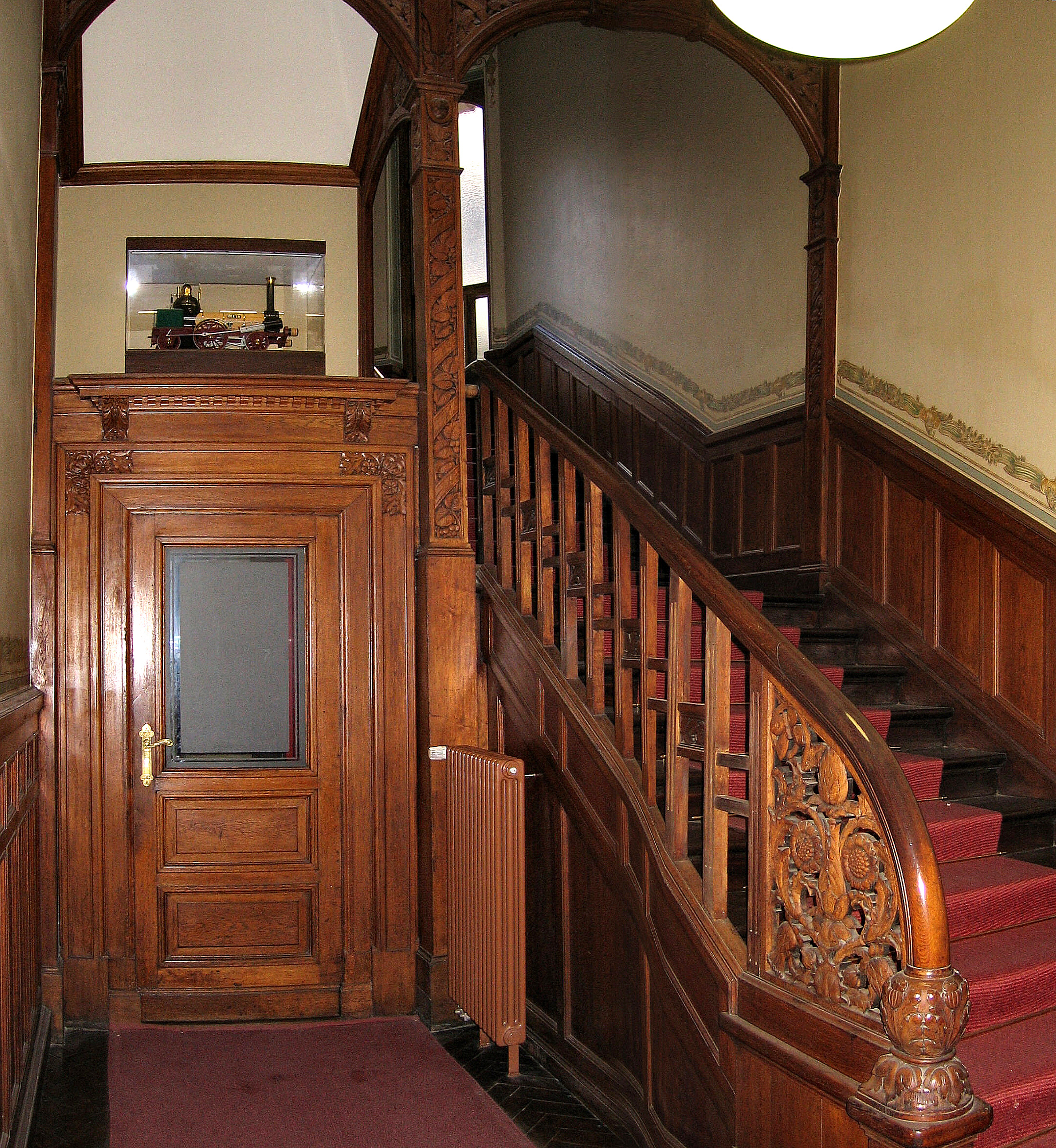
Treppenaufgang im Borsighaus; Modell-Lokomotive Beuth, Borsig-Fabriknummer 24 von 1844

Im 19. Jahrhundert bildete die östliche Straßenseite der Chausseestraße einen Schwerpunkt der Berliner Maschinenbauindustrie. Die Gegend wurde wegen der vielen Schornsteine Feuerland genannt (siehe dort die Auflistung der einzelnen Betriebe). Dieses Industriegebiet lag ursprünglich vor dem Oranienburger Tor und damit außerhalb der Grenze der Stadt Berlin, die gegen Ende des 19. Jahrhunderts eine flächenmäßige Ausdehnung erfuhr. Fabriken, die hier zuerst am Stadtrand entstanden waren, wurden daher später auf größere Flächen weiter außerhalb der Stadt umgesiedelt, beispielsweise ging die Firma Borsig nach Tegel. Entlang der Chausseestraße entwickelte sich anschließend eine zusammenhängende Wohn- und Geschäftsbebauung, während auf einigen Hinterhöfe Fabrik- oder Werkstatthallen stehen blieben, aber auch neu hinzu kamen.
Entlang der Chausseestraße hatten die Luftangriffe des Zweiten Weltkriegs viele Lücken in den Hausreihen hinterlassen, die sowohl zur DDR-Zeit als auch nach der Wiedervereinigung geschlossen wurden, beispielsweise die Nummern 2–4. Die folgenden Häuser bis zur Tieckstraße, um 1900 auf dem ehemaligen Fabrikgelände von Borsig und Egells mit historisierenden Stuckfassaden errichtet, verloren in der DDR-Zeit ihren Bauschmuck. Hinter den Mietshäusern Chausseestraße 5–10 befinden sich Fabrikhallen des 19. Jahrhunderts. Die Hallen hinter den Häusern 9 und 10 sind ein letztes Überbleibsel der Maschinenbauanstalt von Egells, der hier 1826 die erste private bürgerliche Eisengießerei in Preußen gründete. In der Maschinenbauanstalt arbeiteten später August Borsig und weitere namhafte Firmengründer und bildeten sich dabei weiter. Diese inzwischen renovierten Produktions- bzw. Werkstättengebäude werden vielfältig genutzt und als Alte Lokfabrik bzw. als Pianofabrik vermarktet. 1901 wurde dieses Fabrikgebäude samt Grundstück der Chausseestraße 5 an den damals angesehenen Klavierfabrikanten Adolf Knöchel – ein Schüler von Carl Bechstein – verkauft, der dort bis zum Jahr 1929 Pianos herstellte. Neben anderen Firmen der Medienbranche hatte die Werbeagentur Scholz & Friends hier lange ihren Berliner Sitz. Nach einer Fliesen-Mosaik-Darstellung im Durchgang hatte in der DDR-Zeit das Tiefbaukombinat (TK) eine kleine Filiale in den Hallen. Bekannteste Nutzerin der Hofgebäude war die Starköchin Sarah Wiener, die hier einige Jahre Sarah Wieners Speisezimmer betrieb. Im Haus Nr. 8 befindet sich das erste in Berlin nach dem Guide Michelin 2020 als Drei-Sterne-Restaurant ausgezeichnete Restaurant Rutz, geführt vom Koch Marco Müller.
Die Tieckstraße hatte August Borsig Mitte des 19. Jahrhunderts nach Ankauf des Grundstücks Chausseestraße 5 in unmittelbarer Nachbarschaft seines Konkurrenten Anton Egells anlegen lassen. Ihren Namen erhielt die Straße erst kurz nachdem beide Fabrikgründer 1854 verstorben waren. Nördlich der Tieckstraße gehörten Borsig weitere Grundstücke an der Chausseestraße, auf denen 1899 das markante Verwaltungsgebäude der Firma fertiggestellt wurde (Borsighaus, heutige Nummer 13). Der Bau im Neorenaissancestil mit historisierender Sandstein-Fassade wurde nach Plänen der Architekten Konrad Reimer und Friedrich Körte erbaut. Er setzt sich hofseitig in zwei schlichten Gebäudeflügeln fort. Die Straßenfront ist mit zwei zweigeschossigen Erkern unter jeweils einer kupfergedeckten Schweifhaube und einer lebensgroßen Bronzefigur des Firmengründers (AB) in Gestalt eines Schmiedes über der Einfahrt geschmückt. Am Dreiecksgiebel erinnert die Inschrift „A. Borsig“ an den Firmengründer August Borsig und den 1878 verstorbenen Sohn Albert. Neben ein paar historischen Möbelstücken sind im Vorderhaus der stählerne, begehbare Tresor erhalten.
An der Ecke Schlegel-/Chausseestraße hatte Friedrich Adolf Pflug ein größeres Areal erworben, auf dem seine Actiengesellschaft für Eisenbahnbedarf (vormals: F. A. Pflug) hauptsächlich Eisenbahnwaggons produzierte. Infolge des Börsenkrachs von 1873 ging das Unternehmen 1875 in Insolvenz, das Werksgelände wurde geräumt und parzelliert. 1876 wurden hier die Schlegel- und die Eichendorffstraße angelegt.
Im Hinterhaus des wilhelminischen Wohn- und Geschäftshauses Chausseestraße 16 befand sich von 1919 bis 1961 das damals bekannte Kino Astra. Das 1891 erbaute Haus Chausseestraße 17, ein Baudenkmal, birgt im Inneren eine „üppige Gestaltungsweise […], die ein hohes kunsthandwerkliches Niveau erreicht“.
In der Chausseestraße 18 befindet sich ein Zugang zur Kunstfabrik Schlot, einem Jazz-Keller.

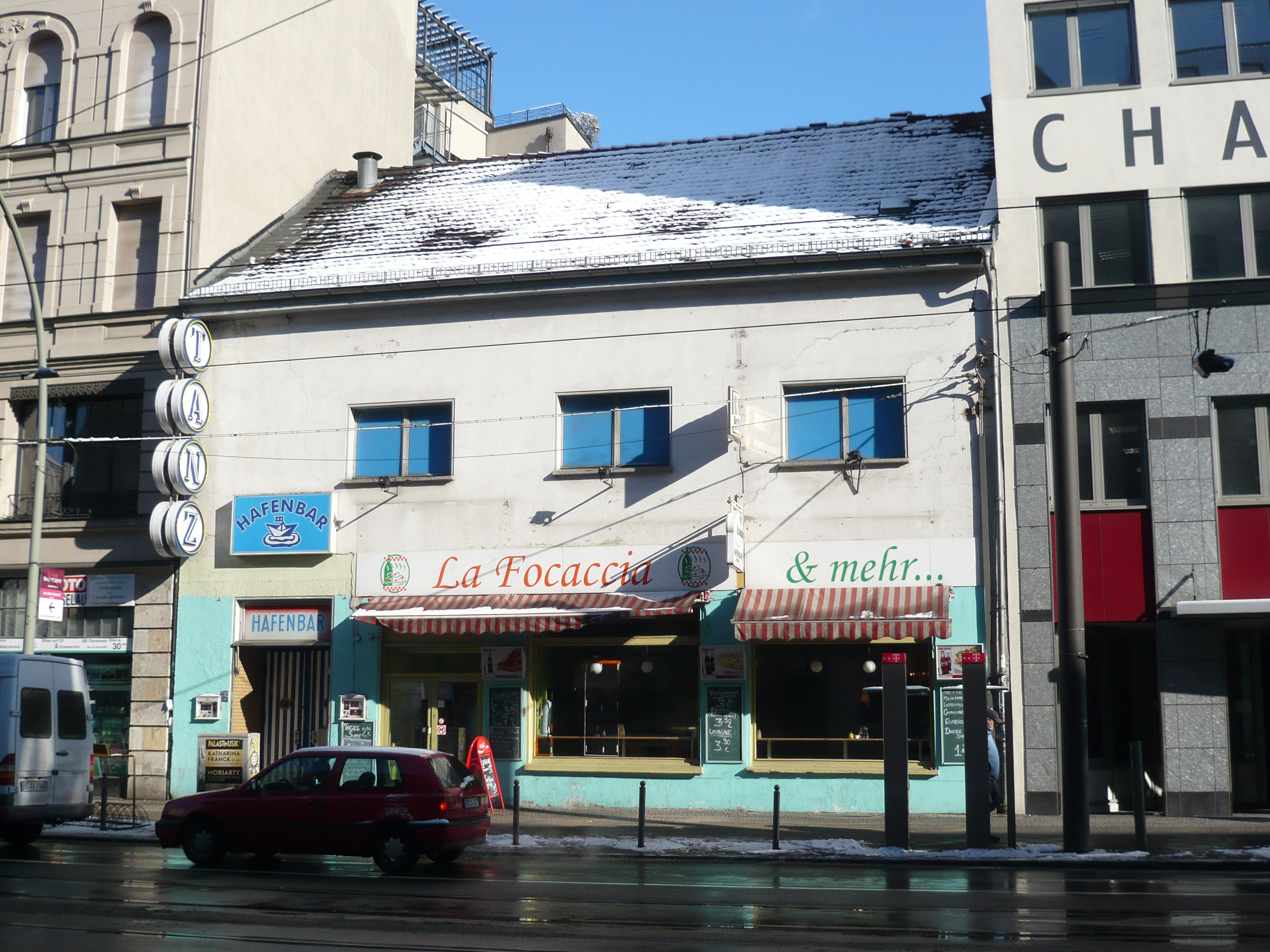
Ehemalige Hafenbar, Chausseestraße 20, um 2016 abgerissen

Im weiteren Verlauf der Chausseestraße gab es das zweigeschossige Haus mit der Nummer 20 in einfachen Formen, das wahrscheinlich aus der ersten Bauzeit im frühen 19. Jahrhundert stammte und bis 2016 das Tanzlokal Hafenbar beherbergte. Nach dem Auszug der bekannten Bar erwarb ein Investor das gesamte Grundstück, zusammen mit einer unbebauten Fläche in der angrenzenden Invalidenstraße (Nr. 113). Hier entstand 2017/2018 ein mehrgeschossiges und aus mehreren Bauteilen bestehendes Bürogebäude, das u. a. den Wissenschaftsdienstleister Researchgate beherbergt.
Im folgenden Eckhaus, um 1890 erbaut, befand sich an der Ecke im Erdgeschoss lange Zeit ein Tabakladen. In den restlichen Räumlichkeiten der unteren zwei Etagen beider Häuser (Chausseestraße 20 und 21, ehemals: 14 und 15) hatten Max Fabisch & Co von 1891 bis 1939 ihr Damenkonfektions-Haus, in dem sie eine Fabrik für Damenmäntel betrieben. Das Haus Chausseestraße 20 wurde damit für verschiedene Zwecke immer wieder umgebaut. Von 1940 bis 1943 registrierten die Adressbücher dann an derselben Stelle das Geschäft der Stolzenburg Damenmode. Zwischen 1950 und 1990 befand sich im Haus Chausseestraße 21 ein über zwei Etagen reichendes Farben- und Tapetenfachgeschäft, danach wurde das Erdgeschoss von einem französischen Imbissanbieter umgebaut.

#### Hausnummern 22–36

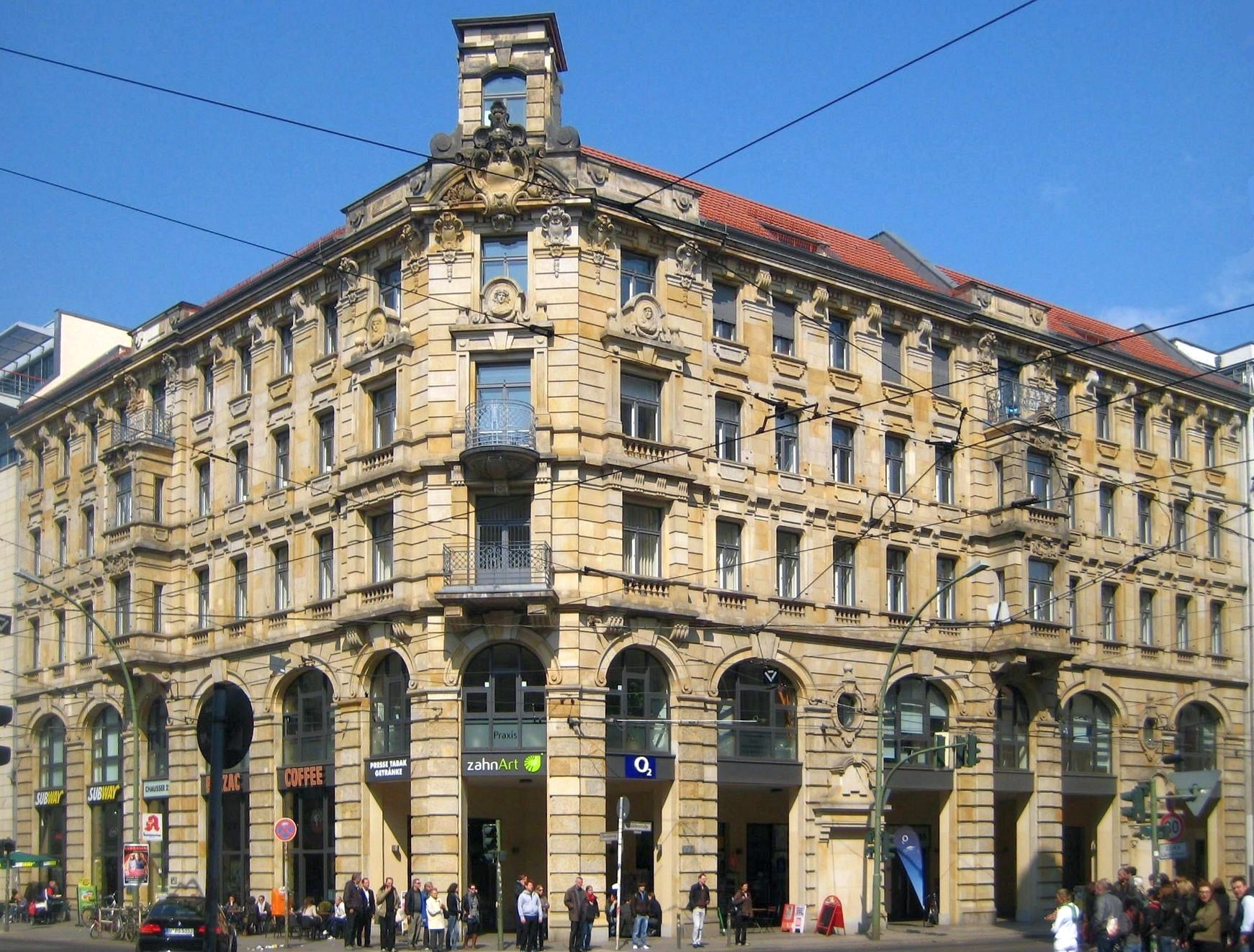
Gebäude Chausseestraße 22 Ecke Invalidenstraße

An der verkehrsreichen Kreuzung mit der Invalidenstraße stehen zwei der vier Eckhäuser unter Denkmalschutz. Das Wohn- und Geschäftshaus Chausseestraße 22 mit der neobarocken Sandsteinfassade an der Nordecke stammt aus dem Jahr 1891. Vor dem Zweiten Weltkrieg befand sich hier in den zwei unteren Etagen das Schuhgeschäft der Romeo Schuh-AG. In den 1950er Jahren gab es ebenerdig andere Geschäfte sowie einen Fotografen und Porträtmaler und im ersten Geschoss eine Arztpraxis. Im Jahr 1990 hatte sich ein Reisebüro angesiedelt. Als nach einigen Jahren des Leerstands ein Investor begann, das Gebäude zu sanieren, wurden im März 2004 die oberen Etagen samt Dachstuhl, vermutlich durch lagernde Gasflaschen, bei einem Großbrand zerstört, der von rund 150 Feuerwehrleuten gelöscht werden musste. Das anschließend sanierte und wieder aufgebaute Haus erhielt entlang der Invalidenstraße im Erdgeschossbereich durch Verkleinerung der Ladenflächen einen offenen Arkadengang. Dahinter fanden eine Gaststätte und andere Geschäfte Platz.

Fotomontage mit Fassaden von Scherings Apothekenhaus und vom BMAG-Verwaltungsgebäude vor dem gegenwärtigen Haus Nummer 22/23

Vattenfall hatte für seine Niederlassung Vattenfall Europe auf den Parzellen 23/24 einen Neubau errichten und das denkmalgeschützte Haus Chausseestraße 25 an der Nordecke der Zinnowitzer Straße renovieren lassen. Die Außenfläche des Neubaus dient hin und wieder für großflächige Bilderanimationen.
Vor dem Zweiten Weltkrieg befand sich im Haus Nummer 23 (alte Nummerierung 20/21) die Zentrale der Berliner Maschinenbau-Actien-Gesellschaft vormals L. Schwartzkopff, Berlin (BMAG). Nebenan in der Chausseestraße 24 (ursprünglich Nr. 17) gründete Ernst Schering 1851 mit der Umbenennung der Schmeisserschen Apotheke in „Grüne Apotheke“ sein pharmazeutisches Unternehmen. Richard Schering, Sohn des Gründers, ersetzte die kleine Apotheke 1893 durch ein größeres Apothekenhaus (dann Nr. 19), das hier bis zum Zweiten Weltkrieg stand.
An der Einmündung der Zinnowitzer Straße in die Chausseestraße verlief bis 1906 die Hausreihe ununterbrochen weiter. Die Chausseestraße 21 (später: Nr. 25) gehörte bereits um 1875 der BMAG, die 1899 auch die Nummer 20, links neben Scherings Haus, kaufte, um es 1906 für die kurze Straße zum Stettiner Bahnhof entfernen zu lassen, und an der neuen Straßenecke den Bau ihres Geschäftshauses zu ermöglichen. Dieses 1908 von Theodor Jaretzki für die BMAG errichtete Geschäftshaus in der Chausseestraße 25 ist erhalten und als Baudenkmal geschützt. Im Jahr 1923 erwarb die Mergenthaler Setzmaschinen-Fabrik GmbH (MSF) das Gebäude an der Ecke Zinnowitzer Straße und richtete ihren Firmenhauptsitz hier ein, in dem vor allem Linotype-Setzmaschinen produziert wurden. Das im Zweiten Weltkrieg nur leicht beschädigte Gebäude beherbergt nach seiner Restaurierung und Modernisierung im Erdgeschoss eine Filiale der Deutschen Post, für die Teile des großen ehemaligen Postamtes N4 von der Straße Am Nordbahnhof hierher verlagert wurden. An der Hausecke musste dafür ein Eingang geschaffen werden, den es vorher nicht gab.
In den Erdgeschossbereichen der Altbauten Chausseestraße 27–29 befinden sich ein Antiquariat, ein Bäckerladen sowie ein Tabakwaren-/Zeitungshandel. Bereits vor dem Zweiten Weltkrieg gab es hier ein Fotoatelier. Von 1945 bis etwa 1955 war das Polizeirevier 4 im ersten Stockwerk der Nummer 29 zu finden.
Der bis 2012 vorhandene freie Platz der Parzelle Nummer 30/31 verbarg die Reste eines Tiefbunkers aus den 1940er Jahren. Dieser befand sich an der Stelle, wo nach der März-Revolution von 1848 in Hennigs Gaerten (ein Biergarten) Carli Callenbachs Sommertheater zu finden war. Das spätere Woltersdorff-Theater hatte sein Domizil hier und war aus dem Sommertheater hervorgegangen. Es wurde zum Schillertheater-Nord und zum Friedrich Wilhelmstädtischen Schauspielhaus und ab 1913 in ein Filmtheater mit 1000 Sitzplätzen umgewandelt, dem Cines-Willhelmstädtischen Theater, danach von 1926 bis 1939 dem Metro-Palast-Theater G.m.b.h (Lichtspiele). Die Grundstücksnummerierung in der Straße hat sich in der zweiten Hälfte des 19. Jahrhunderts geändert. Als das Haus Chausseestraße 30/31 noch die Nummer 25/26 trug, befand sich im Erdgeschoss der Nummer 25 das große Konzert-Café Tivoli mit 2500 Sitzplätzen.
Im wilhelminischen Wohn- und Geschäftshaus Chausseestraße 32 mit seinen Balkonreihen, das erhalten ist, befand sich in den 1960er Jahren eine Drogerie mit Fotoladen.

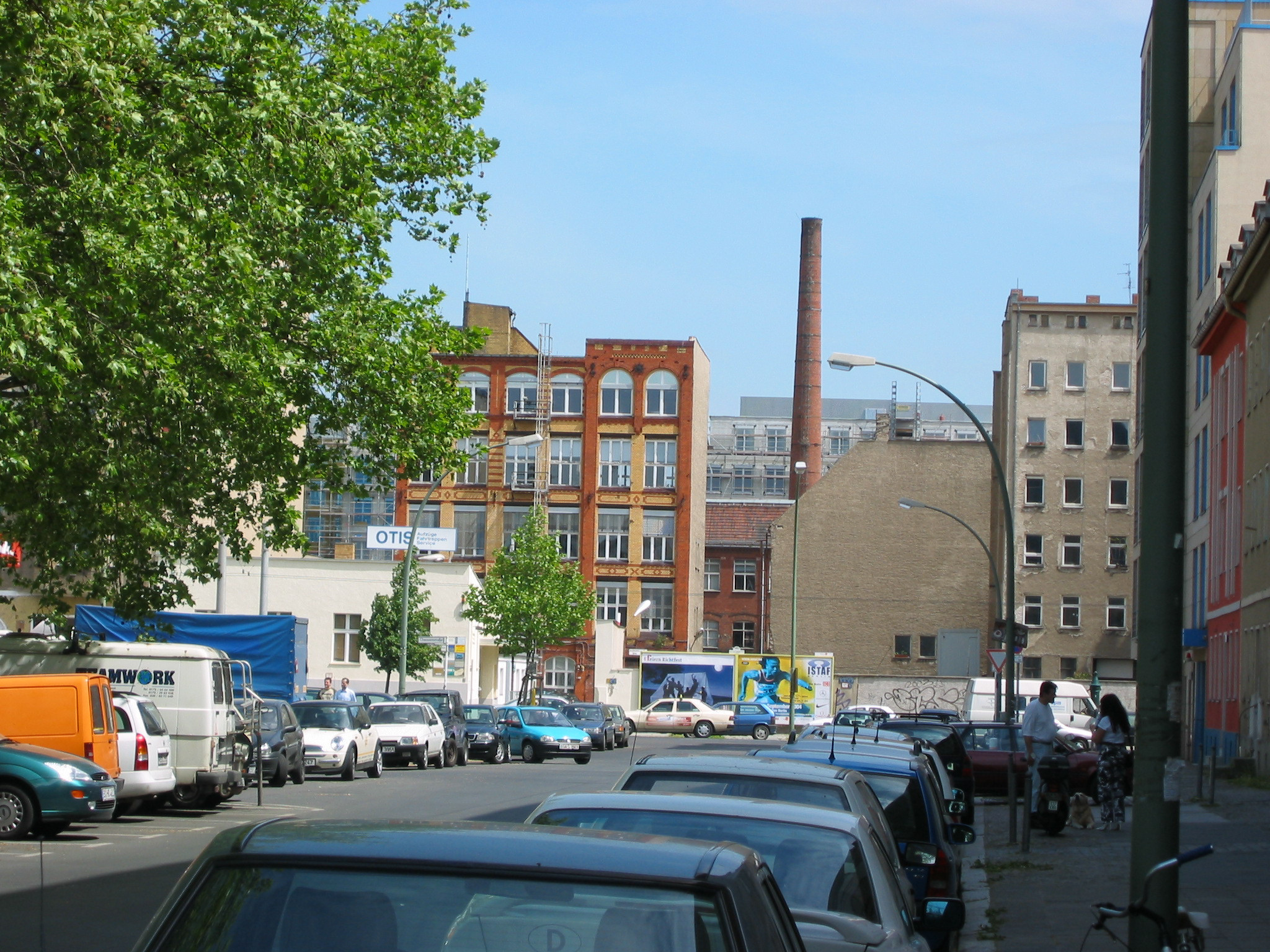
OTIS-Fabrik in der Chausseestraße 35 (vormals: Flohr) im Jahr 2004

Die Neubauten Chausseestraße 33–35 verdecken jetzt von der Straße den Blick auf Carl Flohrs ehemalige Fabrik. Aufnahme 2011

Chausseestraße 49 mit der verblassten Likör-Reklame von 1949/1950 am U-Bahnhof Schwartzkopffstraße, Foto 2008

Hinter den Neubauten der Chausseestraße 33, 34 und 35 (ursprüngliche Nr. 23) gegenüber der Habersaathstraße befinden sich die denkmalgeschützten Fabrikgebäude von Sigl und Flohr, die 2010 und 2011 zu Eigentumswohnungen umgebaut wurden. Die 1844 errichteten Fabrikgebäude dienten G. Sigl zur Herstellung von Druckereimaschinen. 1887 kauften Theodor Lissmann und Carl Flohr die Fabrikgebäude von Sigls Erben und zogen im April 1888 mit ihrer Maschinenfabrik von der Großen Frankfurter Straße in die Chausseestraße 28b (später: Nr. 35). Um 1890 übernahm Carl Flohr den Betrieb als alleiniger Inhaber, ließ ihn zwischen 1900 und 1908 baulich erweitern und in der Fabrik Fahrstühle und Paternosteraufzüge herstellen. Im Jahr 1951 fusionierte die Firma Carl Flohr mit der New Yorker Fahrstuhlfirma Otis zur deutschen Flohr-Otis GmbH und nahm ihren Sitz in Reinickendorf. Das Werk an der Chausseestraße wurde dagegen als VEB Berliner Aufzug- und Fahrtreppenbau weiterbetrieben, bis es 20 Jahre nach der politischen Wende im Jahr 2009 vom Eigentümer Otis verkauft wurde. Wie andere Grundstücksnummern in der Straße wurde auch die oben erwähnte Nummer 23 aus dem Jahr 1850 bis 1907 mehrere Male verändert, und trägt seither die Nummer 35. Vor der Nummer 33 steht eine denkmalgeschützte Wasserpumpe. Sie wurde um 1895 aufgestellt, hauptsächlich um die vielen Pferde der damaligen Zeit zu tränken. Als Berlin nach dem Zweiten Weltkrieg in Trümmern lag, standen an dieser und allen anderen Handpumpen Menschen nach sauberem Trinkwasser mit Eimern Schlange. Während des Gebäudeneubaus Chausseestraße 33–35 wurde sie eingelagert. Nach der Wiederaufstellung hatte sie ihren Pumpenarm auf der anderen Seite.
Das Wohn- und Geschäftshaus Chausseestraße 36 (früher Nummer 29) wurde mit seinen zwei hinteren Seitenflügeln 1887 errichtet. Bis in den 1960er Jahren hatte das Vorderhaus noch eine wilhelminische Stuckfassade. Früher gab es hinter dem Haus die Wolff & Co. sowie die Tietzsch & Co. Eisengießereien und die Schwabenthan & Co. Maschinenfabrik, Letztere bis in die 1920er Jahre. Im Vorderhaus existierten über die Jahre hinweg verschiedene Läden; noch in den 1950er und 1960er Jahren gab es einen Fahrradladen, einen Friseur und die kleine damals beliebte Eisdiele Piketti.

#### Hausnummern 37–75

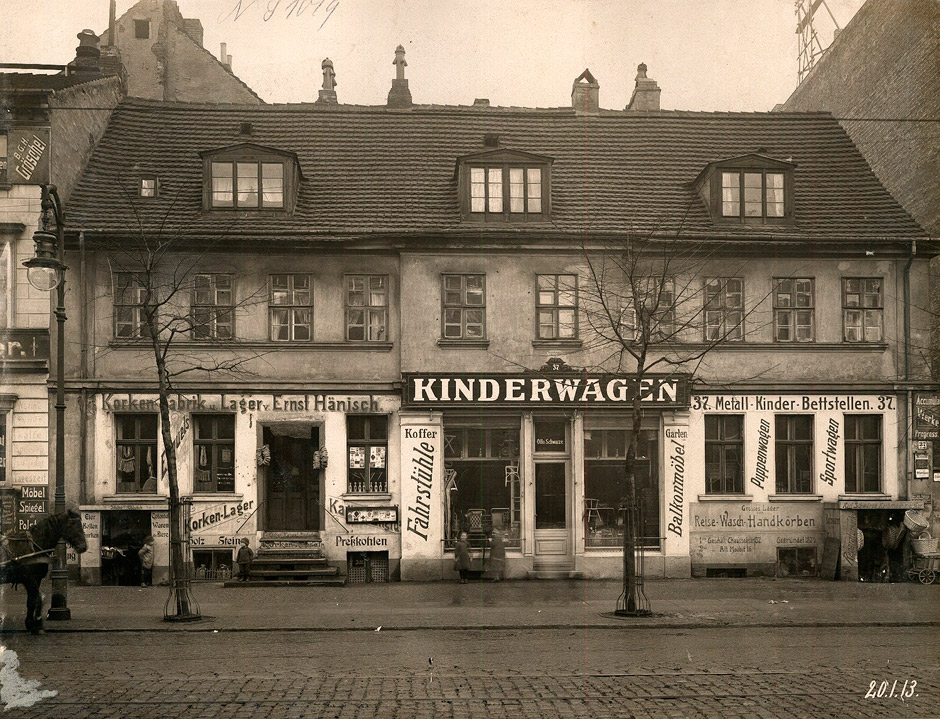
Chausseestraße 37 (1913)

Bis nach der deutschen Wiedervereinigung standen die Häuser Chausseestraße 37–39 aus der Mitte des 19. Jahrhunderts. Hinter ihnen gab es noch bis in die 1960er Jahre mit Feldsteinen gepflasterte Höfe, an denen sich kleine Werkstätten hinzogen. Als um 1956 in Ost-Berliner Grundschulen der polytechnische Unterricht eingeführt wurde, nutzten die umliegenden Schulen diese historischen Werkstätten für ihren Unterricht in Holz- und Metallbearbeitung. Das ungenutzte und zum großen Teil geräumte Areal (Stand: 2012) Chausseestraße 37–44 wartet auf seine Sanierung.
Auf dem ehemaligen Grundstück Chausseestraße 33 (heute Nr. 40?) befand sich der von 1860 bis 1912 die Betriebsstätte der Breslauer Weizenbier-Brauerei, aus der die Engelhardt-Brauerei hervorgegangen ist.

Auf dem Grundstück Chausseestraße 42 befindet sich eine 1910 nach Entwürfen von Max Richter errichtete Fabrikanlage, die seit etwa 2004 leersteht. In diesen Gebäuden gab es in den 1950er Jahren die Medizinische Geräte-Fabrik (MGF) und anschließend produzierte hier in der DDR-Zeit der zum VEB Kombinat Mikroelektronik Erfurt gehörende Betrieb VEB Secura-Werke Kassen- und Vervielfältigungstechnik. Nach der Umwandlung des Betriebes ab 1990 entstanden einige kleinere Nachfolgeeinrichtungen, die sich andere Standorte suchten. Der Hauptkomplex in der Chausseestraße wurde einige Jahre von einem türkischen Verein genutzt. Der Verein hatte eine Baugenehmigung zur Errichtung eines Hotels beantragt, legte die Planungen jedoch bis in die 2010er Jahre auf Eis. Seitdem die neue BND-Zentrale gegenüberliegend fast fertig war, wurden die historischen Fabrikteile abgerissen und ein Hotel errichtet.
Die hinteren Fabrikgebäude reichen an die erst 2001 angelegte Caroline-Michaelis-Straße heran, wo früher das große Bahngelände des Stettiner Bahnhofs lag. Im linken Seitenflügel der Nummer 42 gab es die Badeanstalt Patschke, in der Familien ohne eigene Dusch- oder Bademöglichkeit stundenweise Kabinen mit Wannenbädern und fließend warmem Wasser mieten konnten. Die Badeanstalt war bis 1950 in Betrieb, als die Vorderhäuser längst in Trümmern lagen. Gemäß dem Berlinplan des Königl. Preuss. Grossen Generalstabs von 1857 befand sich hier damals auch die kleine Maschinenbau-Anstalt von Runge und nordwestlich nebenan die größere Fabrikanlage von Wöhlert. Die 1842 gegründete und 1883 geschlossene Maschinenbauanstalt stand also dort, wo sich die Grundstücke Chausseestraße 43/44 (damals: Nummer 36/37) und die 1888/1889 angelegte Schwartzkopffstraße befinden.
Auf dem Grundstück Chausseestraße 44 Ecke Schwartzkopffstraße hatte sich im 19. Jahrhundert Hugo Freyberg etabliert, der unter Berliner Hundepark und Hof-Lieferant firmierte. Er handelte mit zahlreichen Rassehunden und verkaufte darüber hinaus Mittel gegen Hundekrankheiten.
Gegenüber dem ehemaligen Kasernengelände gab es hier 1945 zahlreiche Kriegsruinen in den Häuserreihen. Die – einige Meter von der alten Häuserfront zurückgesetzten – Wohnhäuser Chausseestraße 44–47 sind zur DDR-Zeit neu entstanden. Auf der Parzelle 48 verbergen die Bäume vor diesen Häusern eine weitere Hinterhoffabrik, die bis 2001 als Atelierhaus saniert und anschließend in acht Einzelateliers vermietet wurde.
Das nebenstehende Haus Chausseestraße 49 zeigt eine verblasste seitliche Werbung für einen Magenbitter-Likör des Fabrikanten Paul Pöschke von 1949/1950, als in Berlin wieder mit der Likörherstellung begonnen wurde. Das Haus Nummer 49 mit drei Hinterhöfen hatte hier überdauert. Bis zur Wöhlertstraße sind in der Zwischenzeit wieder neue Häuser errichtet und die Altbauten renoviert worden.

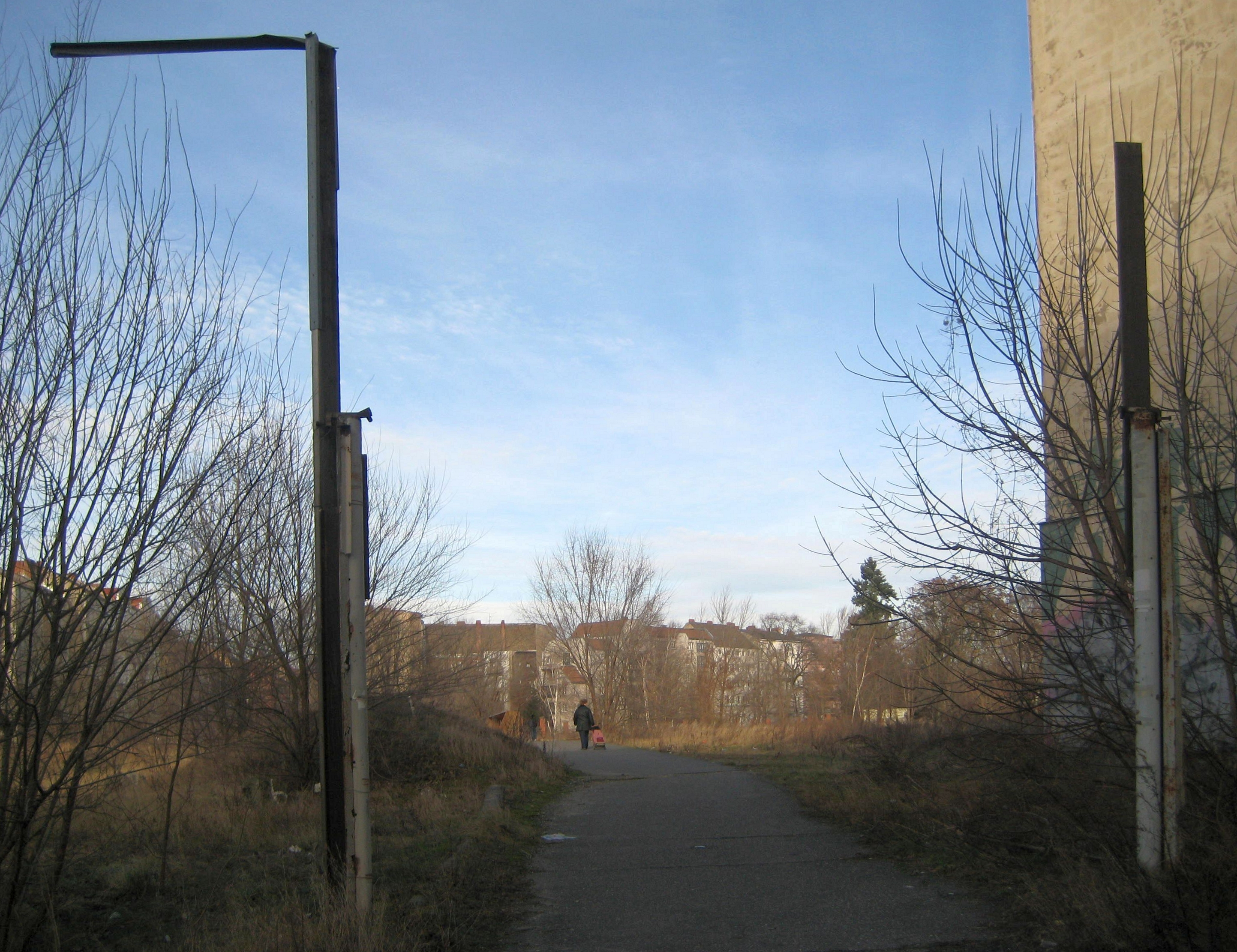
Einfahrt zum ehemaligen Grenzstreifen am Haus Chausseestraße 58 (rechts) mit Kolonnenweg der Grenztruppen

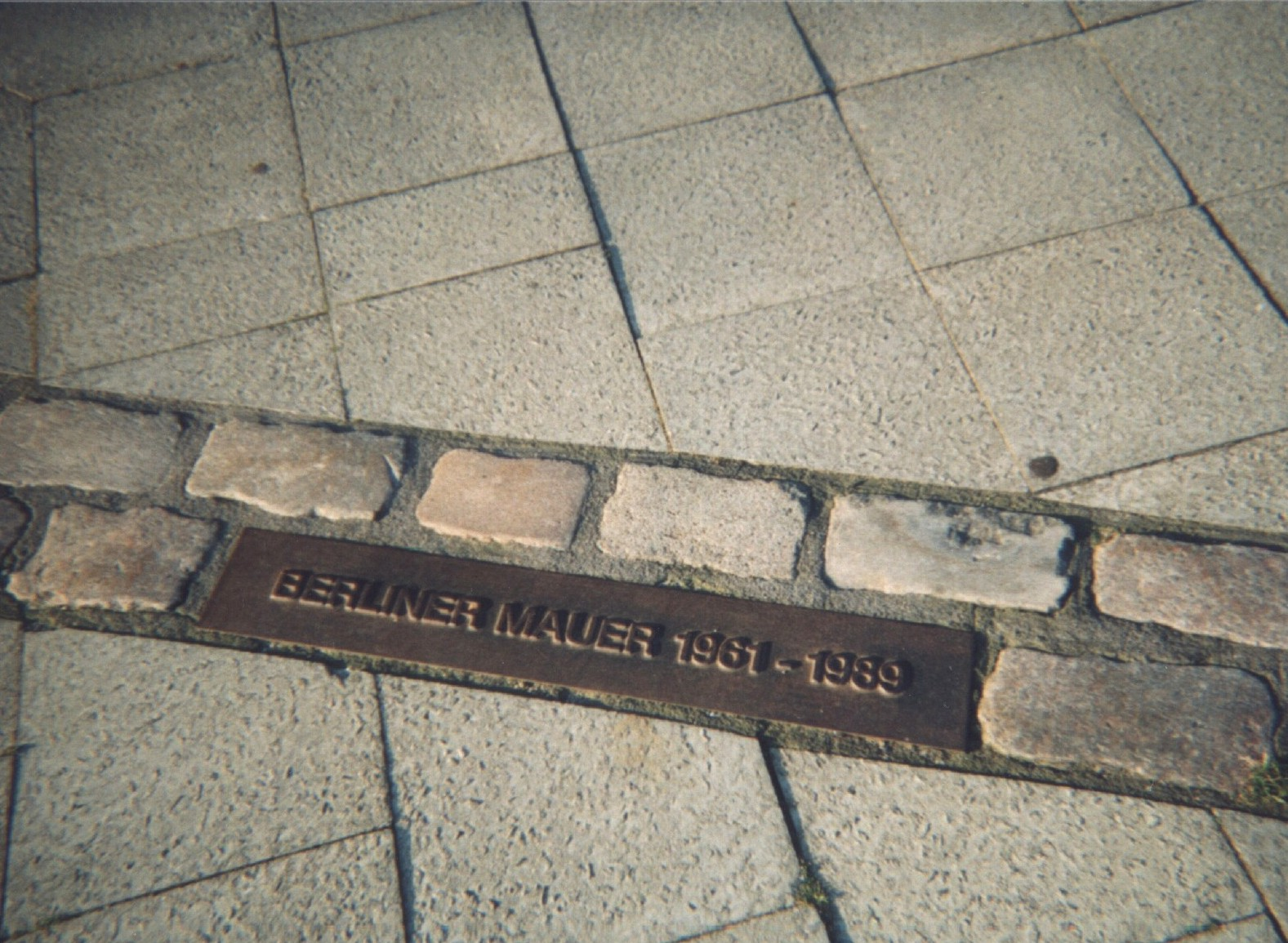
Im Boden eingelassene Gedenkplatte zum Mauerverlauf an der Chaussee- Ecke Boyenstraße

Im Gelände zwischen Chaussee- und Liesenstraße sowie dem Friedhof der Domgemeinde sind Reste und Spuren der Grenzanlagen der Berliner Mauer am ehemaligen Kontrollpunkt Chausseestraße zu entdecken. Dazu gehören ein Abschnitt des asphaltierten Patrouillenwegs der Grenztruppen (Kolonnenweg), eine Pfostenreihe, die zur Verankerung der Segmente der Hinterlandmauer auf Ost-Berliner Seite diente, die Stahlpfeiler des früheren Einfahrtstores zum Mauerstreifen, sowie Gitter, Leuchten und weiße Farbmarkierungen an der Brandmauer des Hauses Chausseestraße 58. Zudem lagerten hier einige Jahre abgebaute Betonplatten der ehemaligen Hinterlandmauer. Bauliche Reste des eigentlichen Kontrollpunktes wurden 2008 bei der Errichtung der Tankstelle auf dem einstigen Brachgelände entfernt. Erhalten geblieben sind fünf paarweise angeordnete Peitschenleuchten entlang der Chausseestraße, die einst den Kontrollpunkt ausleuchteten.

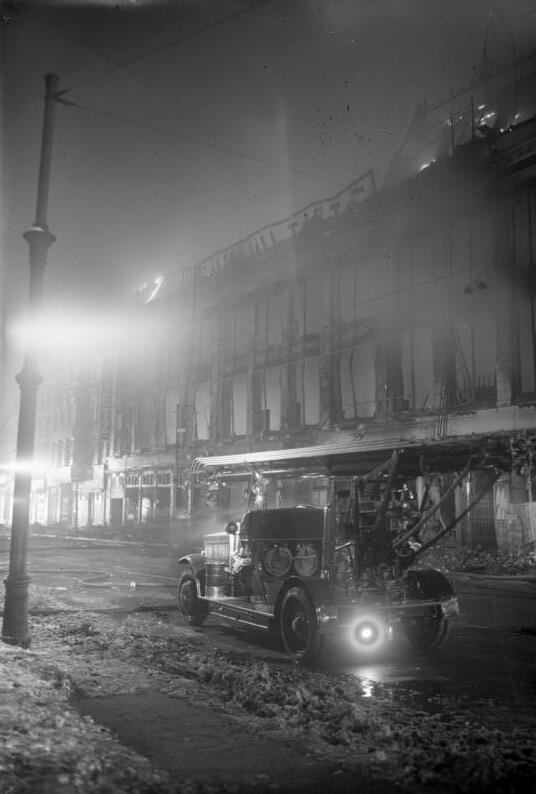
Das Warenhaus Tietz brannte 1929 völlig aus

Nach einer 1996 durchgeführten Kunstaktion zur Erinnerung an die Grenzübergänge ließ der Senat hier an der Ecke zur Liesenstraße eine Informationstafel aufstellen und in den Bürgersteigen sowie in den Straßenasphalt eine Doppelpflastersteinreihe mit eingelassenen Eisenplatten verlegen, die den ehemaligen Mauerverlauf markieren. Um noch einmal an die Unmenschlichkeit dieser Grenze zu erinnern, wurden außerdem 1998/1999 von der Künstlerin Karla Sachse gestaltete messingfarbene Kaninchen-Silhouetten in den Straßenbelag eingelassen, die symbolisieren, dass hier auf Menschen geschossen wurde, nicht aber auf Kaninchen.
Bereits acht Jahre vor dem Mauerbau hatte es hier 1953 am Grenzübergang Chausseestraße den Aufstand des 17. Juni gegeben, als Tausende streikende Stahlarbeiter aus Hennigsdorf von Reinickendorf aus hierherkamen. Die Baracken der Grenzbewacher neben dem Krieger-Vereinshaus wurden niedergebrannt, im Tumult waren Schüsse zu hören und die Volkspolizisten wurden verjagt. Gegen Abend rückten sowjetische Panzer an, in Ost-Berlin wurde die Ausgangssperre verhängt und am nächsten Morgen waren hier alle freien Plätze – wie nach Ende des Zweiten Weltkriegs – wieder mit russischen Truppen und schwerem Geschütz besetzt. Die Grenze zu den Berliner Westsektoren wurde für einige Wochen behelfsmäßig gesperrt, dann aber wieder geöffnet.

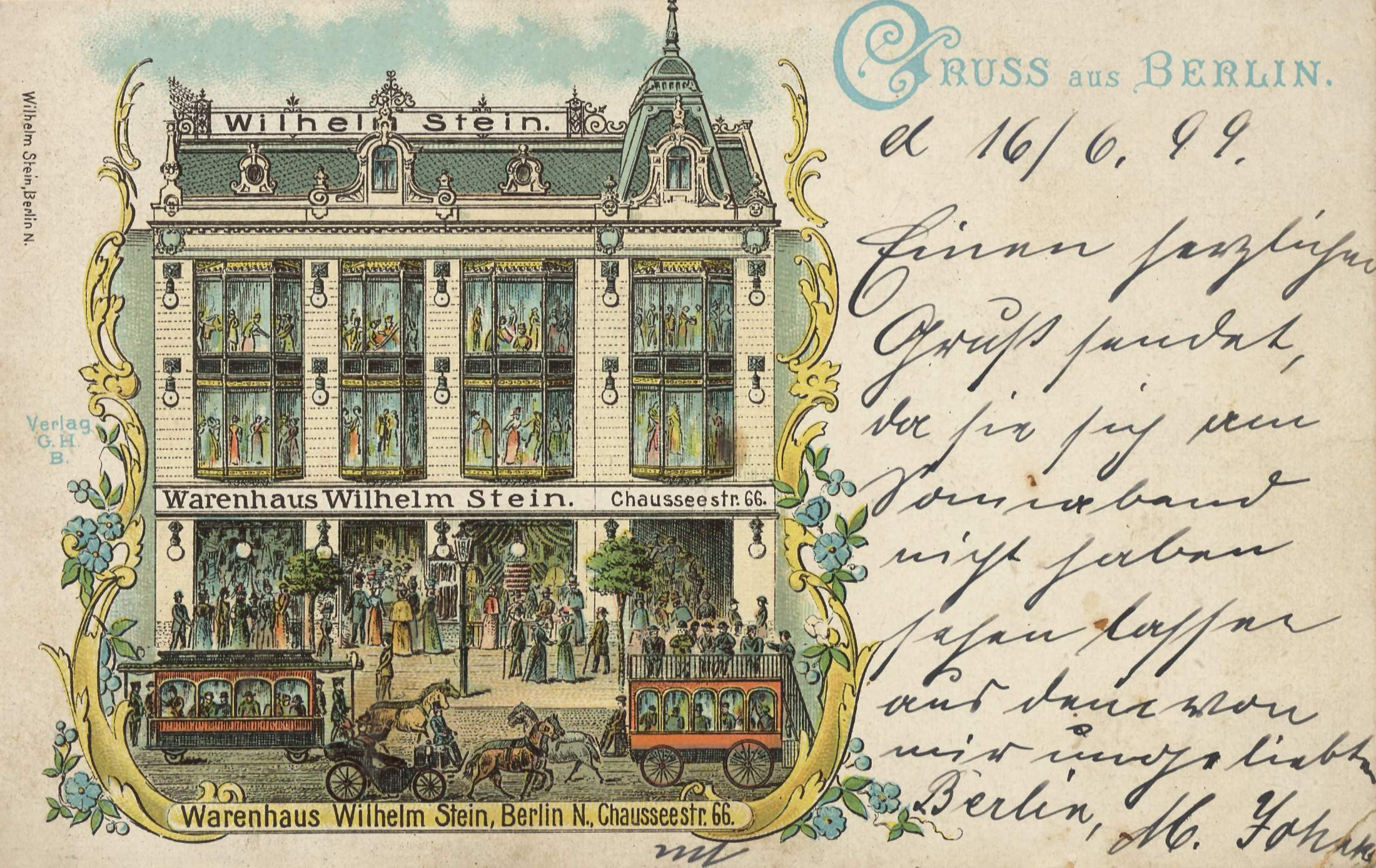
Ehemaliges Warenhaus Stein in der Chausseestraße 66.
Kartentext: „Einen herzlichen Gruß sendet, da Sie sich am Sonnabend nicht haben sehen lassen aus dem von mir ungeliebten Berlin M. Johnke“

Gegenüber der Tankstelle – auf der anderen Seite der Liesenstraße – beginnt der Pankepark, an dem nach 1945 die Grundstücksnummern 62–66 nicht neu vergeben wurden. Hier verlief nahe der Ecke Liesenstraße früher das Bett der Panke unter der Chausseestraße. Für den U-Bahn-Bau im Jahr 1926 wurde die Panke in einen Düker tief unter der Straße und dem U-Bahn-Schacht gelegt. Nach dem Mauerbau wurde der Düker auf DDR-Seite zerstört, um Fluchtmöglichkeiten zu unterbinden. Pankewasser gelangte so seit 1962 nicht mehr in den Ortsteil Mitte. Um das Jahr 2000 begannen Planungen zur Rückverlegung der Panke als offenes Gewässer (nun als Südpanke bezeichnet) und der Düker wurde wieder hergestellt. Die heutige offene Führung des kleinen Flusses beginnt südwestlich der Chausseestraße hinter den Häusern der Nummer 92 und durch den 2021 eröffneten Grünzug an der Südpanke.
Bis zum Zweiten Weltkrieg befand sich auf dem Grundstück Chausseestraße 64 Ecke Liesenstraße entlang der Panke eine Bockbierbrauerei, die hier einen der größten Biergärten im Norden Berlins betrieb.

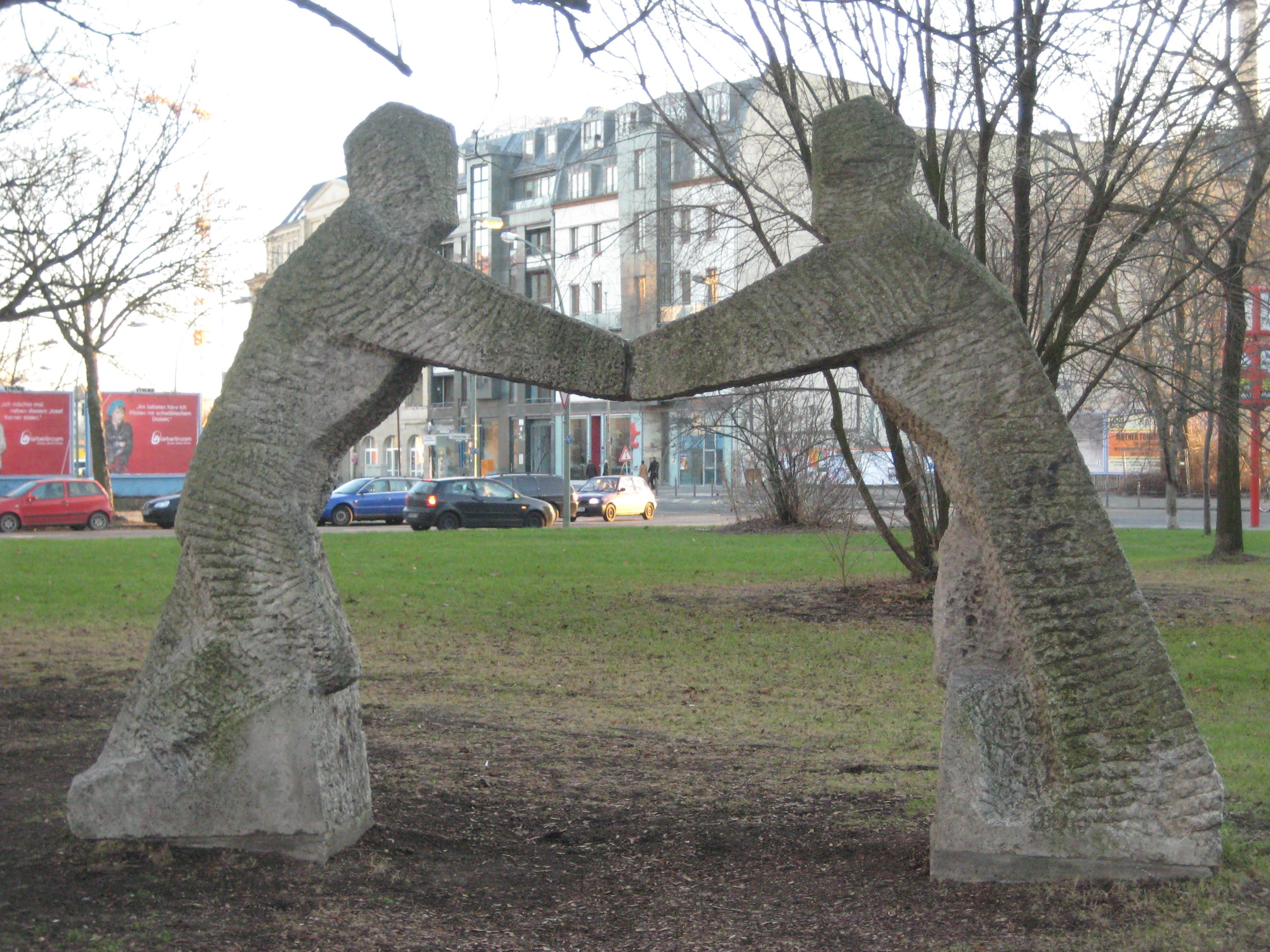
Betonskulptur Wiedervereinigung, 1962 von Hildegard Leest geschaffen und in einer kleinen Grünanlage an der Einmündung der Liesenstraße aufgestellt; im Hintergrund das Haus Chausseestraße 86

Als auf der Chausseestraße ab dem Jahr 1865 die Pferdestraßenbahn fuhr, ließ der Kaufmann Wilhelm Stein auf dem Grundstück Chausseestraße 66 des ehemaligen Besitzers Barschel ein zweigeschossiges Warenhaus errichten. Die Berliner Adressbücher weisen darauf hin, dass er dieses Haus 1903 durch Erwerb der Nummer 65 verlängern ließ; unter Beibehaltung der charakteristischen Fensterfassade und Gebäudehöhe. Ab 1908 registrierten die Adressbücher das Warenhaus mit der vorherigen Nr. 65/66 als Nr. 70/71. Zwanzig Jahre später veräußerte Stein im Jahr 1928 das Warenhaus an das expandierende Unternehmen von Hermann Tietz. Anfang 1929 brannte das Haus vollkommen aus, wurde aber an gleicher Stelle fünfgeschossig wieder aufgebaut. Bis zur Arisierung des Unternehmens 1933 trug es den Namen Hermann Tietz und danach Hertie mit der damaligen Grundstücksnummer 69–71.
Am Kriegsende geplündert und demoliert, wurde das Warenhaus gleich nach der Währungsreform wieder repariert und als Hertie (Kaufhaus des Weddings) neu eröffnet. So stand es bis Anfang der 1970er Jahre und wurde dann – wegen des Mauerbaus schräg gegenüber – geschlossen und abgerissen. Anschließend wurde die Straßenseite bis zur Schulzendorfer Straße saniert und mit neuen Wohnhäusern bebaut. Diese um 1980 gebaute Wohnhausreihe und der anschließende U-förmige Wohnkomplex reichen bis zum nordwestlichen Ende der Chausseestraße, wo sich in der Nummer 72–75 eine Sozialstation mit Tages- und Altenpflege befindet.
Nordwestlich endet die Straße vor dem ehemaligen Schönhauser Graben, der inzwischen als Nordpanke bezeichnet wird. Das Wasser dieses Pankekanals ergießt sich über ein kleines Gefälle in das Vorfluterbecken am Nordhafen des Berlin-Spandauer Schifffahrtskanal. Der Schönhauser Graben reichte ursprünglich bis zum Spreebogen westlich der Charité. Laut Nicolai’s Berlinführer von 1769 ermöglichte er dem König, vom Schloss Charlottenburg zum Schloss Schönhausen spazieren zu fahren. Der Graben diente sicher auch der Regulierung von sporadischem Hochwasser in der Südpanke.

### Die westliche Straßenseite entlang

#### Hausnummern 76–99

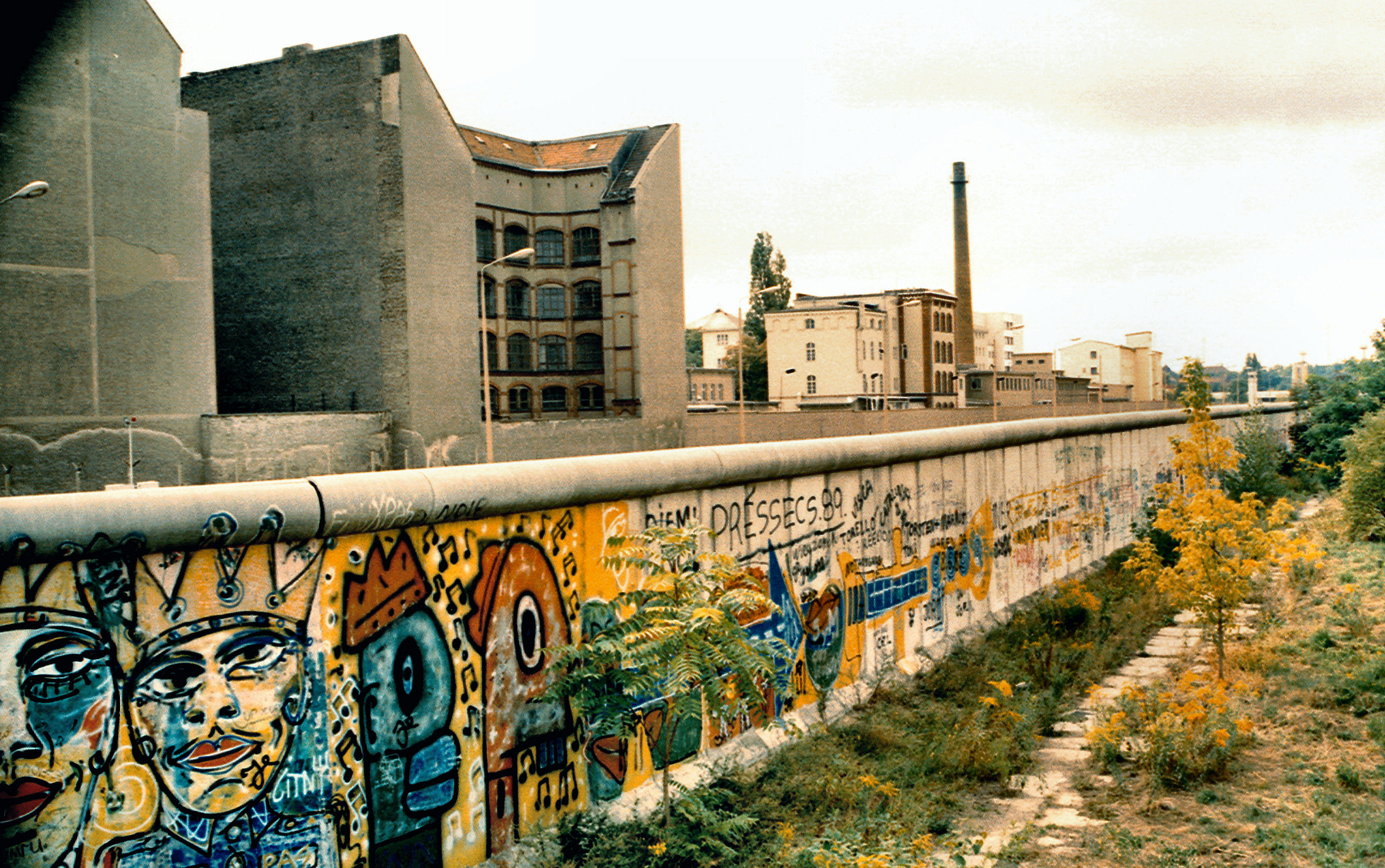
Blick von der Chaussee- in die Boyenstraße, 1989

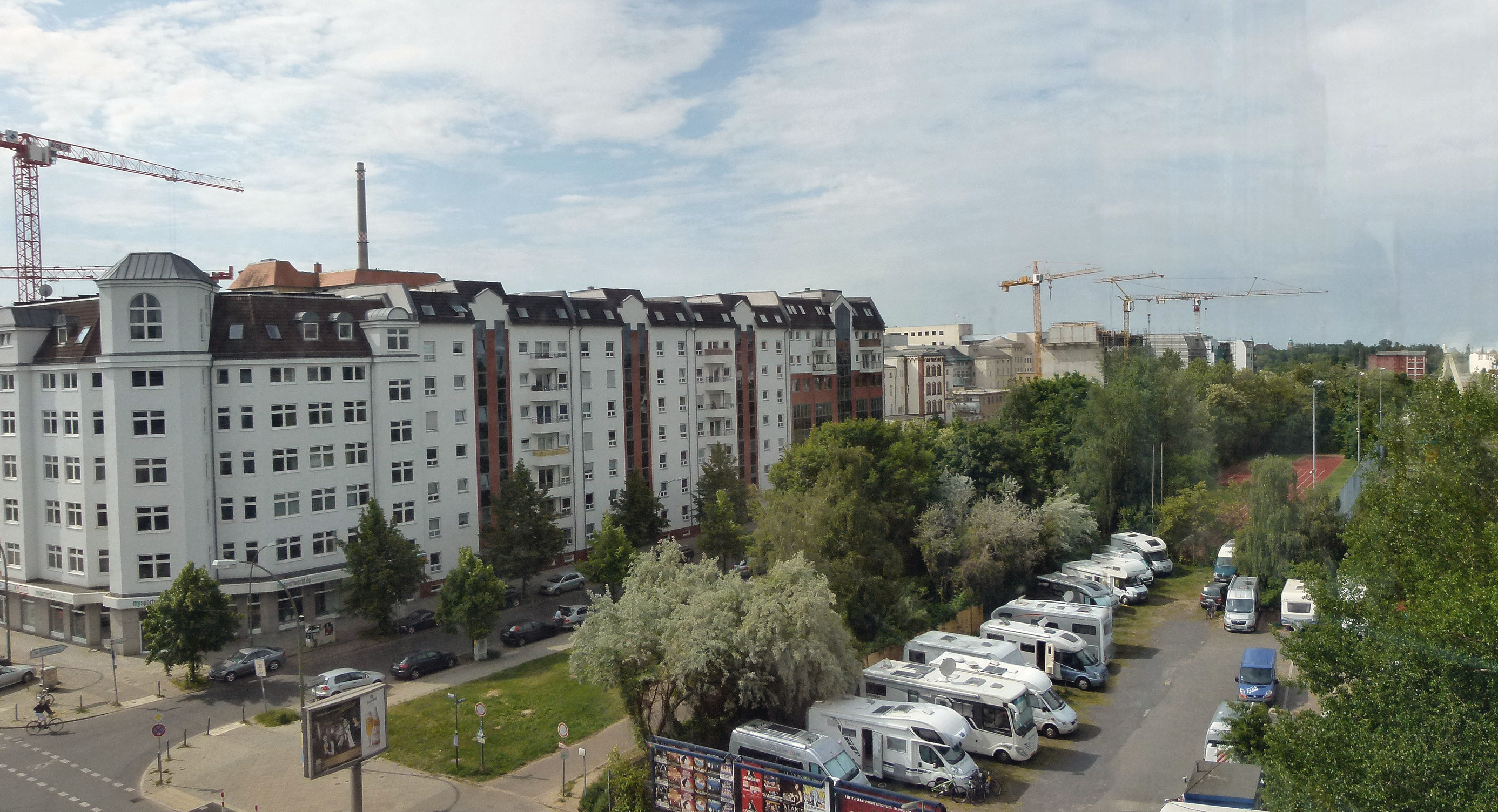
Blick aus der Chausseestraße auf die Boyenstraße,
etwa gleicher Standort; zeigt u. a. die Reisemobil-Station

Das erste Gebäude auf der westlichen Straßenseite ist das dreigeschossige Hertie-Parkhaus mit den Nummern 77/78. Es wurde kurz nach dem Mauerbau errichtet, um West-Berliner Kunden per Auto in das damals fast leere Kaufhaus zu locken. Obwohl das Kaufhaus längst nicht mehr existiert, erfüllt das Parkhaus weiterhin seinen Zweck für den naheliegenden Fußballplatz und das schon zur Müllerstraße gehörende Erika-Heß-Eisstadion dahinter.
Von den zwischen Panke und Boyenstraße liegenden Gebäuden 76–83 waren im Jahr 1950 79 komplett, 80 im hinteren Bestand und 82 noch erhalten. Die Eckhäuser zur Boyenstraße wurden im Zweiten Weltkrieg zerstört, nur in dem noch erhalten gebliebenen hinteren Fabrikgebäude an der Nordecke arbeitete eine Spritbrennerei. Auf dem Eckgrundstück Chausseestraße 83 beginnt der in den 1960er Jahren begrünte Weg an der Nordseite der Boyenstraße. Das Kino Polo befand sich von 1912 bis 1961 im abgerissenen Haus Nummer 79. In den 1950er Jahren war das lange schmale Kino im hinteren Seitenflügel, gegenüber von Hertie, eines der vielen Berliner Grenzkinos. Auf den beräumten Grundstücken Chausseestraße 79–82 existierte ab 2004 die Reisemobilstation Berlin-Mitte, ein Stellplatz für Reisende mit Wohnwagen, die 2016 nach Tegel zog. Für das Grundstück Chausseestraße 82 / Boyenstraße 1–9 wurde im Jahr 2017 der Bebauungsplan III-34-2 Grundschule Europacity aufgestellt und so beschlossen. Die Berliner Architektengemeinschaft Numrich Albrecht Klumpp gewann den Planungswettbewerb und die Hitzler Ingenieure wurden mit der Projektsteuerung und Realisierung beauftragt. Das Land Berlin investiert in diesen Neubau, der Teil der großen Schulbauinitiative werden soll, rund 28 Millionen Euro. Zum Schuljahresbeginn 2022 soll der neuartige Bau, der ohne Unterkellerung auskommt und eine Dreifach-Sporthalle besitzen wird, fertig gestellt sein.
Die Berliner Mauer trennte den Bezirk Wedding (West) entlang Südostseite Liesenstraße, Südwestseite Chausseestraße, Nordwestseite Boyenstraße von Stadtbezirk Mitte (Ost). Die Häuser Chausseestraße 84/85 (Berlin-Mitte) an der Südecke der Boyenstraße gehören zu einer neuen Wohnbebauung, in der Mitte der 1990er Jahre auf dem ehemaligen Grenzstreifen errichtet. An der nördlichen (Weddinger) Seite der Boyenstraße wurden im Zweiten Weltkrieg über die Hälfte aller 22 Häuser zerstört, auf der südlichen Straßenseite, im Bezirk Mitte, standen dagegen von ursprünglichen 24 Häusern noch etwa 18. Diese wurden wie andere Sektoren-Trennstellen für den Bau der DDR-Grenzanlagen abgerissen. Einige der hinteren Fabrikgebäude überdauerten jedoch die Mauerzeiten.

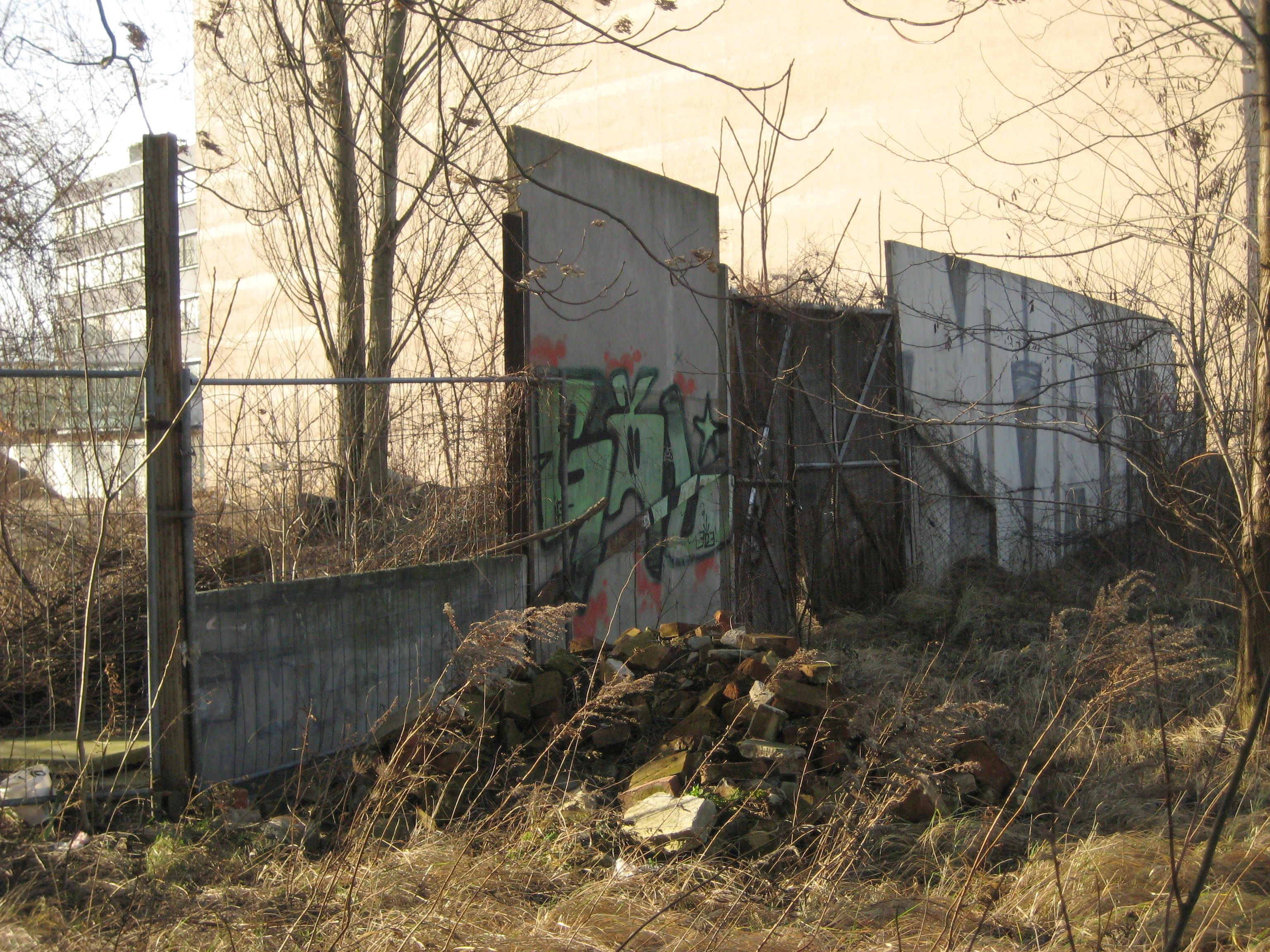
Rest der Hinterlandmauer auf dem ehemaligen Grenzstreifen an der Chausseestraße 91 mit Zufahrtstor

Mit den südlich angrenzenden Häusern Chausseestraße 86–90 sind einige alte Gebäude erhalten. Diese wurden saniert und mehrere kleine Wirtschaftsunternehmen aus dem Bereich e-commerce haben sich hier angesiedelt, unter anderem ein Web-Startup (smaboo). Von 1994 bis 2003 befand sich im Hinterhaus Chausseestraße 86 das Geographische Institut der Humboldt-Universität, das 2004 in den Ortsteil Adlershof umzog.

Das Großfeuer an der Chausseestraße vom 30. Juni 1897 verursachte an der Ecke Liesenstraße einen Menschenauflauf. Oben rechts sind die Eckhäuser der Boyenstraße zu erkennen, die im Zweiten Weltkrieg zerstört wurden.

In der zweiten Hälfte des 19. Jahrhunderts erstreckte sich von der Nummer 85–88 nordwestlich entlang der Panke der Aktienhof, auf dem die A.G. Für öffentliches Fuhrwesen Droschken, Möbelwagen sowie Nachtbusse einschließlich der zahlreichen Pferdegespanne parkte. Nach damaligen Zeitungsberichten ereignete sich hier am 30. Juni 1897 in einem Heulager ein Großbrand. Der Schaden war groß, es gab Verletzte und ca. 35 Pferde kamen in den Flammen um.
Die Brachfläche mit den Überresten der Grenzbefestigungsanlagen, die nach dem Fall der Mauer nördlich der Chausseestraße 92 längere Zeit erhalten geblieben war, wird seit dem Jahr 2010 weiter bebaut. Der Kolonnenweg, den es hier zur DDR-Zeit für die Grenztruppen gab, einschließlich des Zufahrtstores, gehörte nicht zum Zuständigkeitsbereich der Kontrollstelle. Die Grenzkontrollstelle Chausseestraße unterstand den DDR-Passkontrolleinheiten. Bei ihren Patrouillenfahrten auf dem Kolonnenweg verließen die Grenztruppen den Mauerstreifen durch dieses Seitentor, umfuhren den Kontrollpunkt auf Ost-Berliner Seite und setzten ihre Patrouille auf der anderen Seite der Chausseestraße fort. Ein Grünstreifen zwischen der Nummer 87 und den noch unbebauten Grundstücken 89–91 stand im Sommer 2012 kurz vor seiner Vollendung. Diese als Grünzug Südpanke benannte Verlängerung des Weddinger Pankeparks führt westlich um den BND-Komplex am neuen Pankebett entlang bis zur Habersaathstraße.

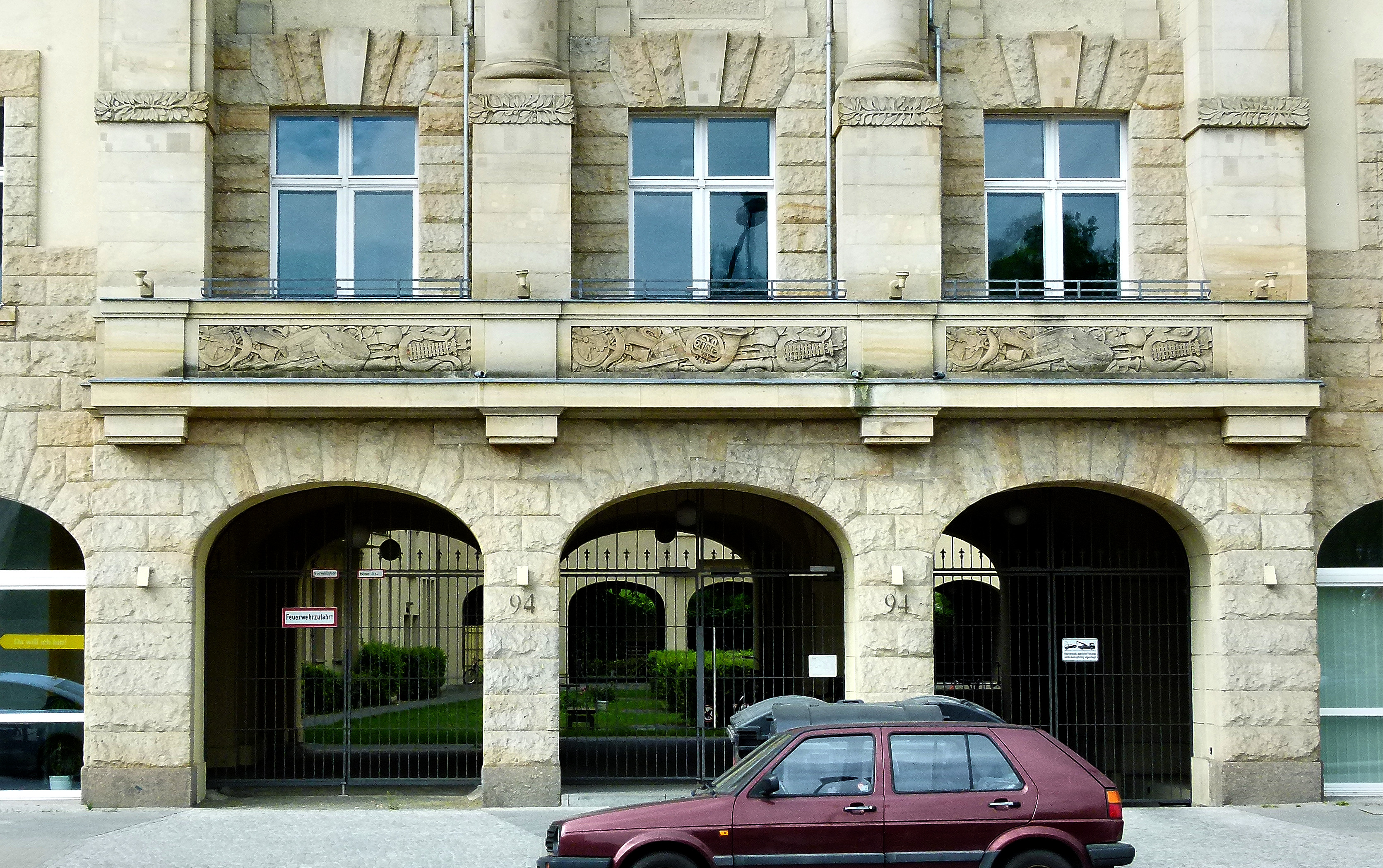
Eingangsbögen und dekorierte Balkonbrüstungen des ehemaligen Kriegervereinshauses.
Die Durchgangsbögen des Hinterhauses zum nicht mehr existierenden Festsaalgebäude sind erkennbar.

Das nächste Gebäude, Chausseestraße 94 mit der Sandsteinfassade, ist das ehemalige Erste Krieger-Vereinshaus des Deutschen Kaiserreichs, das seit dem 21. Jahrhundert als Wohn- und Geschäftshaus genutzt wird und unter Denkmalschutz steht. Der Gebäudekomplex wurde 1907–1910 nach Entwürfen von Conrad Faerber auf dem Grundstück der früheren Berliner Brauereigesellschaft Tivoli errichtet, die hier ihre Eiskeller hatte. Der ursprünglich militärische Charakter des Hauses ist an seiner Fassadendekoration mit Musikinstrumenten von Militärkapellen sowie Eichenlaub und Lorbeerkränzen gut erkennbar. Die in den Siegerkränzen einst enthaltenen Eisernen Kreuze wurden nach 1945 offensichtlich entfernt. Obwohl es Krieger- oder Soldatenvereine auch in anderen Ländern gibt, wenn auch unter anderen Namen, hat dieses Gebäude sicher eine berühmt-berüchtigte Geschichte hinter sich. Das Vorder- und Hinterhaus samt Seitenflügel, die einen großen Hof umschließen, boten bedürftigen Soldatenfamilien Wohnungen in verschiedenen Größen, die für damalige Verhältnisse äußerst modern und komfortabel waren. Durch die Torbögen des Vorder- und Hinterhauses konnten die Kameradschaftsverbände mit ihren militärischen und politischen Gönnern bis in das massive Festsaalgebäude schreiten, das hinter dem zweiten Hof lag. Dieses pompös ausgestattete hintere Gebäude, in dem sich ein oberer großer Festsaal für etwa 2000 Gäste befand, wurde im Krieg schwer beschädigt und danach abgerissen. Nachdem Hitler wegen seiner Hetzreden in Berlin zeitweilig Redeverbot hatte, provozierte Joseph Goebbels in den ehemaligen Pharussälen in der Müllerstraße 142 und auch hier im Krieger-Vereinshaus weiter. So lieferten sich Tausende aufgestachelte Mitglieder von SA und KPD die größten Saal- und Straßenschlachten, die Berlin je gesehen hatte und überzogen die Stadt mit Mord, Totschlag und einer massiven Einschüchterung der restlichen Berliner. Als hier am 4. Mai 1927 der bekannte Pfarrer Stuck Goebbels durch Zwischenrufe in seiner Rede unterbrach, wurde er brutal aus dem Hause geprügelt. Hitler wurde auch später des Öfteren im Krieger-Vereinshaus hofiert. Zu Zeiten der Berliner Mauer waren die fünf vorderen Eingangsbögen des hier auf Ost-Berliner Seite an der Sektorengrenze stehenden Hauses zugemauert und hatten nur kleine verschlossene Stahltüren. Nach dem Mauerfall und einigen Jahren des Leerstands wurde das Krieger-Vereinshaus zwischen 2002 und 2005 mit einer zusätzlichen Tiefgarage unter dem Innenhof aufwendig saniert. Seitdem besitzt das Vorderhaus nur noch drei offene Torbögen.

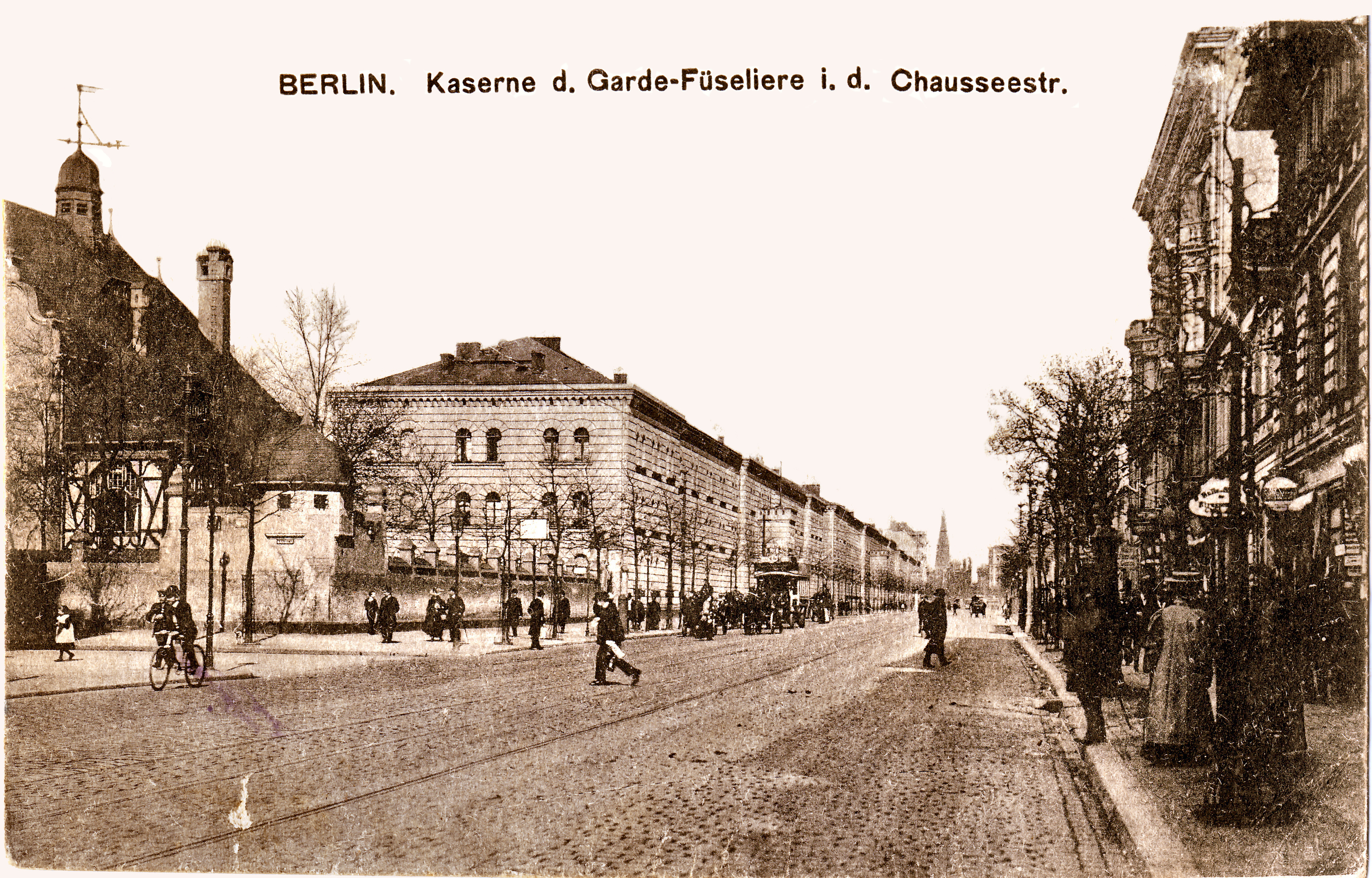
Die Postkarte aus dem Jahr 1910 zeigt von links nach rechts:
Ecke Kesselstraße (spätere Habersaathstraße) mit Offizierskasino, Kasernen, Kriegervereinshaus und den Turm der Dankeskirche sowie rechts die Nr. 36 und davor das niedrige Vorderhaus von Carl Flohr mit der oben beschriebenen Wasserpumpe

Das an das Krieger-Vereinshaus anschließende Gelände bis zur Habersaathstraße, wo sich die 2019 eröffnete Zentrale des Bundesnachrichtendienstes mit den Hausnummern 96–99 befindet, hat eine lange und wechselvolle Geschichte hinter sich. Von etwa 1748–1820 war es das Wartfeld des Invalidenhauses an der Scharnhorststraße, das zur Versorgung der Insassen beitragen sollte. Danach wurde es zum Grützmacher Exerzierplatz, auf dem 1850–1853 drei lange Kasernengebäude errichtet wurden, die im Volksmund bald als Maikäferkasernen bekannt wurden, offiziell aber Kasernement des Garde-Füsilier-Regiments hießen. Wegen der Militärreduzierung, die der Friedensvertrag von Versailles nach dem Ersten Weltkrieg Deutschland vorschrieb, wurde in den 1920er Jahren das gesamte Gelände der Polizei übergeben. Die im Zweiten Weltkrieg zerstörten Kasernen wurden 1949/1950 abgerissen. Das zugehörige Polizeistadion wurde auf dem Exerzierplatz mit Berliner Ruinenschutt aufgeschüttet, vergrößert und zum Walter-Ulbricht-Stadion ausgebaut. Das Stadion eröffnete am 5. August 1951 für die III. Weltfestspiele der Jugend und Studenten. Nach seiner Renovierung erfolgte 1973 anlässlich der X. Weltfestspiele die Umbenennung in Stadion der Weltjugend. Hier fanden außerdem zahlreiche Leichtathletik-Wettkämpfe, politische Großveranstaltungen und Fußballspiele statt. Zwischen 1975 und 1989 war es regelmäßiger Austragungsort des FDGB-Pokal-Finales. Die Fußballnationalmannschaft der DDR absolvierte hier 14 Länderspiele. Die Friedensfahrtetappen endeten seit 1952 ebenfalls im Stadion.
Nach der politischen Wende wurde anlässlich der Berliner Olympiabewerbung für das Jahr 2000 das nicht mehr zeitgemäße große Sportstadion vollständig abgeräumt. Nach dem Scheitern der Bewerbung richtete ein Sportartikelhersteller Beachvolleyballplätze sowie einen Parcours für BMX-Räder und einen Abschlagplatz für den Golfsport hier ein.

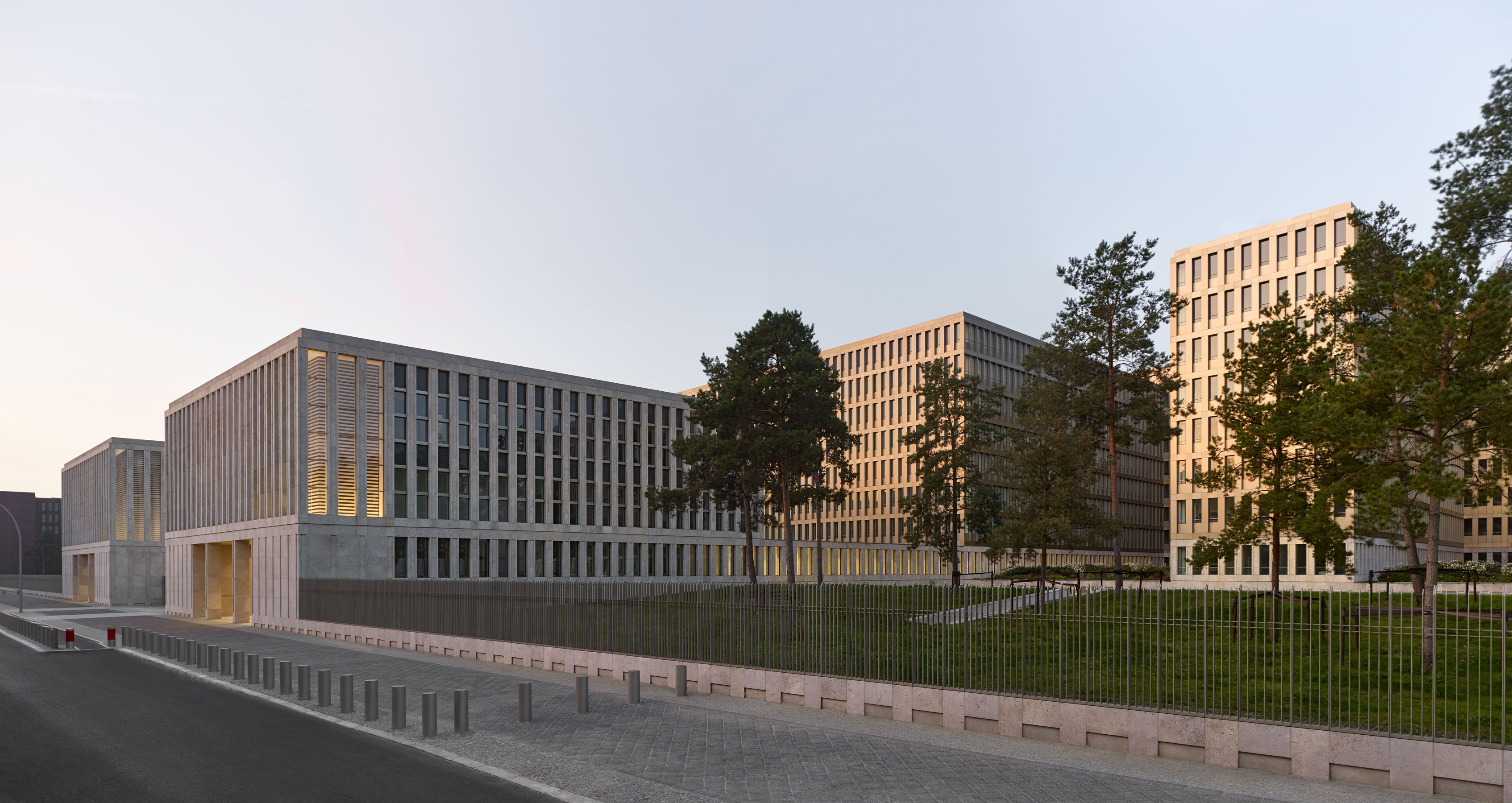
Zentrale des Bundesnachrichtendienstes mit den Hausnummern Chausseestraße 96–99

Mit Baubeginn 19. Oktober 2006 entstand auf dem großen Gelände die heutige Zentrale des BND nach Planungen des Architekturbüros Kleihues + Kleihues. Die Grundsteinlegung erfolgte am 7. Mai 2008, das Richtfest fand am 25. März 2010 und die Eröffnung am 8. Februar 2019 statt.
Zwischen 2007 und 2010 wurde südlich neben dem Krieger-Vereinshaus das mit roten Klinkern verkleidete neue Abwasserpumpwerk Berlin Mitte fertiggestellt. Dieses trägt heute die Hausnummer 95. Zwischen diesem Pumpwerk und der neuen Technik- und Logistikzentrale des BND wurde am 4. März die neu angelegte Ida-von-Arnim-Straße eingeweiht, die die Chaussee- mit der Scharnhorststraße verbindet.
Nordwestlich der BND-Zentrale, am anderen Ende der Ida-von-Arnim-Straße steht das Bundeswehrkrankenhaus Berlin, dessen Eingang sich in der Scharnhorststraße befindet. Die ältesten Gebäude dieses Krankenhauses wurden als Königliches Garnisonslazarett gleichzeitig mit den benachbarten Kasernen 1850–1853 erbaut. In der Zeit des Nationalsozialismus erhielt dieser Bau den Status des Staatskrankenhauses der Polizei. Nach dem Ende des Zweiten Weltkriegs bis zur politischen Wende diente es als Krankenhaus der Deutschen Volkspolizei und wurde ab 1975 in enger Kooperation mit der Charité vergrößert und modernisiert.
Südlich des BND-Geländes folgt die älteste Seitenstraße der Chausseestraße, die Habersaathstraße, die von 1833 bis 1951 Kesselstraße hieß (nach General von Kessel, einem Kommandanten des Invalidenhauses). Sie wurde auf Order von Friedrich der Große 1748–1750 als Anfahrtsallee für sein Invalidenhaus angelegt. Während der Novemberrevolution gab es am 9. November 1918 an den Kasernen drei Todesopfer, von denen einer der 24-jährige Werkzeugmacher Erich Habersaath war. 1951 wurde die Kesselstraße deshalb in Habersaathstraße umbenannt. Diese drei Männer, die mit einem Demonstrationszug an die Kasernen kamen, waren nicht die einzigen Opfer der Novemberrevolution. Ein weitaus schlimmeres Ereignis geschah nur wenige Tage später, als wieder ein Demonstrationszug zur Innenstadt wollte. An diesem Tag hatten Truppen der Maikäferkasernen die Straße von der Ecke Invalidenstraße mit Maschinengewehren abgeriegelt und feuerten ohne Warnung in die Menge. Das Resultat war das Blutbad in der Chausseestraße vom 6. Dezember 1918 mit 16 Toten und zahlreichen Verletzten.
An der Nordecke zur Chausseestraße, wo anfangs das oben erwähnte Chausseehaus stand, dann das Offizierskasino der Maikäferkasernen und von 1951 bis 2009 eine Tankstelle, entstand in den 2010er Jahren das Gebäude des Zentrums für Nachrichtendienstliche Aus- und Fortbildung mit Schule und Internat sowie das Besucherzentrum des BND. Die Hausnummer Chausseestraße 99 ist heute Teil des Gebäudeensembles.

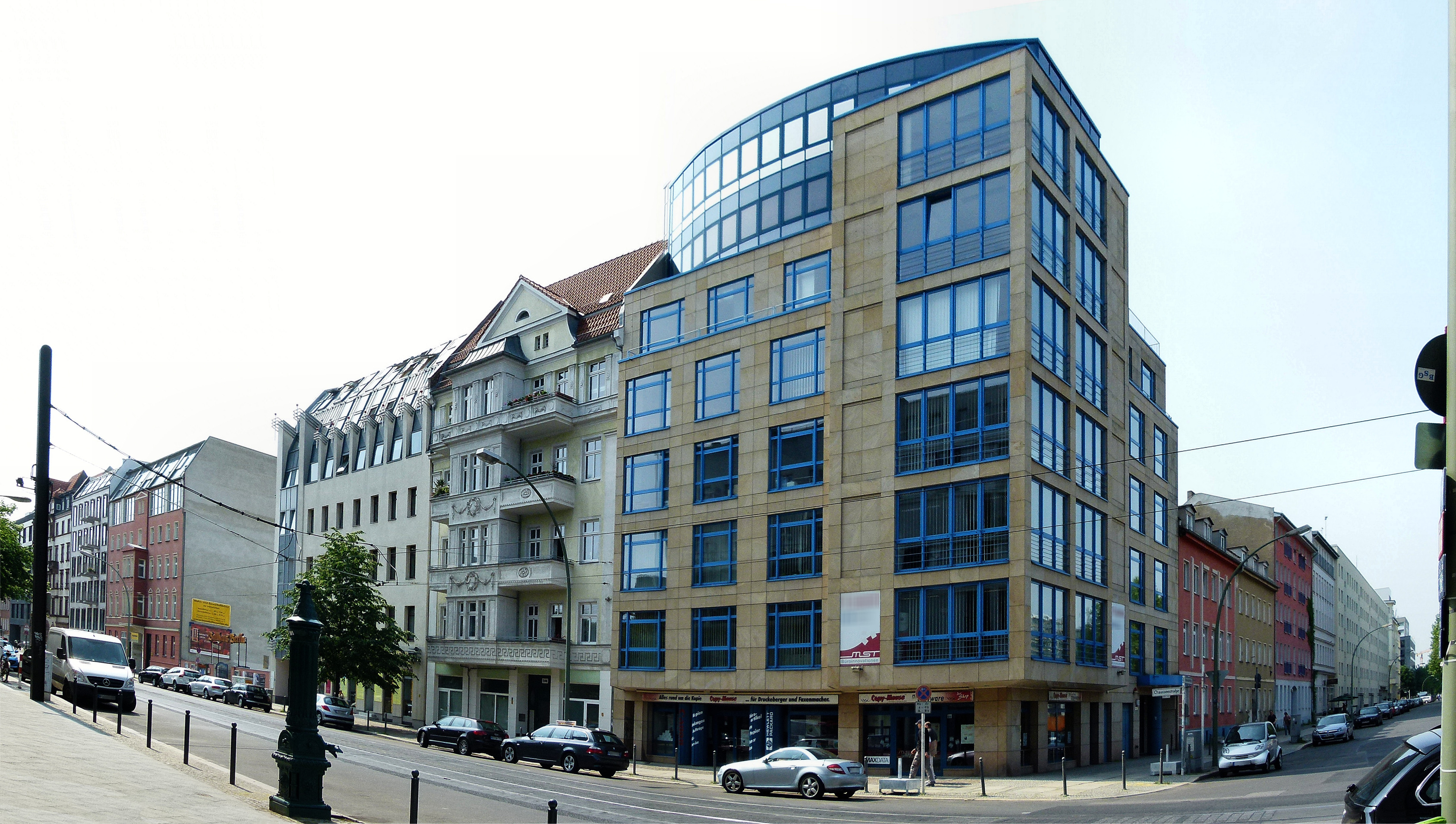
Häuser an der Südecke der Chaussee- und Habersaathstraße, 2011

Nachdem die Ruine des zerstörten Eckhauses an der südlichen Seite zur Habersaathstraße entfernt wurde, befand sich hier bis in die 1990er Jahre eine kleine Grünanlage. Auf dem Bürgersteig davor stand seit Zeiten des Kaisers Wilhelm II. eine Litfaßsäule, die 1994/1995 dem bestehenden Neubau weichen musste.

#### Hausnummern 100–120

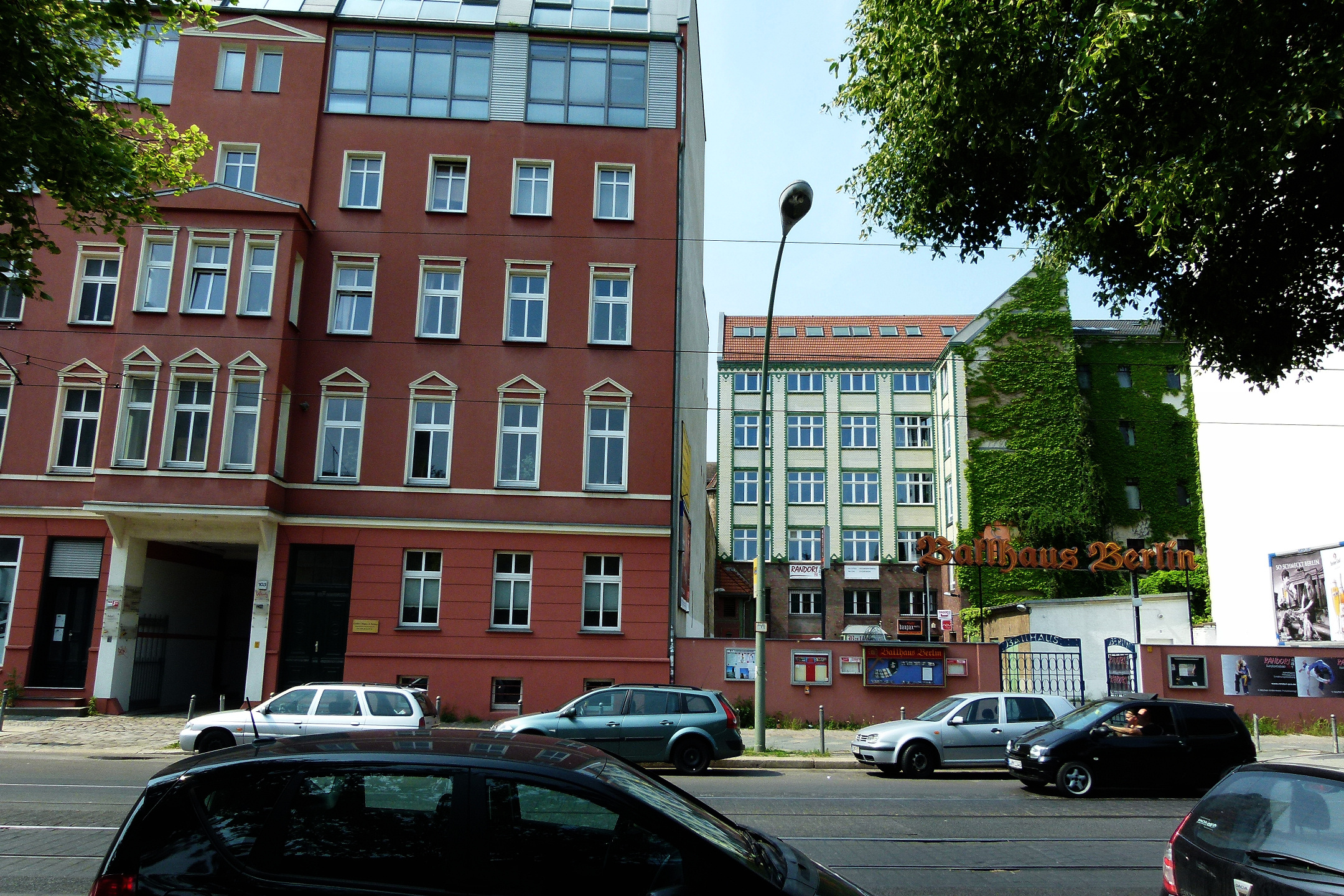
Häuser Chausseestraße 103 und 102 mit Ballhaus Berlin

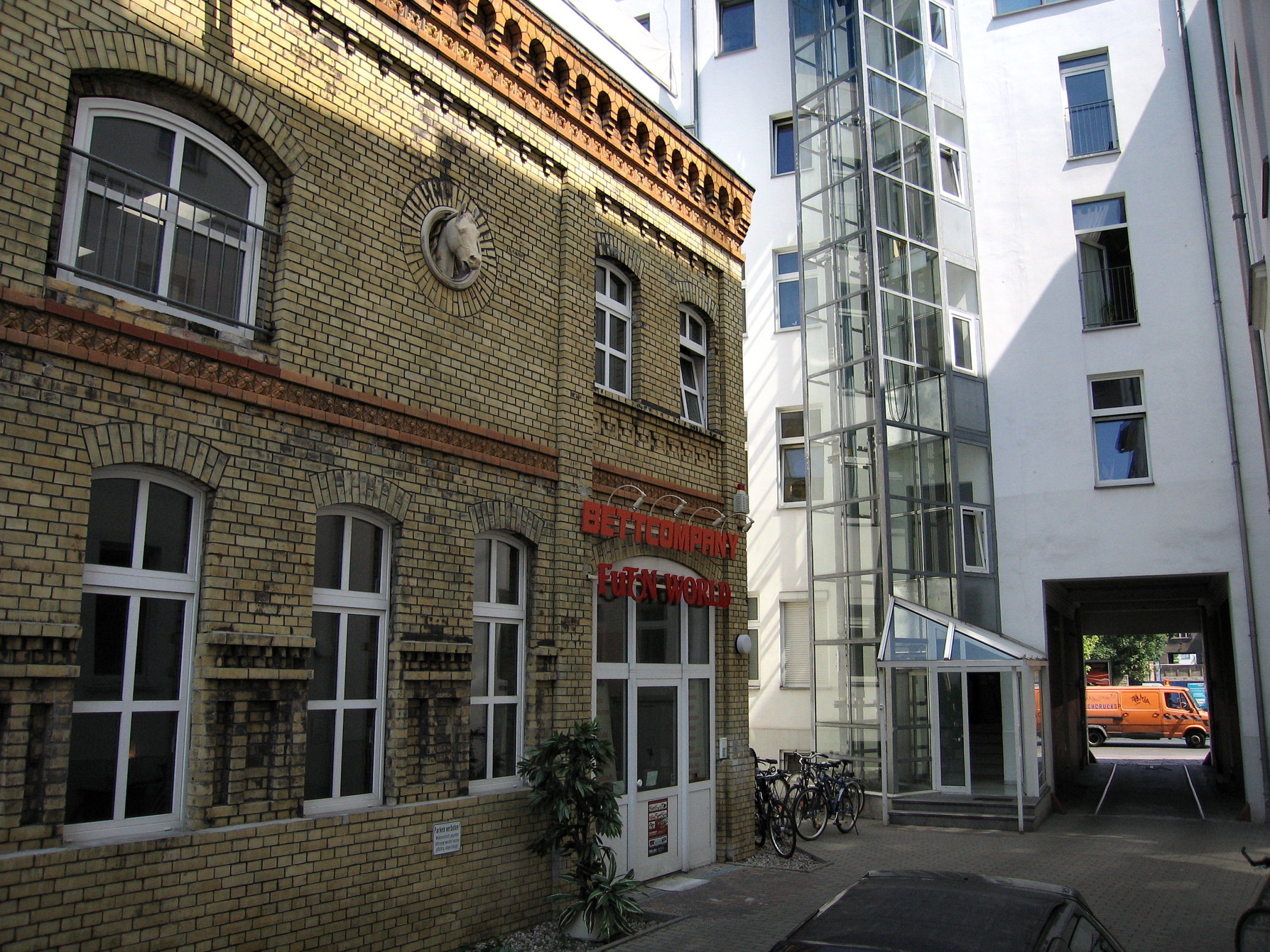
Hofansicht mit dem ehemaligen Pferdestall in der Chausseestraße 103

In den wilhelminischen Häusern ab Chausseestraße 100 gab es bis in die 1960er Jahre allerlei Geschäfte. Die Nummer 100 hatte rechts ein kleines Juweliergeschäft und links einen großen Herrenfriseurladen. In der Chausseestraße 101 befand sich die damals bekannte Kneipe Fehngrotte mit ihrer künstlichen Tropfsteindecke und vielen kleinen Einzelabteilen für die Gäste.
Das Vorderhaus Chausseestraße 102 wurde im Zweiten Weltkrieg zerstört, aber sein hinteres Fabrikgebäude mit der grün-weiß glasierten Ziegelfassade blieb intakt. Vor dem Krieg gab es in diesem Hinterhaus mehrere kleine Firmen, wie die Laborat. Apparate GmbH und die Chemische Fabrik. Nach der Wiedervereinigung etablierte sich in den oberen Etagen ein Backpacker Hostel, das über dem Ballhaus den größten Teil des Hauses einnimmt. In der zweiten Etage dieses Hinterhauses fand bis etwa 2009 die evangelische Gemeinde der Gnadenkirche ihr Domizil, nachdem ihr Kirchengebäude im Invalidenpark ausgebombt und um 1970 abgerissen worden war. In der Chausseestraße 102 befindet sich heute neben dem Ballhaus Mitte und einem Biergarten der neue Standort der traditionsreichen Bierbar Alt-Berlin.
Im wilhelminischen Haus Chausseestraße 103 mit der roten Fassade befand sich bis etwa 1975 links ein Tabakladen und rechts eine Bäckerei, deren alter Handwerksbetrieb bis an den hinteren Pferdestall und das Lagerhaus eines früheren Getreidehändlers reichte. Das Lagerhaus ist erhalten und trägt an seiner Außenwand das Terrakottamodell eines Pferdekopfes. Das nunmehr für andere Zwecke genutzte Lagerhaus und die noch vorhandenen gusseisernen Wagenspurschienen im Hausflur deuten darauf hin, dass hier die früheren Inhaber regelmäßig ihre Waren und Materialien per Pferdegespann beförderten.

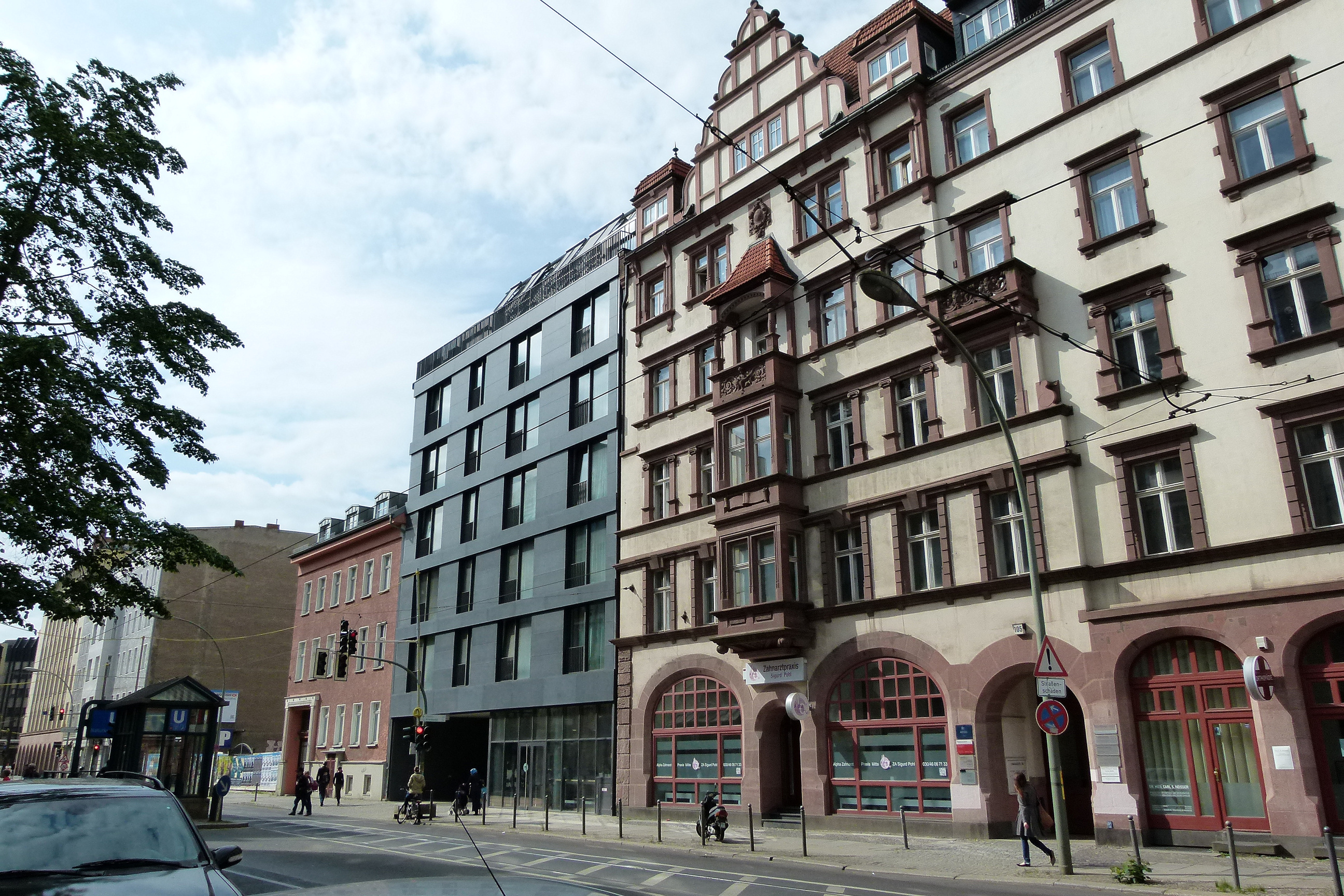
Rechts das von Alfred Messel entworfene Haus der Volks-Kaffee- und Speisehallen-Gesellschaft Chausseestraße 105

Das nur wenige Meter entfernte Baudenkmal des ehemaligen Volkskaffeehauses in der Chausseestraße 105 zeugt davon, dass die Chausseestraße bereits frühzeitig eine lebendige Geschäfts- und Vergnügungsstraße war. Das von Alfred Messel entworfene und 1892 errichtete Haus wurde nach der politischen Wende unter Beibehaltung seiner markanten Fassade saniert.
Nach Räumung der Vorderhausruine Chausseestraße 106 wurde zur DDR-Zeit hier ein niedriger barackenartigen Bau errichtet. Die alten Hinterhäuser wurden 2009/2010 saniert, um ein neues Gartenhaus ergänzt und das flache Vorderhaus wurde durch einen modernen Neubau ersetzt.
Das kleinere Haus Nummer 107 gegenüber dem Eingang zum U-Bahnhof Naturkundemuseum stammt aus der Mitte des 19. Jahrhunderts und hat samt seinem hinteren Seitenflügel die Kriege überdauert. Bis in die 1960er Jahre befand sich hier im vorderen Hochparterre eine kleine Druckerei.
Die früheren Häuser 108/109 hatten zusammen mit dem dahinter liegenden Ostflügel des Naturkundemuseums im Zweiten Weltkrieg Totalschäden erlitten. Der Museumsostflügel wurde 2007–2010 mit modernen Einrichtungen eines Präparatoriums und gläsernen Alkoholkonservierungskammern wieder aufgebaut.
Die Chausseestraße 110 gegenüber der Zinnowitzer Straße ist ein 1891 fertiggestelltes unscheinbare große Wohnhaus, das für die Germania Bäcker-Innung eingeweiht wurde. Hier befand sich ihr großer, mit gewaltigen Kronleuchtern ausgestatteter Hohenzollernsaal. Im Jahr 1911 wurde die Germania zur alleinigen Zwangsinnung in Berlin, die später auch im gleichgeschalteten NS-Staat bestehen blieb. In den 1920er Jahren gab es in diesem Haus unter anderem zeitweilig auch ein Kasino der Pankgrafgesellschaft.

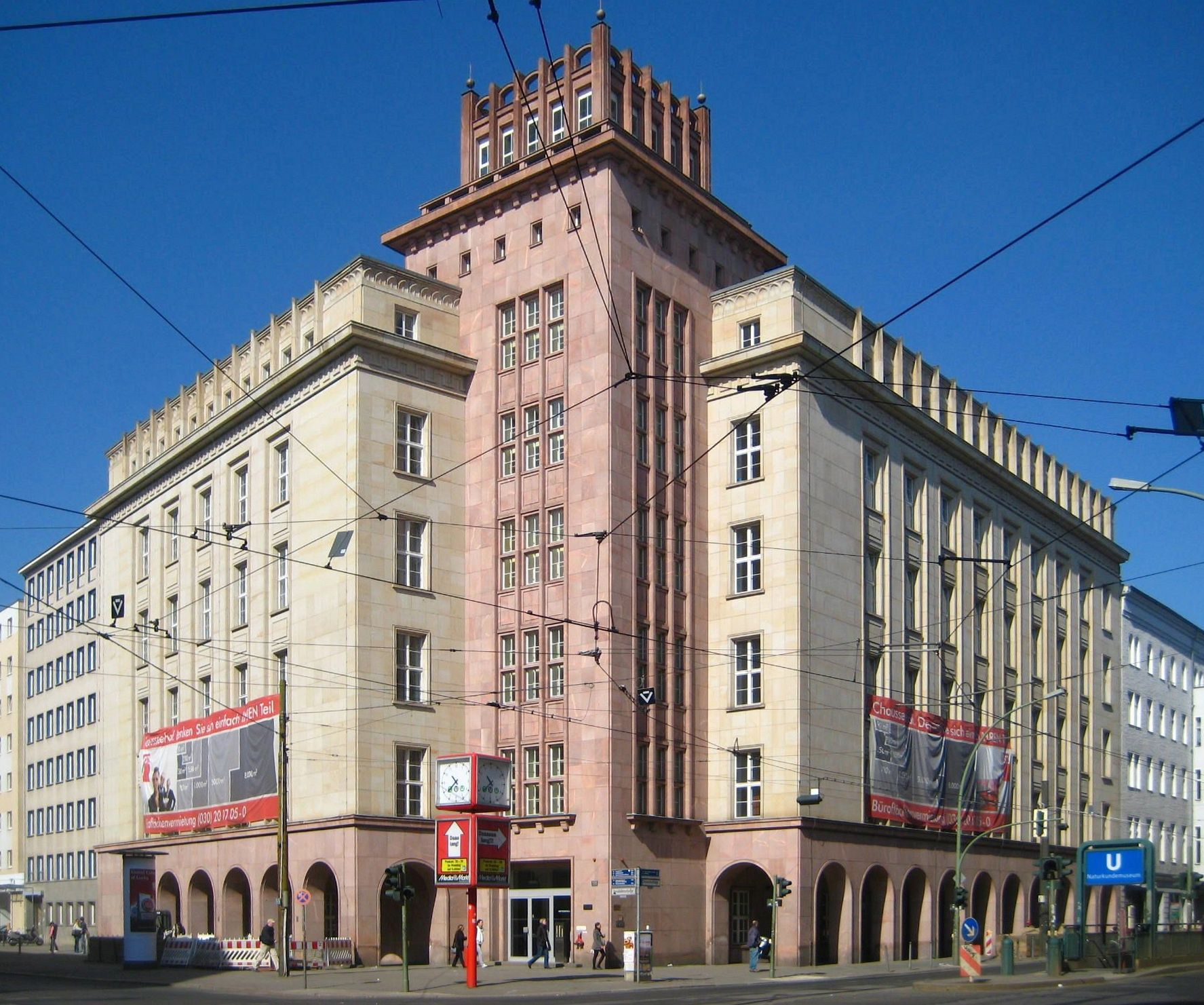
Ehemaliges Gebäude der IHK der DDR an der Kreuzung Chaussee- und Invalidenstraße

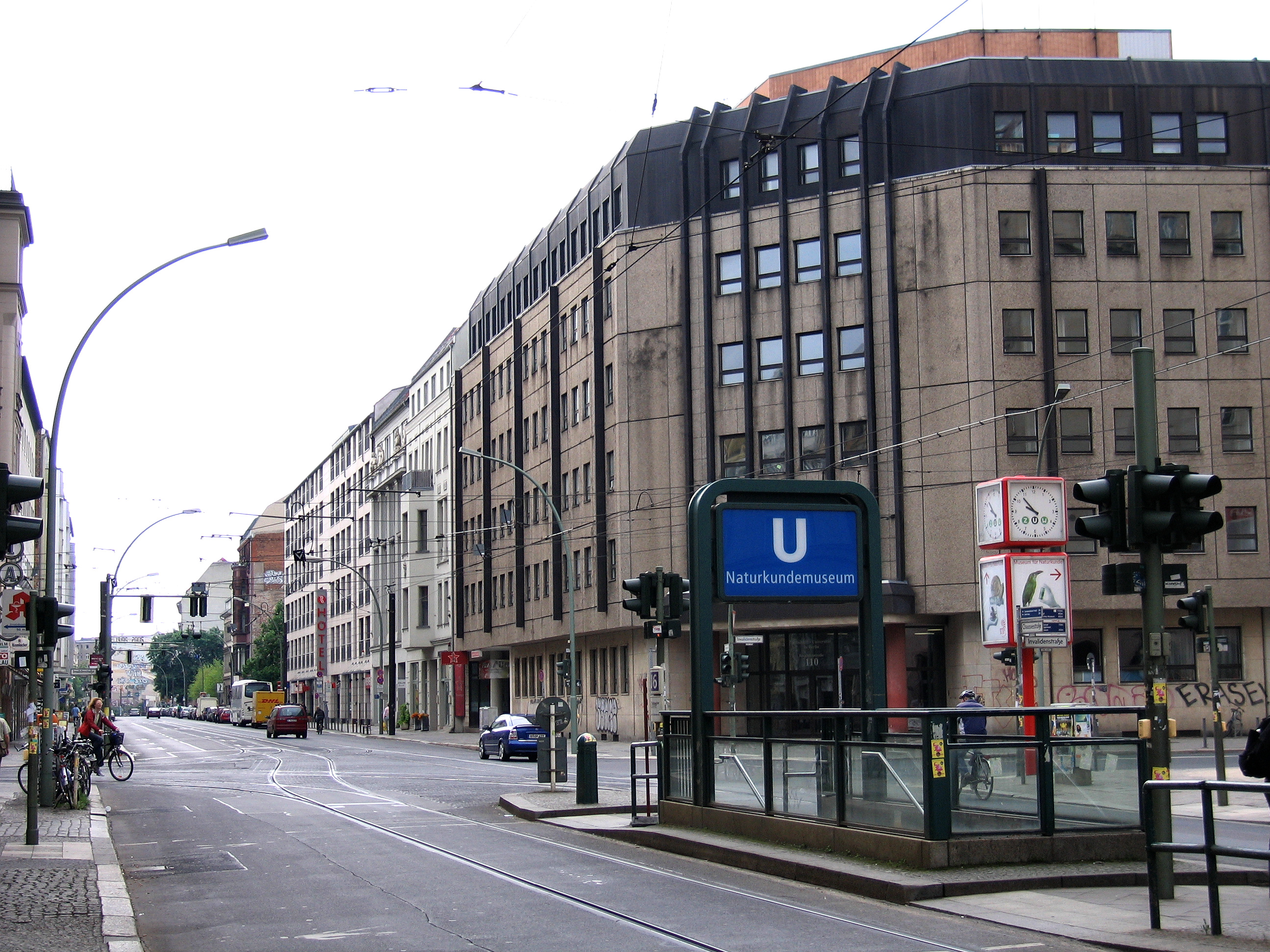
Kreuzung Chaussee-/Invalidenstraße mit Blick nach Süden

Das hervorstechende sechsgeschossige Gebäude Chausseestraße 111–113 mit Eckturm und roter sowie gelblicher Sandsteinfassade an der nordwestlichen Ecke zur Invalidenstraße verfügt über einen Arkadenbereich. Das Bauwerk wurde 1954–1957 nach einem Entwurf von Johannes Päßler für die Verwaltung der Industrie- und Handelskammer der DDR (IHK) im neoklassizistischen Stil erbaut und ist ein Baudenkmal. Die IHK zog hier aber bald wieder aus und später wurde das Gebäude bis zur Wende vom Betrieb für Werkzeugmaschinen und Werkzeuge (WMW) übernommen. Der Anbau zur Invalidenstraße 36–39 erfolgte 1959–1961 nach einem Entwurf der Architekten Borchard und Balke. Im Gebäudeteil Chausseestraße 111 befindet sich die Geschäftsstelle der Leibniz-Gemeinschaft (Stand: 2012). Die Hausnummerierung 111–113 war dadurch entstanden, dass es hier früher drei kleinere Häuser gab, an deren Stelle um 1912 ein größeres errichtet wurde. Von etwa 1918, bis das Haus im Zweiten Weltkrieg ausbrannte, befand sich in den zwei unteren Etagen das bei älteren Berlinern bekannte Bekleidungskaufhaus C&A Brenninkmeyer. Da die Wände des ausgebrannten Hauses noch standen, wurde es 1949/1950 für die IHK ausgebaut, um dann 1954–1957 im luxuriöseren Stil vollkommen umgebaut zu werden.

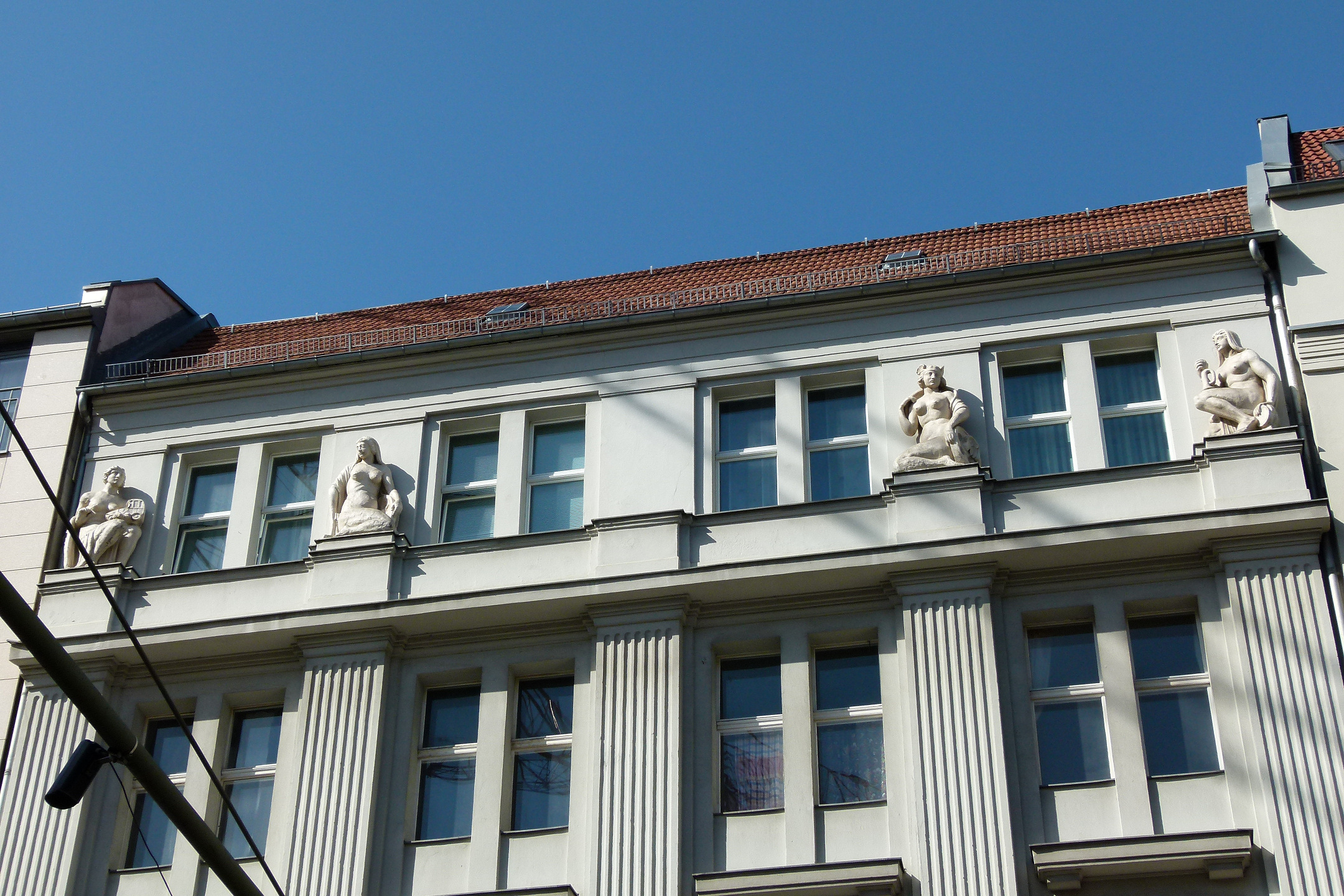
Attika-Figuren am Haus Chausseestraße 117 der ehemaligen AG für Automobilunternehmungen

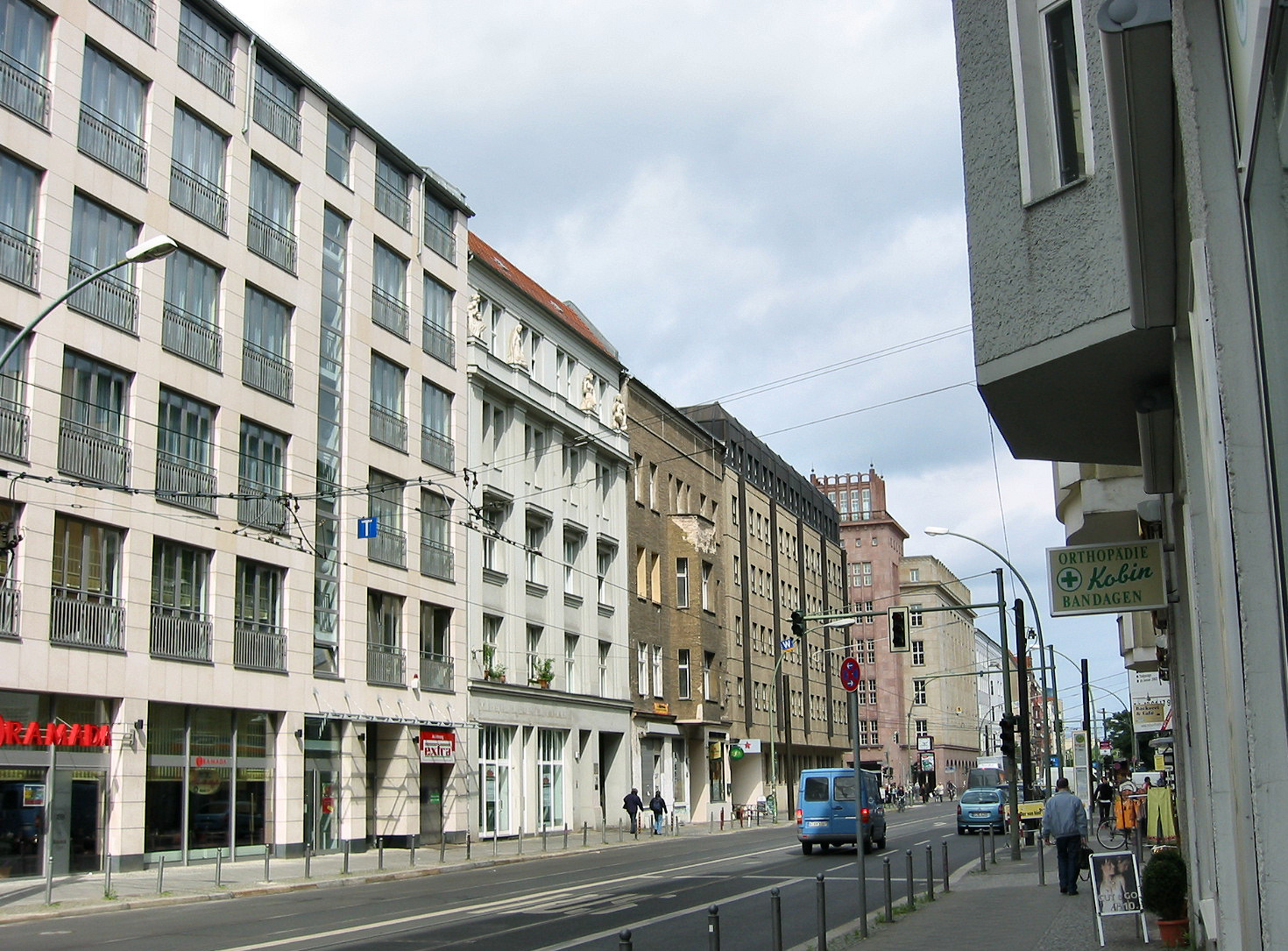
Chausseestraße 114–118 in Richtung Invalidenstraße

Gegenüber, an der Südwestecke der Kreuzung standen die Schwendy Häuser in der Chausseestraße 114/115, in denen kleine und größere Unternehmen zeitweilig ihr Domizil fanden, wie eine Zigarrenhandlung, die Commerz-Disconto-Bank und später sogar eine Autoreparatur-Werkstatt. In der Chausseestraße 114 befand sich seit 1918 bis zur Zerstörung im Zweiten Weltkrieg das Schuhwarenhaus Carl Stiller. Auf der dann folgenden Brache ließ die Humboldt-Universität (HUB) in den 1970er Jahren für die Sektionen Elektronik und Physik einen Plattenbau errichten. Als nach 1990 ein neuer HUB-Campus in der WISTA Adlershof fertiggestellt war, zogen die naturwissenschaftlichen Fakultäten dorthin und das hier beschriebene Haus wurde zum Verkauf angeboten. Offenbar fanden sich keine Interessenten und so werden seit etwa 2000 die Räumlichkeiten von Teilen der HUB-Verwaltung genutzt. Während der Sommermonate bietet auf dem hinteren Hof (Nummern 114/115) ein Gartenrestaurant seine Dienste an. Hier gibt es eine Physikergedenkstätte, an deren geschwungener Mauer die Namen von angesehenen Physikern stehen, die in der HUB tätig waren.
Im wilhelminischen Wohn- und Geschäftshaus Chausseestraße 116 befand sich eine Hinterhoffabrik, in der durch die Jahre verschiedene kleinere Unternehmen ihr Auskommen suchten, wie eine Lampenfabrik, ein Hersteller medizinischer Apparate, eine Schraubenfabrik, eine Glaserei und später ein Versandhaus und eine Tischlerei.
Die AG für Automobilunternehmungen (AGA) ließ 1913/1914 (vermutlich durch die Architekten Arnold Kuthe und Samuel Fritz Goldmann) ein Gebäude an der Chausseestraße 117 mit der ersten Hochgarage Berlins errichten. Architektonisch fällt das Gebäude durch seine vier weiblichen Attikafiguren am vierten Stockwerk auf, von denen die südlichste im Schoß ein Automobilmodell aus der Bauperiode des Hauses trägt. Das Gebäude ist ein Baudenkmal.
In den zwei geschlossenen Höfen des Geschäftshauses waren über die Jahre unter anderem ein Karosseriebauunternehmen, ein Elektromobil-Schnelldienst, eine Glockengießerei, die Zigarettenfabrik Karelli, eine Röntgenröhrenfabrik, die Osram Glühlampen GmbH, sowie später die Chemische Apparatefabrik Hanff & Buest, ein Radioladen und die Commerz- und Privat-Bank ansässig. Auch die Firma Konski & Krüger, Hauptproduzentin der Schlüsselmaschine Enigma, hatte ihren Sitz dort.
In den Jahren 1913–1919 stand an der Chausseestraße 118 das Hotel Pommerscher Hof. Zwischen den Grundstücken Chausseestraße 117 und 123 gab es lange Zeit eine große Kriegslücke, bis kurz nach 1980 auf der Nummer 119/120 die 100. Kaufhalle Ost-Berlins errichtet wurde. Der Bau dieser flachen Kaufhalle hatte sich etwas verzögert, weil ein Kran auf die unvollendete Halle gestürzt war. Einige Meter von der Häuserfront zurückgesetzt stand diese Kaufhalle dann bis 2002, als hier das Vier-Sterne-Hotel Ramada in der Chausseestraße 118–120 gebaut wurde.
Aber auch diese Grundstücke haben eine weitaus längere industrielle Vorgeschichte, denn schon 1847 begann auf der damaligen Parzelle Nummer 74 Mathias Webers als Maschinenbauer mit seinem Unternehmen (1854 wurde die Nummer 74 zur Nummer 99, die inzwischen den Grundstücken Chausseestraße 119/120 entsprechen). Webers verkaufte seine Maschinenbauanstalt im Jahr 1865 an Emil Rathenau. Dieser wurde später, nach seinen Reisen in die USA, vom Maschinenbauer zu einem Großproduzenten von Elektroartikeln. Nur wenige Meter von hier, an der Schlegelstraße, gründete er 1883 die Deutsche Edison-Gesellschaft für angewandte Electricität und 1887 die AEG (die Berliner Adressbücher zeigen, wie sich die Grundstücksnummern sowie das Kommen und Gehen von Firmen in der erwähnten Zeitspanne veränderten).

#### Hausnummern 121–131

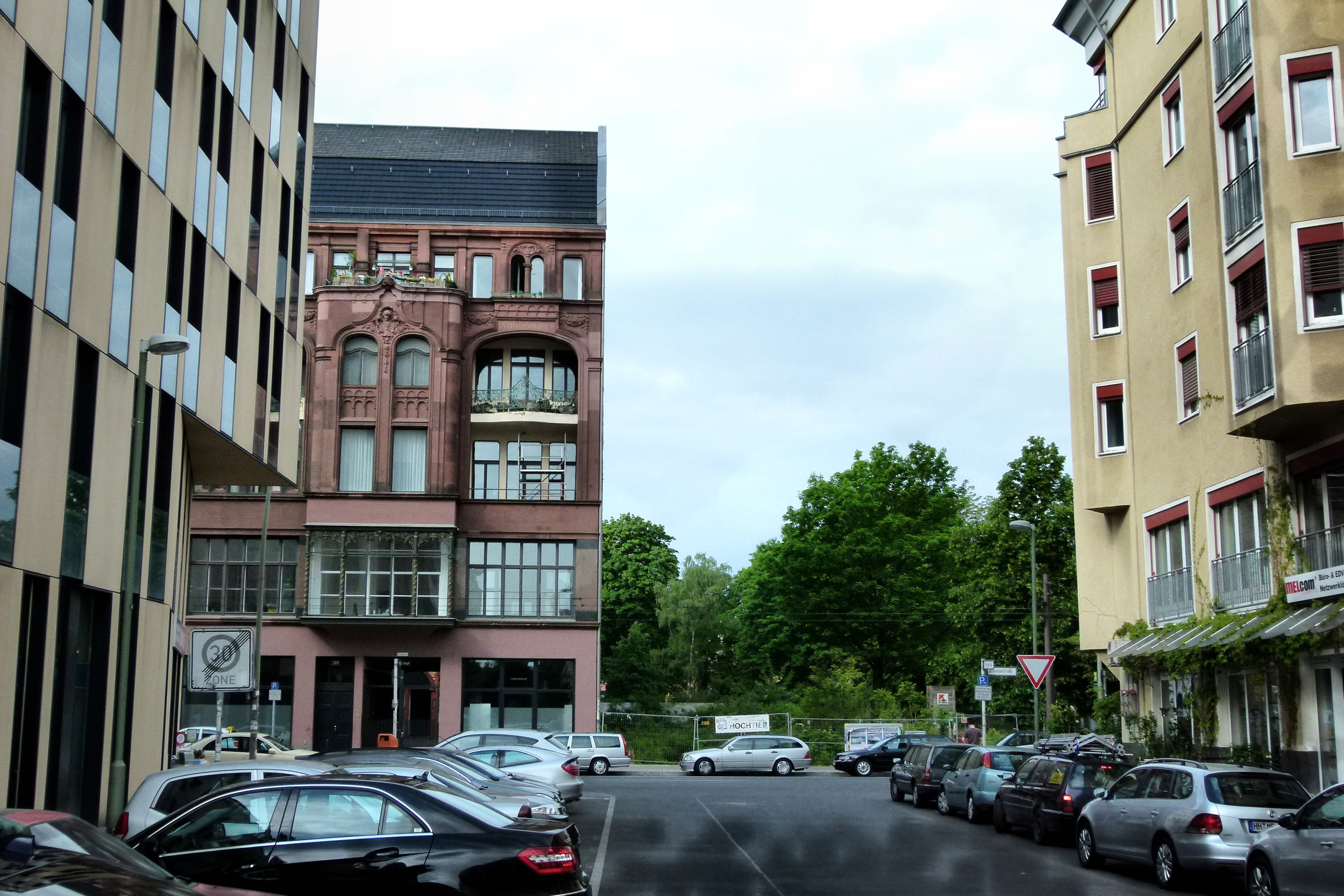
Blick aus der Schlegelstraße auf die Chausseestraße 121–123

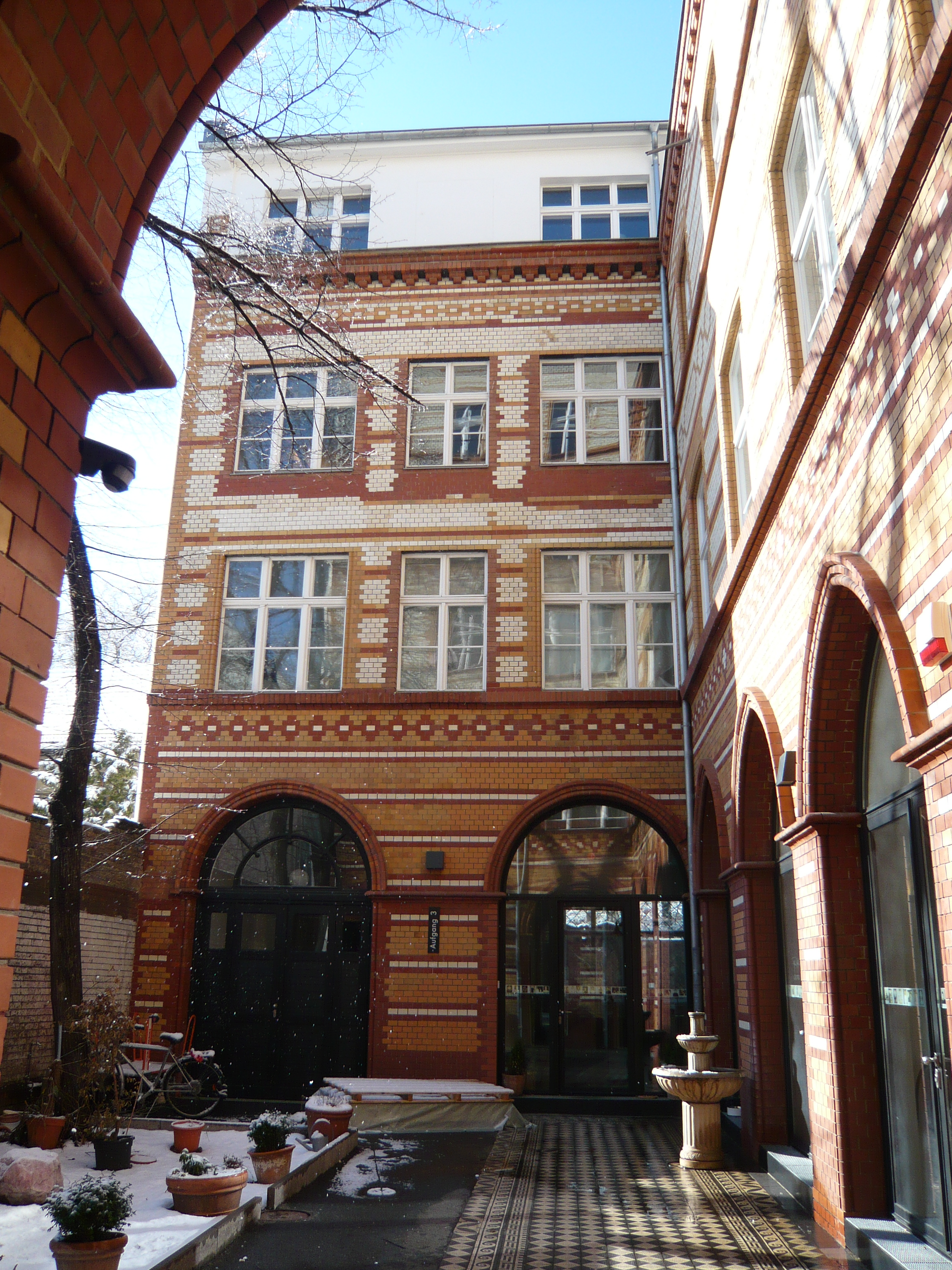
Hofansicht Chausseestraße 123

Auf dem südlich angrenzenden freien Platz wurde zu DDR-Zeiten neben der Kaufhalle in einer kleinen Grünanlage ein Spartakus-Gedenkstein auf dem Grundstück Chausseestraße 121 aufgestellt. Unter symbolischen Flammen steht auf dieser Stele in großen Buchstaben der Name des SPARTAKUS mit einem Zitat von Karl Liebknecht und auf der Rückseite wird darauf hingewiesen, dass an diesem Platz am 1. Januar 1916 der Spartakusbund als Keimzelle der Kommunistischen Partei Deutschlands gegründet wurde. Bis zur Ermordung von Rosa Luxemburg und Karl Liebknecht betrieb Liebknecht im früheren Haus Chausseestraße 121 zusammen mit seinem Bruder eine Rechtsanwaltskanzlei. Das Haus Chausseestraße 121 wurde im Zweiten Weltkrieg zerstört. Der aus der DDR-Zeit stammende Gedenkstein steht nun neben dem Neubau der Nummer 121 und blieb somit als Teil der bewegten Geschichte dieser Straße erhalten. Der Zugang ist von der Straße, wo am Eingangstor unter der eigentlichen Wohnungsklingel eine Klingel mit dem Namen Denkmal befestigt ist. Diese öffnet die Gittertür zur Durchfahrt und zum Hinterhof mit dem Denkmal.
Das Vorderhaus Chausseestraße 123 fällt durch seine jugendstilähnliche rote Sandsteinfassade auf. Der von Carl Galuschki 1896 ausgestattete, lang gestreckte Bau hat zwei Innenhöfe. Seine Flügelbauten sind mit rot, gelb und weiß glasierten Ziegelmustern verkleidet. Von 1907 bis 1911 benutzten die Bioskop-Ateliers, die als ein Vorläufer des Filmstudios Babelsberg gelten, Räume unter dem Dach. Im Jahr 1912 wurde auf einem dieser Hinterhöfe zwei Monate nach dem Untergang der Titanic der Stummfilm In Nacht und Eis über diese Tragödie gedreht. Das Vorderhaus beherbergte für einige Jahrzehnte die renommierte Akademische Buchhandlung Paul Schober, die um 2000 aufgegeben wurde. Das gesamte Gebäudeensemble wurde bis 2008 von einem privaten Investor saniert und wird unter der Bezeichnung Parkquartier Chausseestraße vermarktet. Es dient zu Wohn- und Geschäftszwecken. Vorgesehen ist der weitere Ausbau und die Einrichtung eines Hotels in den Gebäudeflügeln. Dieser Baukomplex gehört zu dem denkmalgeschützten Gesamtensemble Chausseestraße 122–125.

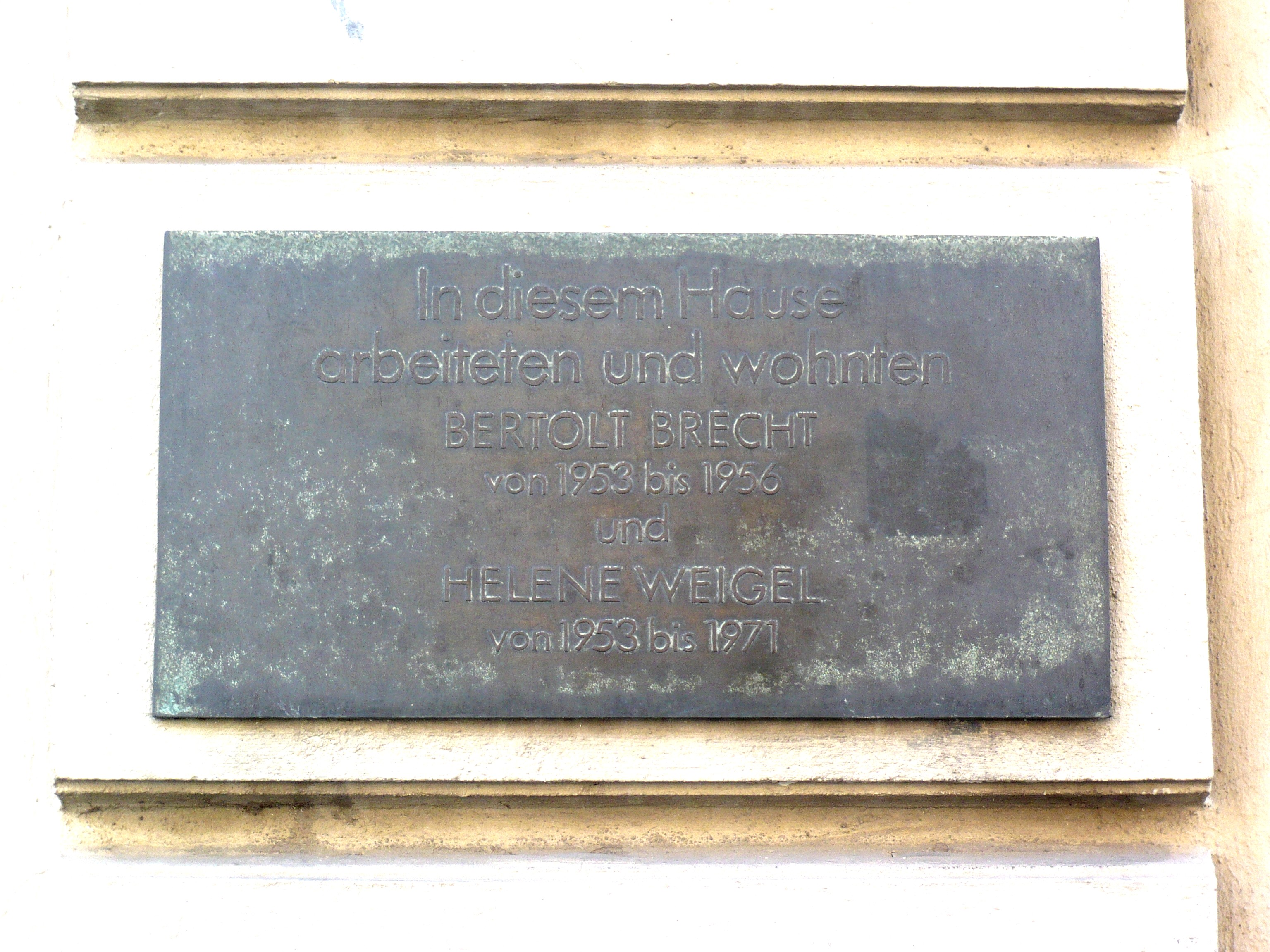
Tafel an der Gedenkstätte für Bertolt Brecht und Helene Weigel

Ein weiteres Baudenkmal dieser Häusergruppe ist das Brecht-Haus Chausseestraße 125, das ab 1953 als Wohn- und Arbeitshaus für das Ehepaar Bertolt Brecht und Helene Weigel diente. Nach ihrem Tod richtete die Akademie der Künste hier die Brecht-Weigel-Gedenkstätte ein. Das Haus selbst wurde samt Seitenflügel für den damaligen Leiter der Berliner Eisenzinkerei bereits 1843 fertiggestellt und ist somit das älteste, noch erhaltene Gebäude der Chausseestraße.

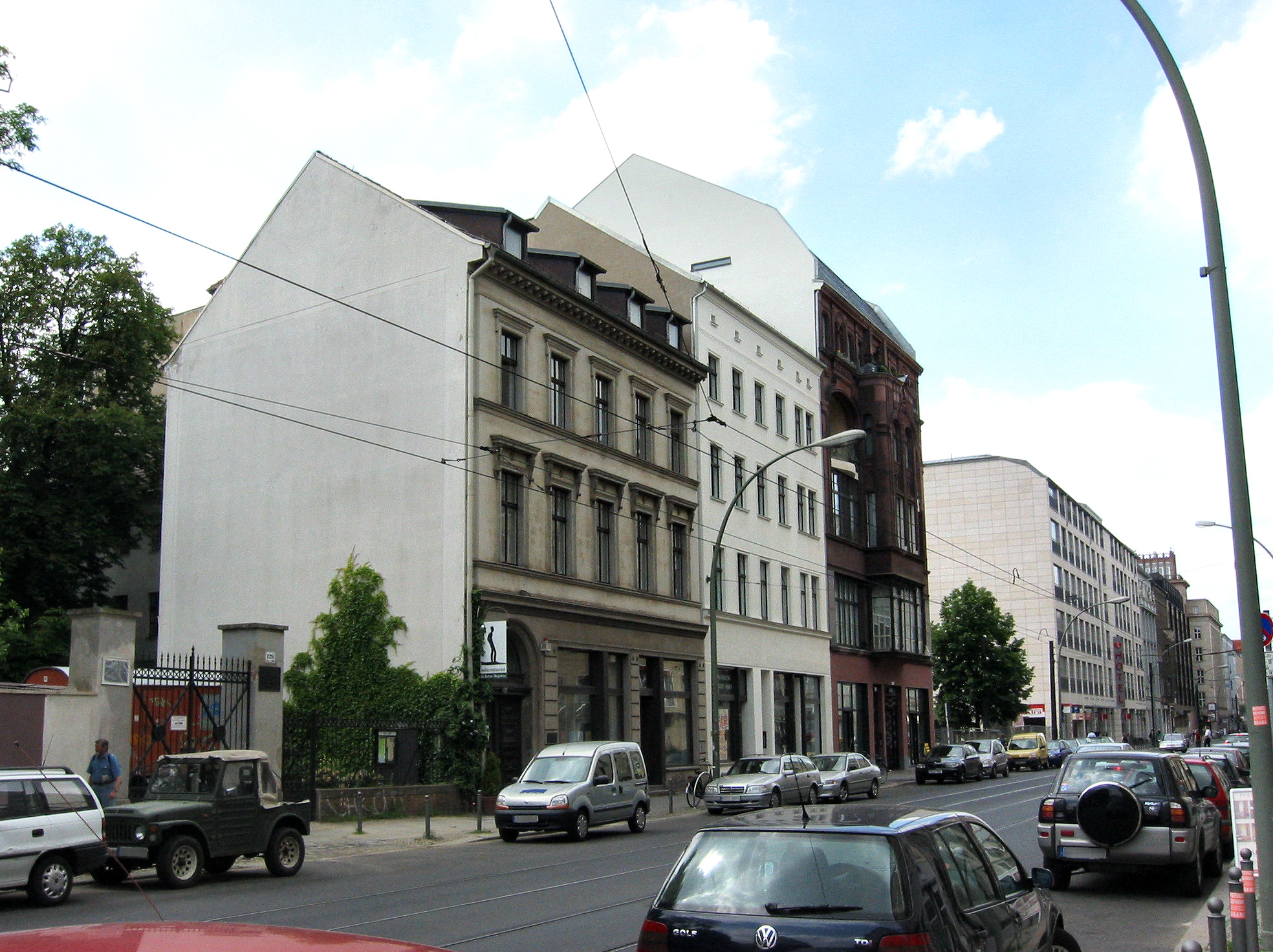
Häuser Chausseestraße 123–125 und das Tor zum Dorotheenstädtischen Friedhof Chausseestraße 126 (links)

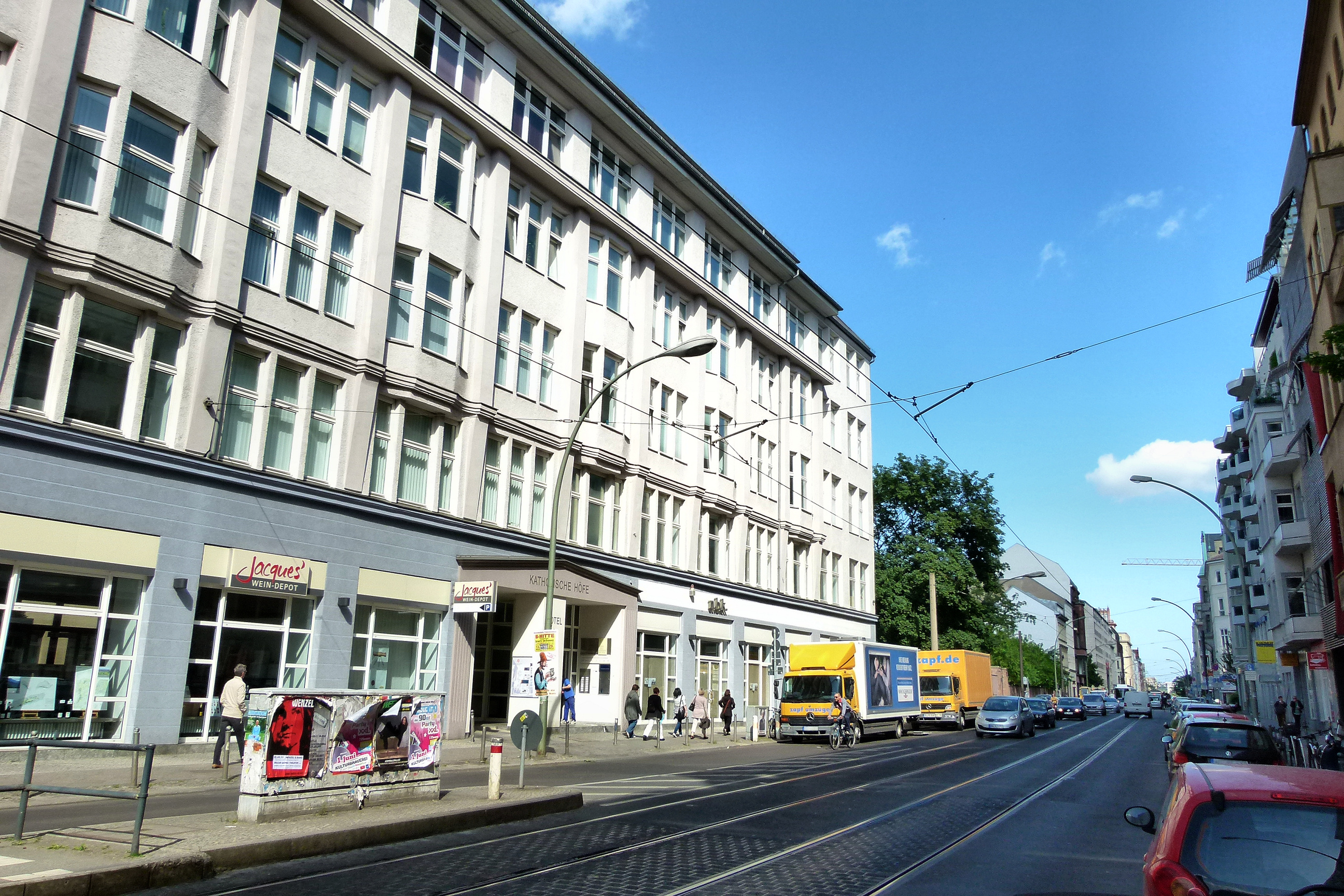
Katholische Höfe Chausseestraße 128/129 und der Französische Friedhof Nr. 127

Oranienburger Tor 1867, mit Blick nach Norden in die Chausseestraße. Rechts Teile der August-Borsig-Maschinenbauanstalt, dahinter die Egellschen Fabrikanlagen und die bebaute Nordseite der Tieckstraße. Links ist das Gelände der Friedhöfe der Friedrichswerderschen und Katholischen Gemeinden noch unbebaut.

Südlich neben dem Brecht-Haus befindet sich das Tor zum Dorotheenstädtischen Friedhof mit der Nummer 126. Das Tor ist kein direkter Eingang zu diesem Friedhof, führt aber über einen etwa 65 Meter langen Weg zwischen den Häusern der Nr. 125 und dem Französischen Friedhof (Chausseestraße 127) zu ihm. Ursprünglich gab es hier am südlichen Ende der Chausseestraße mehrere Friedhöfe, deren Gelände sich vom Oranienburger Tor, entlang der Communikation am Neuen Thor (seit 1891: Hannoversche Straße) bis zur Invalidenstraße hinzog. Die oben erwähnten Berlinpläne von 1804 und 1857 zeigen die Lage dieser Friedhöfe, die auf Order Friedrich II. zwischen 1762 und 1780 hier angelegt wurden. Der Platzmangel auf den Kirchhöfen in der Stadt war damals äußerst akut geworden, nicht zuletzt wegen der vorhergegangenen Kriege, an denen der Große Friedrich keine geringe Mitschuld trug. Auf den inzwischen unter Denkmalschutz stehenden Friedhöfen der Dorotheenstädtischen/Friedrichswerderschen- und Französisch-reformierten Gemeinden stehen Informationstafeln, die auf die Persönlichkeiten hinweisen, die hier in früheren Zeiten bestattet wurden.
Von den fünf Friedhöfen, die es hier gab, wurde der Charité-Friedhof bereits 1856 geschlossen. Der unmittelbar vor dem Oranienburger Tor gelegene Friedrichswerdersche wurde um 1877 vom Dorotheenstädtischen übernommen und dann für kommerzielle Zwecke genutzt. Seit dieser Zeit gab es an der Ecke zur Kommunikation am Neuen Thor Parzellen für Holz- und Zigarrenhandlungen zu mieten, später kam eine Stein-, Eisen-, Leder- und Wäschehandlung dazu. 1887 verkauften die Gemeinden das alte Friedhofsgrundstück und die neuen Eigentümer errichteten hier 1890 zwei große Neubauten, die Nr. 122 und 123 (später: Nr. 130/131).
Anscheinend wollte der Vorstand der St. Hedwigs Gemeinde am kommerziellen Erfolg teilhaben und ließ daher 1884 hier ebenfalls seinen katholischen Friedhof schließen. Das kleine Problem mit den noch verbliebenen Gräbern wurde bald gelöst und Parzellen konnten vermietet werden. Um 1906 entstand hier auf der Parzelle 121 (später: Nr. 128/129) eine ganze Ladenzeile mit acht Läden für unterschiedliche kleine Unternehmen, wie die Berliner Elektromobil Droschken AG (Bedag), Zeitungsverkauf, Nähmaschinen, Fahrräder, eine Gastwirtschaft und andere. Für die Elektrodroschken war die im hinteren Teil damals ansässige Accumulatoren-Fabrik sicherlich hilfreich. Das Geschäft schien bald so gut zu laufen, dass die Gemeinde 1911 an der Chausseestraße einen großen Neubau errichten lassen konnte, die Nr. 128/129, in dem unter anderem auch die Dresdner Bank einzog. In den ausgedehnten Erdgeschossräumen des Hauses gab es seit 1921 und noch zu DDR-Zeiten den als Familienbetrieb erhaltenen Zigarren- und Pfeifenladen H. Junghans sowie eine Musikalienhandlung. Als Teil der Katholischen Höfe ist das 1911 erbaute Haus erhalten, das renoviert und modernisiert wurde. Nach der Wende wurden hinter dem historischen Gebäude weitere Häuser für die Katholische Akademie mit Tagungszentrum, der 1999 geweihten Kirche St. Thomas von Aquin und dem Hotel Aquino neu errichtet, dessen Eingang sich an der Hannoverschen Straße befindet.

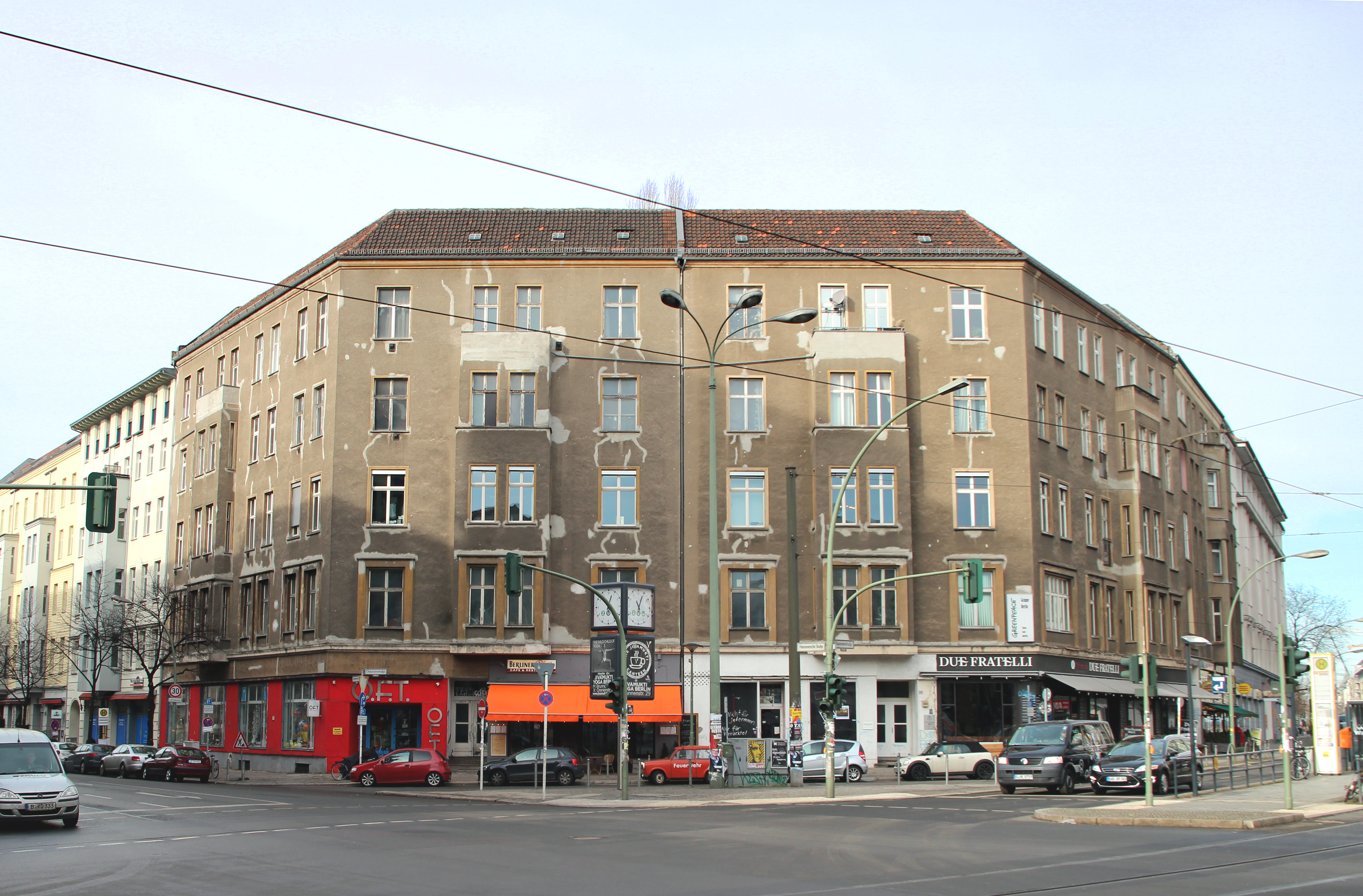
Chausseestraße 131, 2015

Nachdem die Häuser Chausseestraße 130/131 im Jahr 1890 errichtet waren, wurden die Mietshäuser als dreiseitig aneinandergereihte Eckgebäude bis in die Hannoversche Straße weiter gebaut. In den 1950er und 1960er Jahren befand sich in der Chausseestraße 130 ein großes Fotofachgeschäft, in dem Hobbyfotografen Geräte und Chemikalien zum Entwickeln ihrer Filme kauften, aber auch die ersten Farbfilme entwickeln ließen. An dieser Stelle etablierte sich nach 1990 ein thailändisches Restaurant mit Sushi-Bar. Im letzten Haus (Chausseestraße 131) wohnte vor seiner Ausbürgerung aus der DDR der Künstler und Liedermacher Wolf Biermann. Nach dem Mauerfall hat sich die Greenpeace-Gruppe Berlin ihre Niederlassung eingerichtet.

Galerie mit einer Auswahl zusätzlicher Fotos
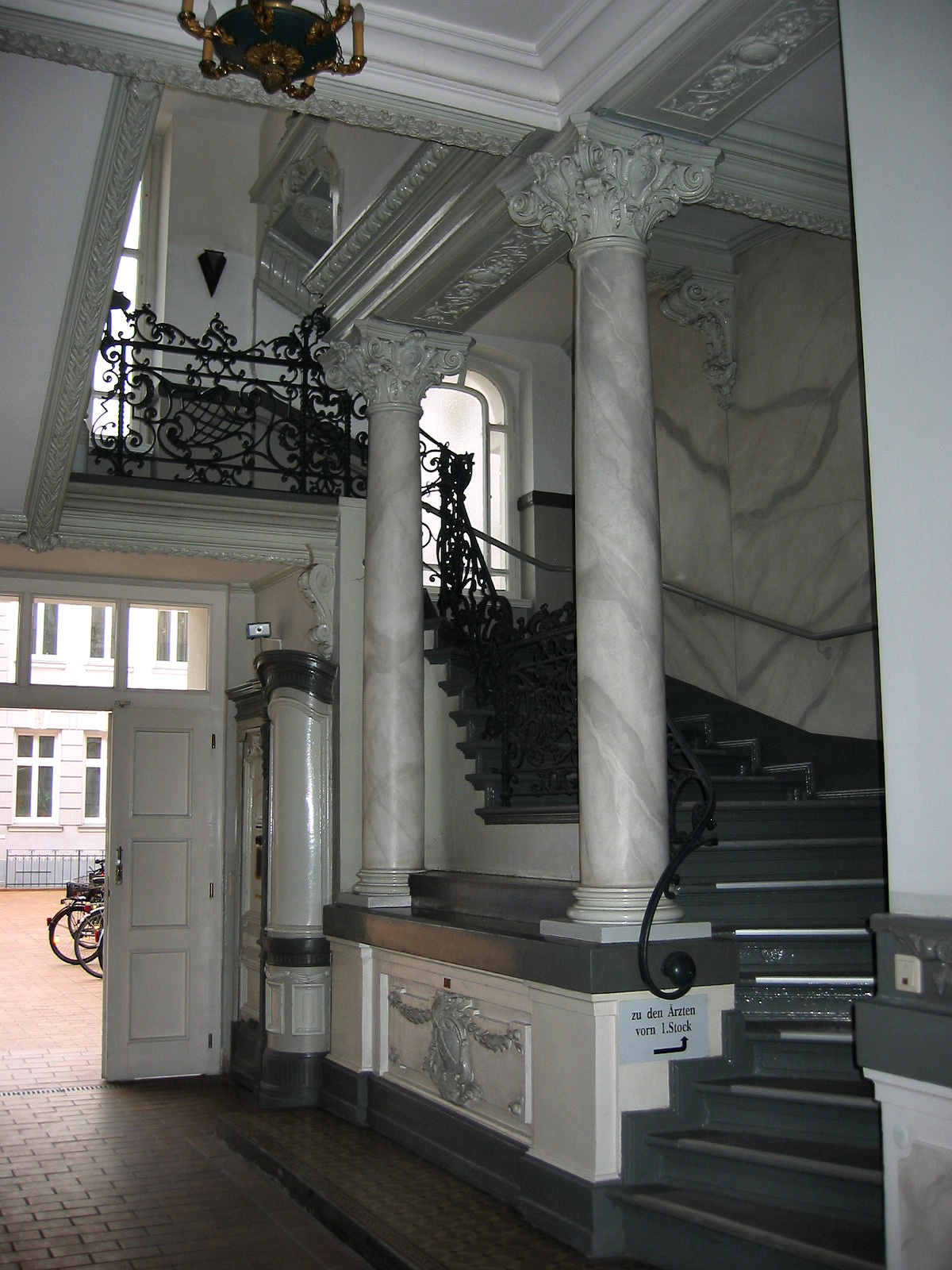
Renovierter wilhelminischer Treppenaufgang in der Chausseestraße 17
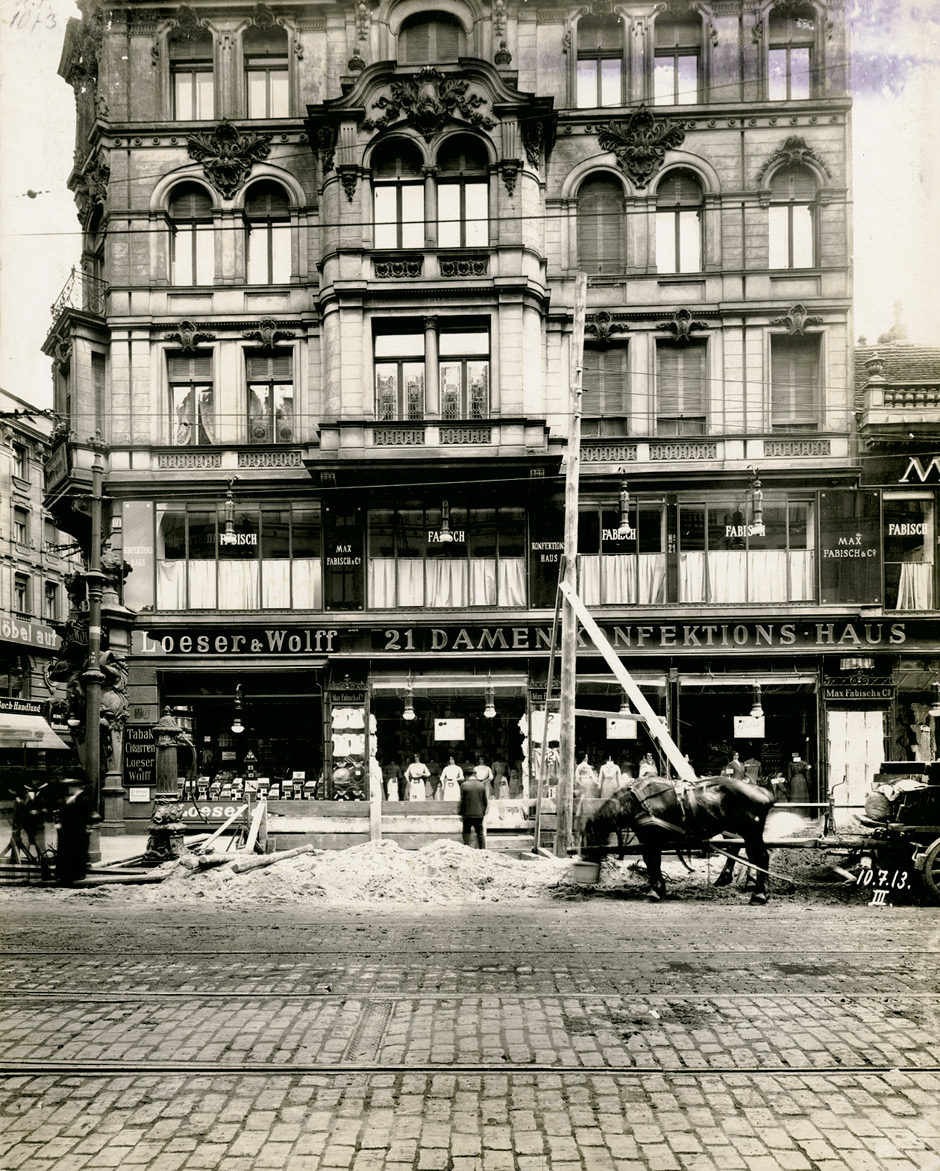
Fabisch Damenkonfektion in der Chausseestraße 20/21, 1913
Saniertes Fabrikgebäude in der Chausseestraße 35, erster Hinterhof (vormals: Carl Flohr)
Blick auf die Chausseestraße 34 (rechts) bis 39 (links) aus der Habersaathstraße. Im Vordergrund links der Eingang zum ehemaligen Walter-Ulbricht-Stadion, 1956.
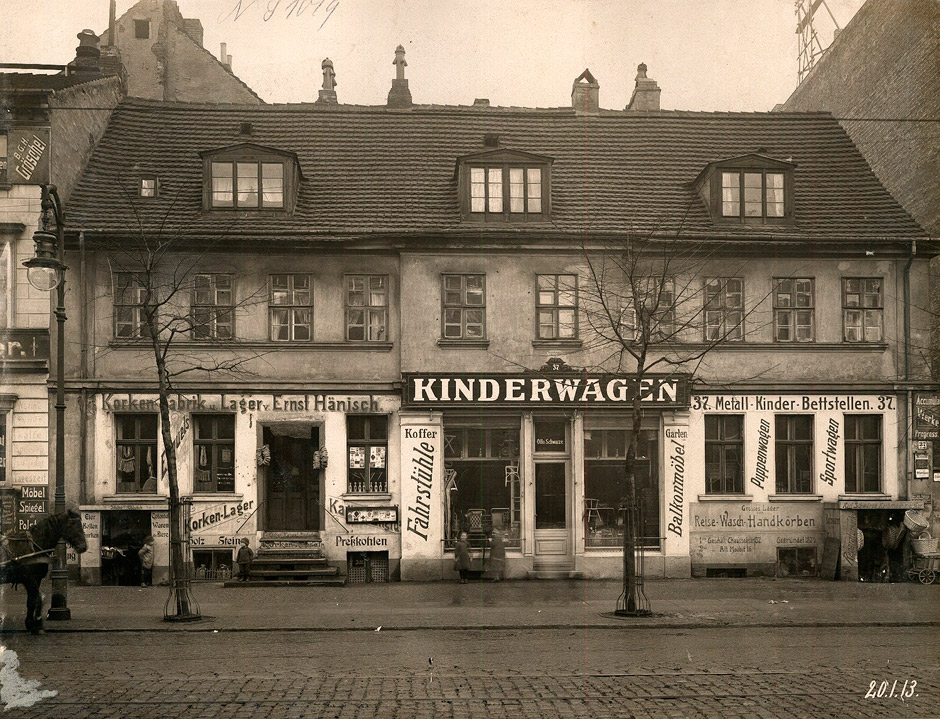
Nicht mehr existierendes Haus Chausseestraße 37 im Jahr 1913
Bäcker-Innungshaus Germania in der Chausseestraße 110, um 1900
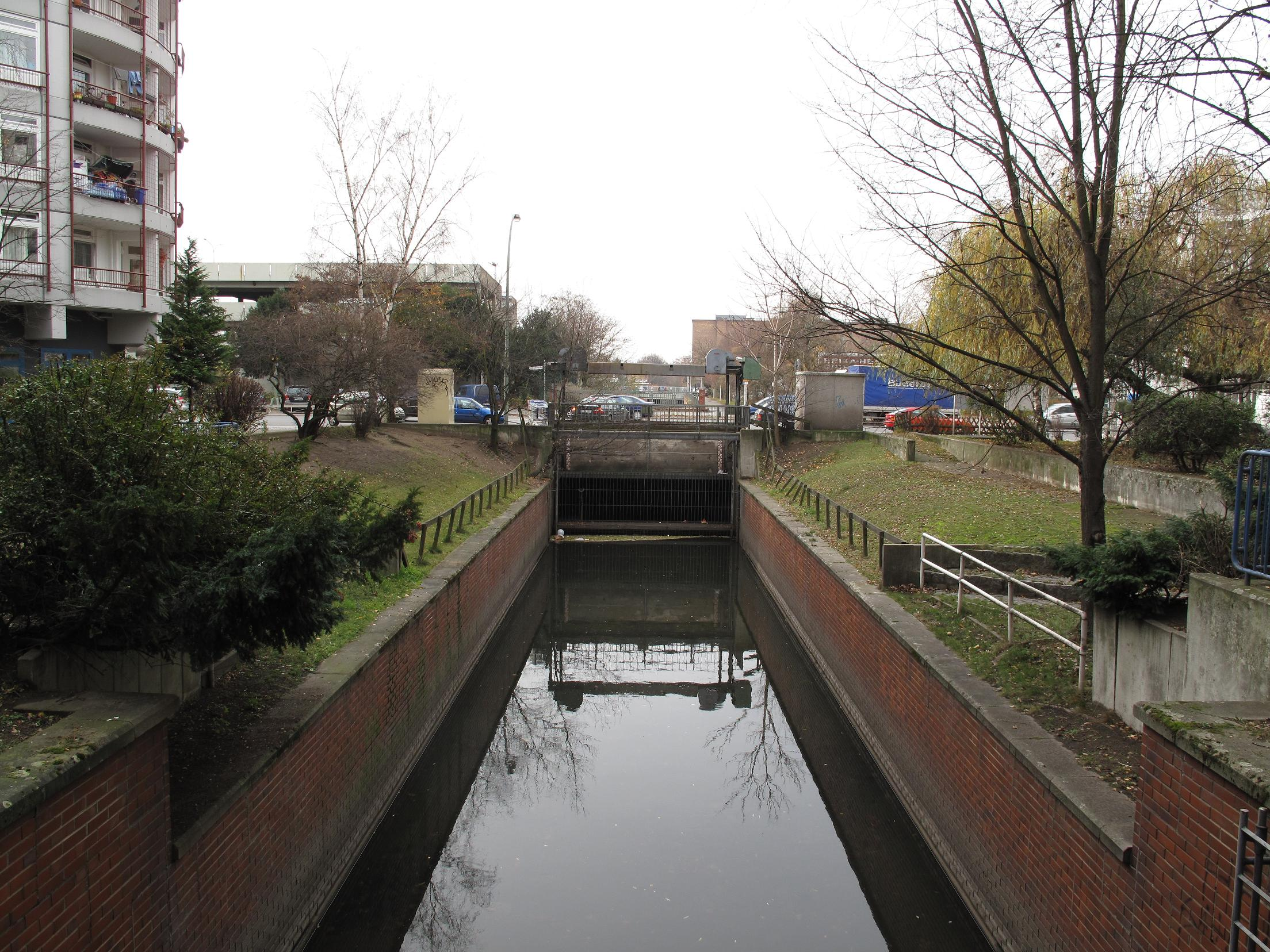
Die Nordpanke (auch: Schönhauser Graben) unterquert hier das Nordende der Chausseestraße.
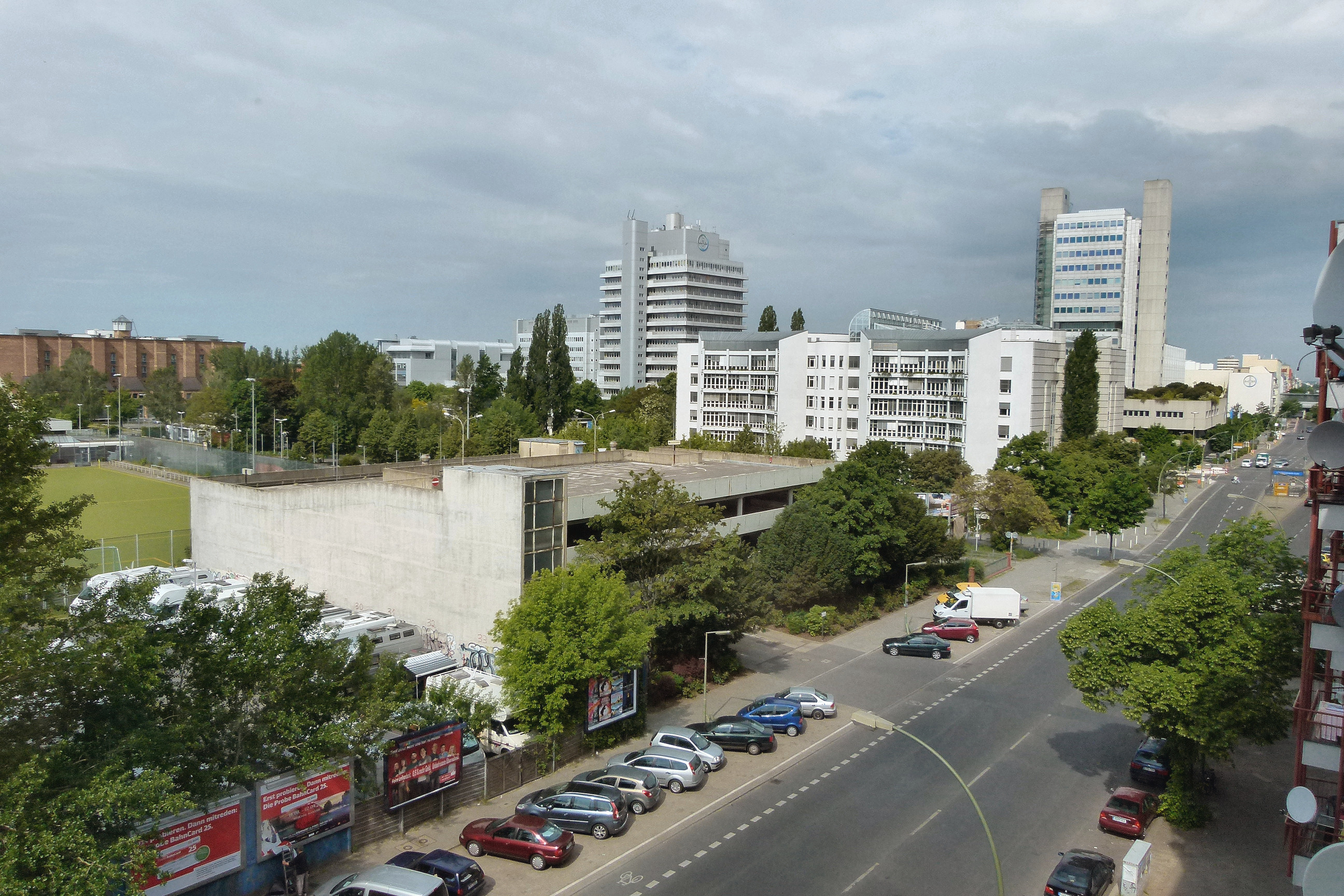
Blick vom Nordende der Chausseestraße auf das Hertie-Parkhaus und den Gebäuden der Bayer HealthCare Pharmaceutical AG (vormals: Schering)

## Öffentlicher Personennahverkehr

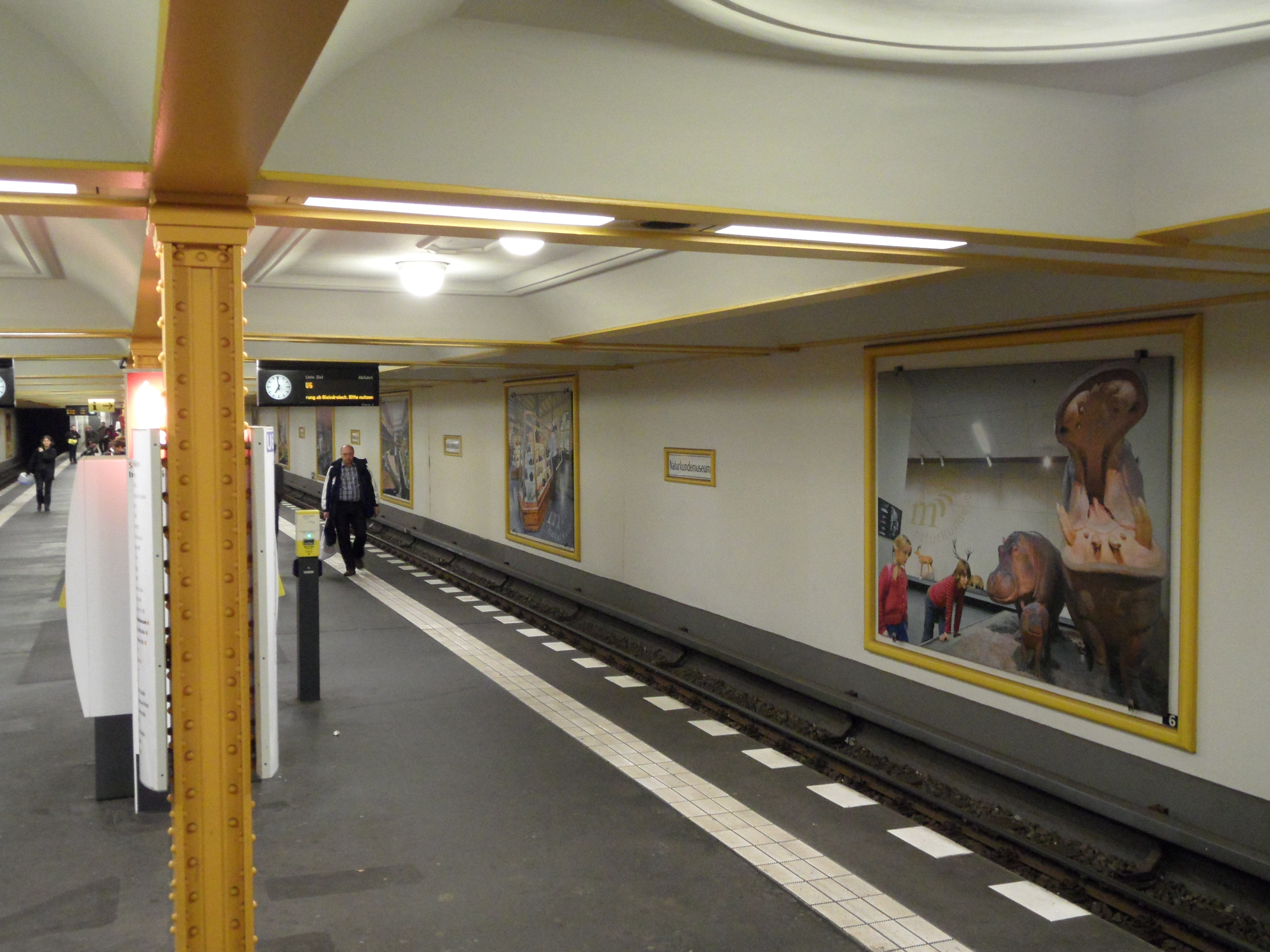
U-Bahnhof Naturkundemuseum

Unter der Chausseestraße verläuft die bis 1930 als Nord-Süd-Bahn bezeichnete spätere U-Bahn-Linie U6 mit den jeweils in der Straßenmitte errichteten Ein- und Ausgängen von drei U-Bahnhöfen, die nunmehr Oranienburger Tor, Naturkundemuseum und Schwartzkopffstraße heißen. Sie wurden 1913/1914 und 1919–1923 nach Plänen der Architekten Heinrich Jennen, Alfred Grenander und Alfred Fehse gebaut oder umgebaut. Mit dem Mauerbau am 13. August 1961 waren sie bis zur Wiedereröffnung am 1. Juli 1990 als Geisterbahnhöfe nur den Grenztruppen der DDR zugänglich.
Im Jahr 1997 verlor der Fahrer eines Pkw die Kontrolle, fuhr eine Treppe des U-Bahn-Eingangs Schwartzkopffstraße hinunter und kam erst vor einer Notrufsäule zum Stehen. Die beteiligten Personen erlitten dabei leichte Verletzungen. Nach Angaben von Zeugen hatte das Fahrzeug keine Wand des Abgangs berührt.
Oberirdisch verkehrten mehrere Straßenbahnlinien auf der Chausseestraße. Die Wendeschleife zweier Metrolinien führte als Blockumfahrung durch Schwartzkopff-, Pflug-, Wöhlert- und Chausseestraße. Seit August 2013 ist der Straßenbahnverkehr stillgelegt.

## Prominente Anwohner
→ Die Hausnummern entsprechen der Zählung Anfang der 2000er Jahre.

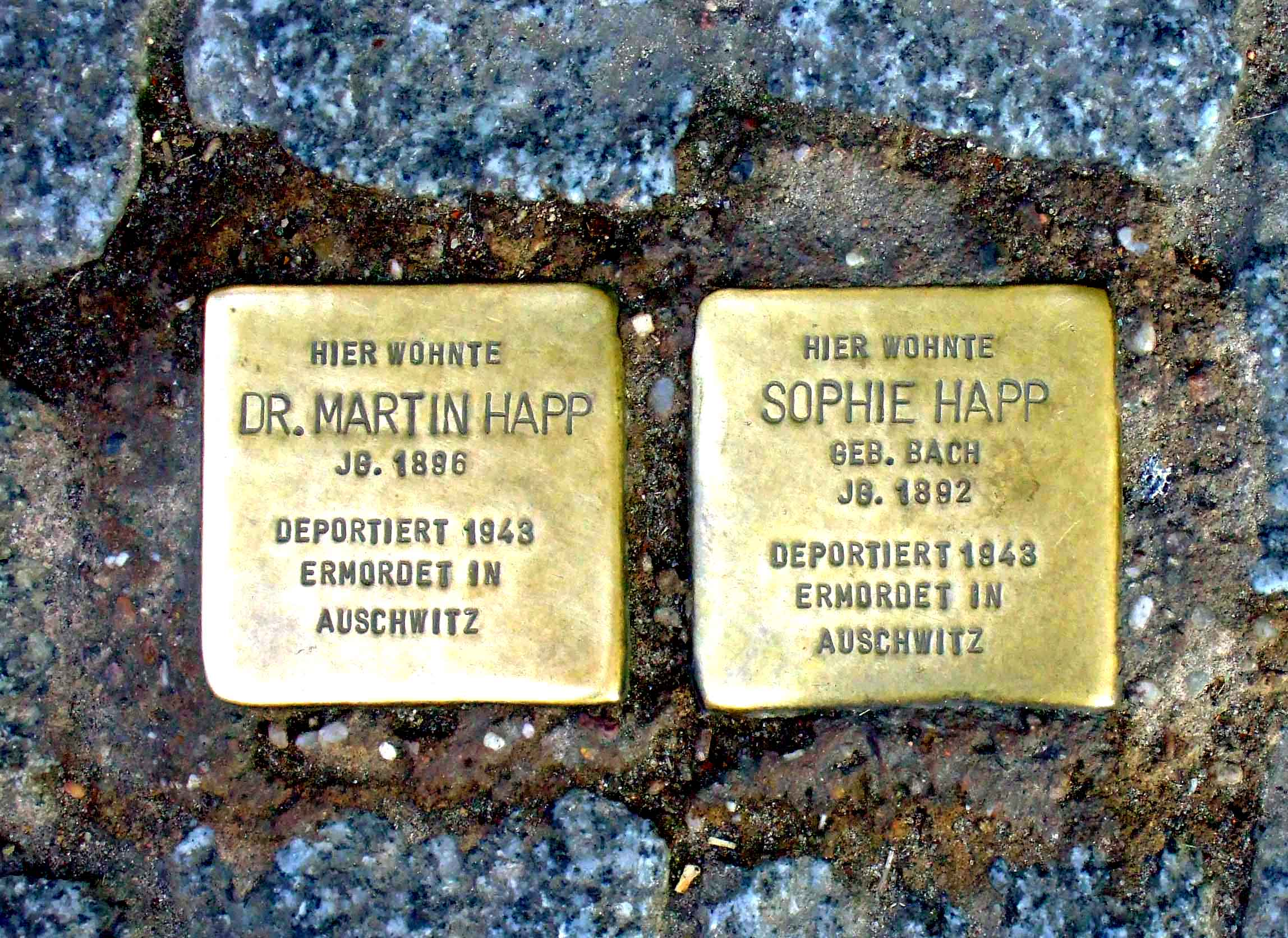
Stolpersteine für das jüdische Ehepaar Happ vor Nr. 6

- Franz Anton Egells (1788–1854). Der Industrielle wohnte vor seinem Fabrikgelände in Nr. 3.[72]
- Friedrich Wöhlert (1797–1877). Der Industrielle wohnte bis 1836 in Nr. 73b,[73] danach zeitweilig in Nr. 29–30.[74] Nach ihm wurde 1889 die Wöhlertstraße benannt.
- August Borsig (1804–1854). Der Industrielle wohnte bis 1836 in einer Betriebswohnung von Egells in Nr. 3. Insbesondere hatte er an der Ecke zum Oranienburger Tor sein Stammwerk. Nach ihm wurde 1860 die Borsigstraße benannt.[75]
- Friedrich Adolf Pflug (1810–1886). Der Industrielle wohnte bis 1860 in Nr. 11.[76] Nach ihm wurde 1889 die Pflugstraße benannt.[77]
- Ernst Schering (1824–1889). Der Pharmazeut kaufte 1851 die Schmeißersche Apotheke in Nr. 21 und lebte dort.
- Carl Flohr (1850–1927), Fabrikant und Ingenieur, wohnte ab 1888 vor seiner Fabrik Chausseestraße 28b (inzwischen Nr. 35) in Georg Sigls ehemaligem zweigeschossigen Wohnhaus.
- Karl Liebknecht (1871–1919), Theodor Liebknecht (1870–1948). Die beiden Politiker betrieben eine Anwaltskanzlei in Nr. 121.[78]
- Paul Albert Glaeser-Wilken (1874–1942). Der Schauspieler und Spielleiter wohnte mit seiner Familie bis 1934 in Nr. 123.
- Albin Köbis (1892–1917). Der hingerichtete Soldat wohnte in Nr. 16.
- Bertolt Brecht (1898–1956), Helene Weigel (1900–1971). Das Künstlerpaar lebte in Nr. 125 neben dem Dorotheenstädtischen Friedhof, auf dem es bestattet ist.
- Wolf Biermann (* 1936). Der Liedermacher lebte bis zu seiner Ausbürgerung 1976 in der Chausseestraße 131 und nahm hier die Schallplatte gleichen Namens auf.
- Hans-Olaf Henkel (* 1940). Der Industriemanager lebt in der Chausseestraße.[11]

Stolpersteine erinnern seit um 2000 an Martin und Sophie Happ vor Nr. 6 sowie an Siegfried Lesh vor Nr. 117.